# Williams F1
Das Williams F1 Team (Williams Racing) ist ein britisches Rennsportteam mit Sitz im englischen Grove, das seit 1977 in der Formel 1 aktiv ist. Gründer und bis 2020 auch Mehrheitseigentümer war Frank Williams, der bereits von 1968 bis 1975 mit dem Team Frank Williams Racing Cars in der Formel 1 angetreten war. Williams F1 gehört mit 114 Grand-Prix-Siegen, sieben Fahrer- und neun Konstrukteursweltmeistertiteln zu den erfolgreichsten Konstrukteuren in der Geschichte der Formel 1 und war insbesondere das erfolgreichste Team der 1990er-Jahre.
Im 21. Jahrhundert konnte Williams allerdings nicht mehr an die früheren Erfolge anknüpfen. Der letzte Titelgewinn gelang Jacques Villeneuve (1997), der letzte Rennsieg Pastor Maldonado im Großen Preis von Spanien 2012. Der über Jahrzehnte als Familienbetrieb geführte Rennstall wurde im August 2020 von einer US-amerikanischen Investmentgesellschaft namens Dorilton Capital übernommen, aber der Name Williams bleibt auch in Zukunft erhalten. Die Fahrer Alexander Albon und Carlos Sainz werden in der Saison 2025 für Williams an den Start gehen.

## Vorgeschichte

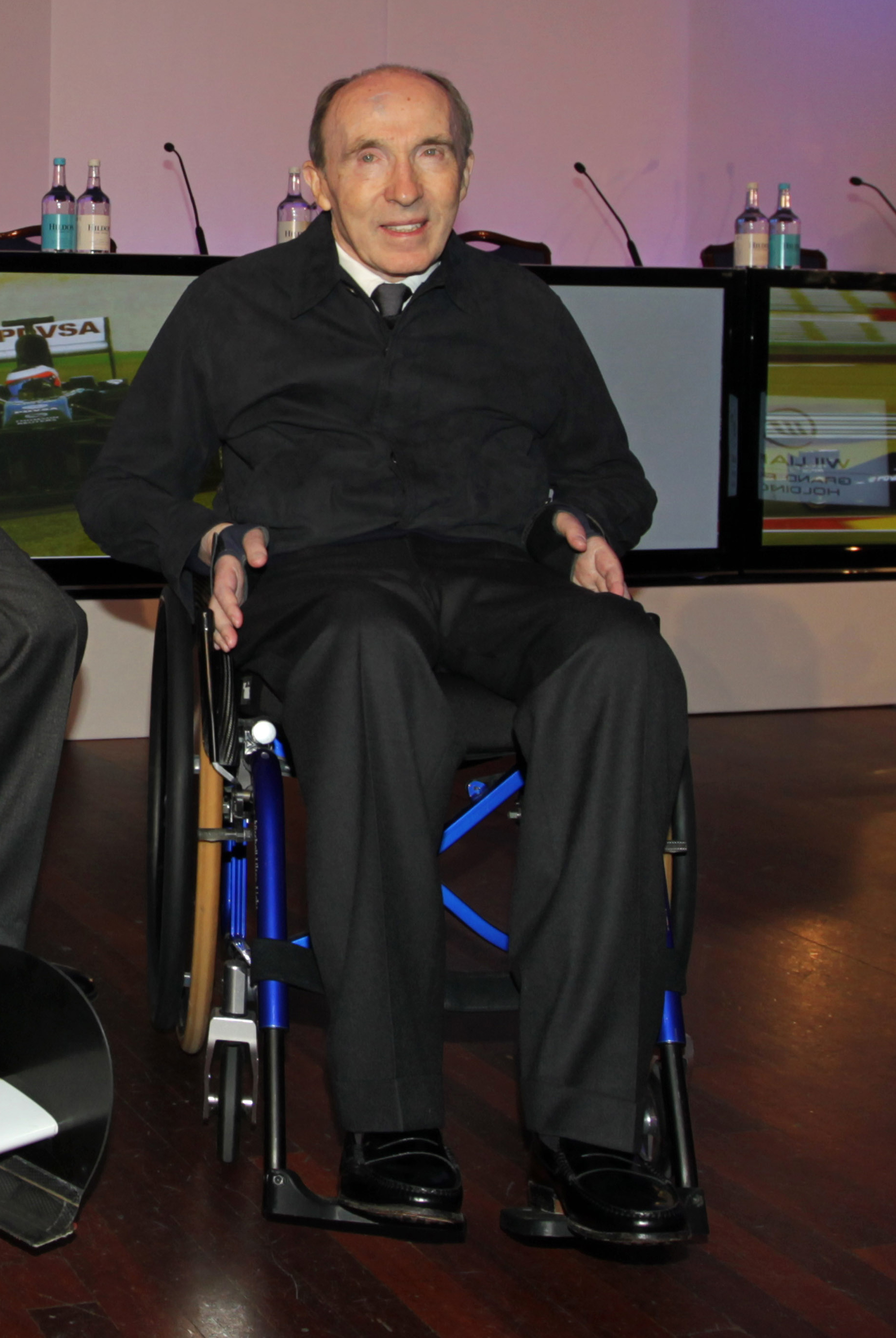
Teamgründer Frank Williams

1966 gründete Frank Williams den Rennstall Frank Williams Racing Cars. Das Team setzte Formel-3- und Formel-2-Wagen mit Fahrern wie Piers Courage, Richard Burton, Tetsu Ikuzawa und Tony Trimmer ein. Mit einem gekauften Brabham-Chassis und Piers Courage trat Williams ab 1969 in der Formel 1 an. Frank Williams ging in den Folgejahren Partnerschaften mit De Tomaso, Politoys und Iso Rivolta ein, die ihm den Bau eigener Rennwagen ermöglichten: Williams wurde vom Kundenteam zu einem Konstrukteur. Die Erwartungen an die eigenen Autos erfüllten sich nicht: Williams war mit der Aufgabe, die Rennwagen zu konstruieren, zu warten und weiterzuentwickeln, überfordert. Iso, infolge der Ölkrise selbst in wirtschaftliche Bedrängnis geraten, zahlte nicht die vereinbarten Beträge. Die Lage des Teams war Mitte der 1970er-Jahre finanziell „schlecht bis desolat“. Frank Williams galt zu dieser Zeit als „Hungerleider der Formel 1“, der gebrauchte Reifen von Ferraris Abfallplatz übernahm und geschäftliche Gespräche von einer Telefonzelle aus führen musste, weil der Anschluss seiner Fabrik wegen nicht bezahlter Rechnungen abgeklemmt worden war. Marlboro sicherte 1974 das wirtschaftliche Überleben; nach dem Abzug des Sponsors spitzte sich die Lage allerdings zu. Frank Williams war mit mehreren 100.000 £ verschuldet; er finanzierte den Rennstall in der Saison 1975 in erster Linie durch Paydriver: Im Laufe des Jahres wechselten sich acht Fahrer in einem der Williams-Autos ab. Ende 1975 stand Williams vor dem Kollaps. Frank Williams verkaufte daraufhin 60 Prozent des Teams an den Ölmagnaten Walter Wolf, der zudem alle Schulden des Unternehmens und die persönlichen Verbindlichkeiten Frank Williams’ ablöste. Der Rennstall wurde im Frühjahr 1976 in Walter Wolf Racing umbenannt. Frank Williams war in diesem Jahr als Wolfs Angestellter für den Rennbetrieb zuständig. Ende 1976, nach anhaltenden Misserfolgen, verließ Frank Williams zusammen mit seinem früheren Angestellten Patrick Head das Unternehmen und gründete mit ihm den Rennstall Williams Grand Prix Engineering, der in einem ehemaligen Teppichlager in Didcot, England, Räume fand.

## Unternehmen
Drei Jahrzehnte lang gehörte das Unternehmen Frank Williams und seiner Familie sowie Patrick Head. Im November 2009 erwarb der österreichische Investor und Rennfahrer Toto Wolff mit seiner Marchsixteen-Beteiligungs-Gesellschaft einen Minderheitsanteil an Williams F1. Seitdem gehörte Wolff auch dem Vorstand des Teams an. Wolff wurde 2013 Teamchef des Mercedes-Teams und verkaufte seine Anteile an Williams in mehreren Tranchen bis März 2016 an den US-amerikanischen Investor Brad Hollinger. Das Unternehmen ist seit März 2011 an der Frankfurter Börse notiert. Im Jahr 2017 gehörten 51,3 % der Unternehmensanteile Frank Williams, 11,7 % Brad Hollinger und 9,3 % Patrick Head; 24,1 % waren im Streubesitz, und 3,6 % der Anteile gehören einem Fonds der Mitarbeiter.
Im August 2020 wurde der Rennstall für 152 Millionen Euro an die New Yorker Investmentgesellschaft Dorilton Capital verkauft.

## Geschichte des Teams
Frank Williams und Patrick Head machten sich mit einer sechsköpfigen Mannschaft daran, als eigenständiger Konstrukteur an der Formel-1-WM teilzunehmen. Dies war zwar schon mit den Typen FW01 bis FW05 geschehen, allerdings ohne Erfolg. Im Hinblick auf die Vorteile einer an die Konstrukteurseigenschaft geknüpften Vorteile einer FOCA-Mitgliedschaft wollte Williams auch nach seinem Neustart nicht mit Kundenchassis Grand-Prix-Rennen bestreiten.

### Der Neuanfang

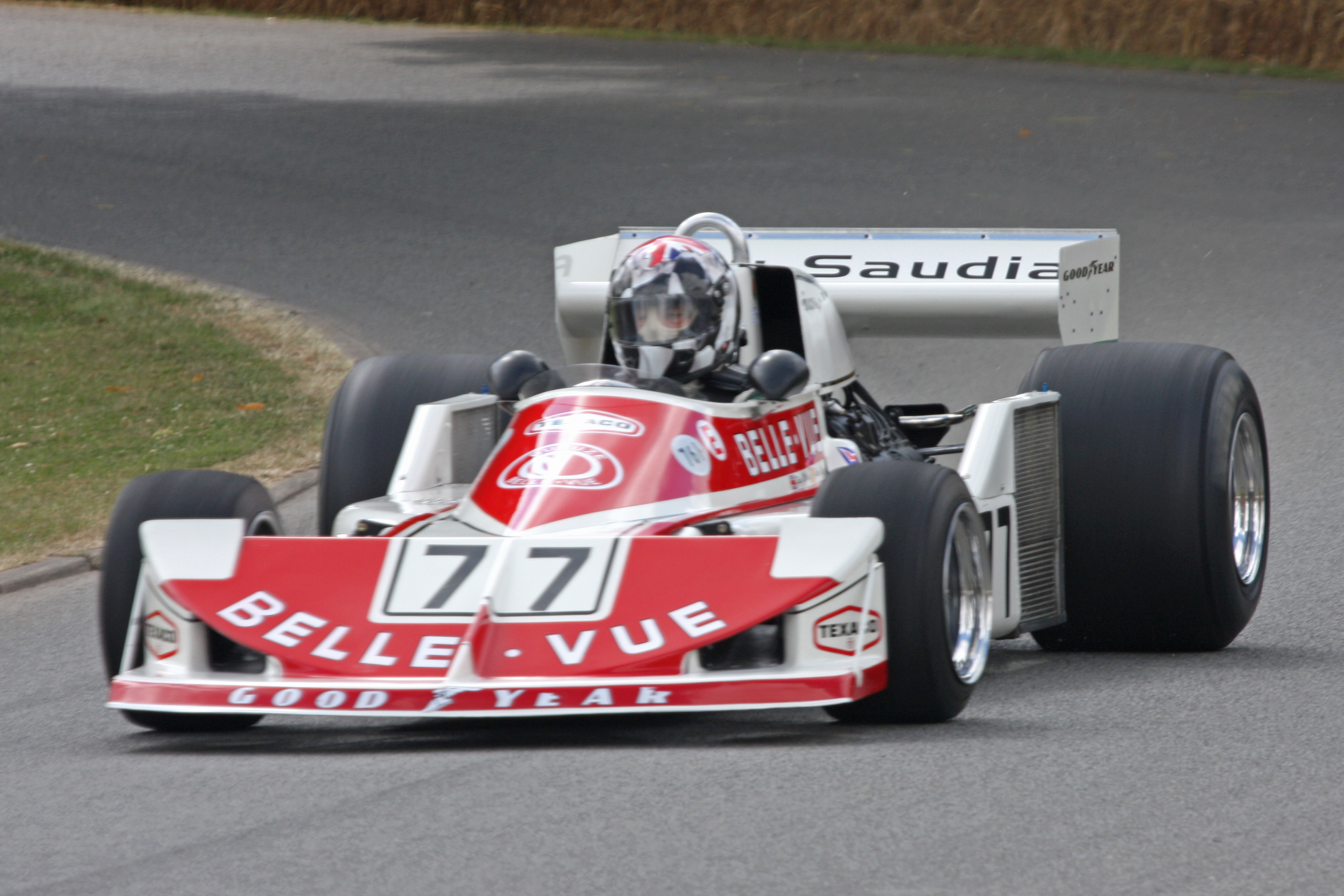
Ein March 761 in der 1977 von Williams verwendeten Lackierung

#### 1977
Für die Saison 1977 ließ sich der Bau eines eigenen Autos noch nicht realisieren. Frank Williams musste daher in der ersten Saison seines neuen Teams noch einmal ein Kundenauto einsetzen. Das Team übernahm von March Engineering einen gebrauchten 761. Mit einem Fahrzeug dieses Typs hatte Ronnie Peterson ein paar Monate zuvor für das March-Werksteam den Großen Preis von Italien 1976 gewonnen. March führte den Wagen unter der internen Bezeichnung 761/7 und behauptete, es sei ein komplett neu aufgebautes Auto. Ob das zutrifft, ist allerdings zweifelhaft. Frank Williams äußert in einer Biographie jedenfalls den Verdacht, dass es sich in Wirklichkeit um einen March 741 von 1974 gehandelt habe, der von March Engineering nachträglich auf das Niveau eines 761 gebracht worden sei; hierfür sprachen nach Ansicht Williams’ unter anderem Lackreste an dem Auto, die der Lackierung der March-Werkswagen von 1974 entsprachen.
Der Renneinsatz in der Saison 1977 wurde zunächst mit einem Bankkredit von Barclays in Höhe von 30.000 £ finanziert. In gleicher Höhe unterstützte die saudi-arabische Fluggesellschaft Saudi Arabian Airlines das Team, die in den folgenden fünf Jahren zu einem zuverlässigen Sponsor des Rennstalls wurde. Weiteres Geld brachte der Fahrer des Teams mit. Anfänglich hatte sich der Finne Mikko Kozarowitzky um das Williams-Cockpit bemüht, Williams verpflichtete letztlich aber den Belgier Patrick Nève, der Kontakte zur belgischen Brauerei Belle-Vue hatte und von dort dem Team insgesamt 100.000 £ zur Verfügung stellte. Nève hatte wenig Formel-1-Erfahrung. Sein Formel-1-Debüt hatte anlässlich des Großen Preises von Belgien 1976 stattgefunden, als er für das private Team RAM Racing einen gebrauchten Brabham BT44 bewegt hatte. Nève hatte sich dort qualifizieren können, war aber im Rennen aufgrund eines technischen Defekts frühzeitig ausgeschieden.
Williams debütierte zu Beginn der europäischen Saison beim Großen Preis von Spanien in Jarama. Hier konnte sich Nève qualifizieren. Er startete von Platz 22 und beendete das Rennen mit vier Runden Rückstand auf Rang 12. Bei den folgenden zehn Großen Preisen qualifizierte sich Nève siebenmal. Er kam sechsmal ins Ziel, blieb bei den Rennen allerdings stets außerhalb der Punkteränge. Sein bestes Ergebnis erreichte er beim Großen Preis von Italien in Monza, den er als siebenter beendete. Das letzte Rennen der Saison in Japan ließ das Team aus.

#### 1978

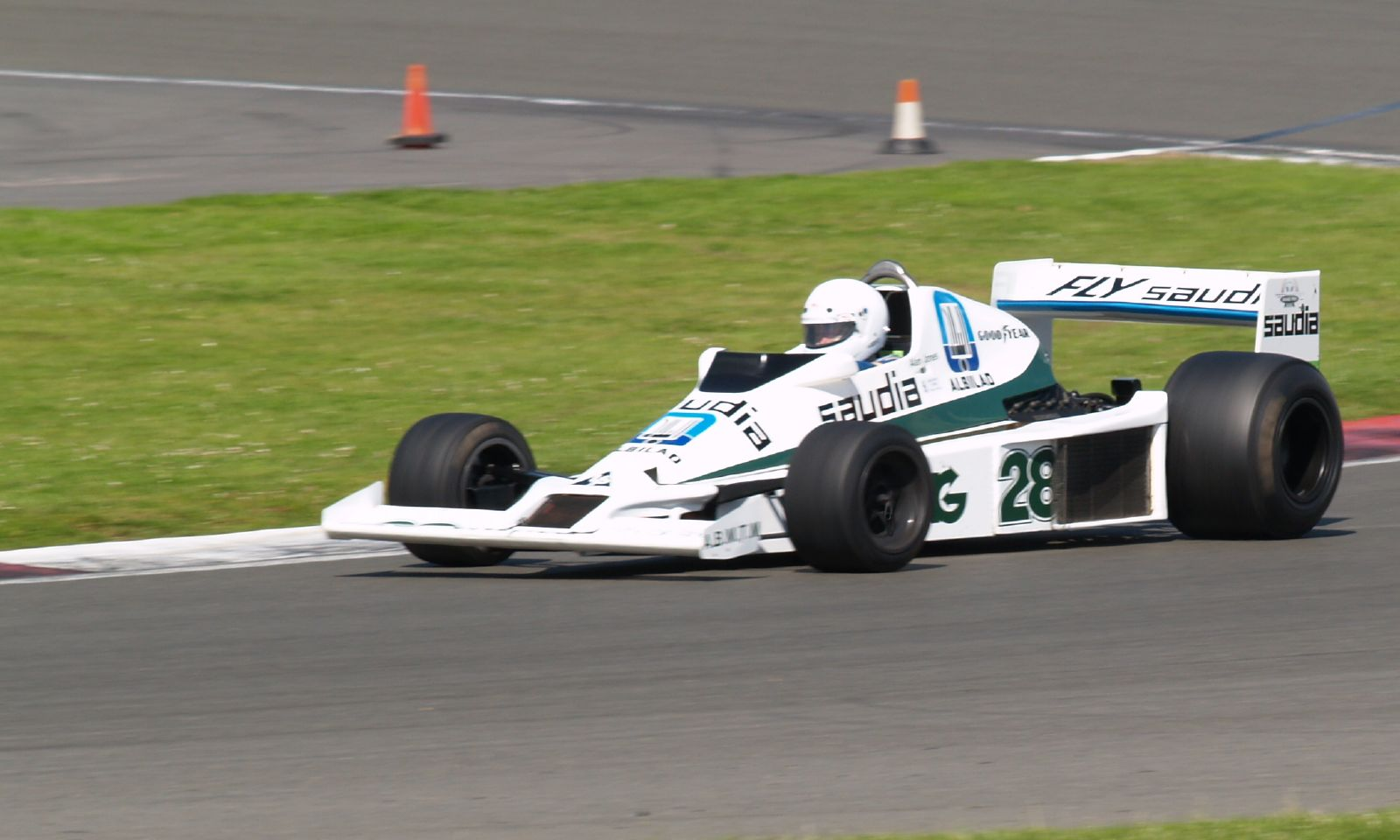
Ein Williams FW06 bei einem Oldtimer-Rennen in Silverstone 2007

Frank Williams’ neues Auto wurde Anfang 1978 präsentiert. In der Nomenklatur knüpfte das Auto an die vorherigen Modelle, die von Williams Racing Cars eingesetzt worden waren, an, so dass er die Bezeichnung FW06 erhielt. Es war ein konservativ gestaltetes Auto, das noch nicht nach den Prinzipien des Ground Effect gestaltet war: da Patrick Head im zurückliegenden halben Jahr nicht genügend Zeit gehabt hatte, dieses Phänomen im Detail zu erforschen, verzichtete er für sein erstes Auto auf halbherzige Kopien anderer Autos und behielt sich den Ground Effect für spätere Autos vor.
Gleichzeitig gelang es Frank Williams, weitere Sponsoren zu finden. Frank Williams versuchte zunächst, einen etablierten Fahrer für sein Team zu finden. Er sprach Hans-Joachim Stuck, Jochen Mass und Riccardo Patrese an. Keiner war bereit, für Williams zu fahren. Letztlich ließ sich der Australier Alan Jones überzeugen, bei Williams einzusteigen; Jones hatte im Vorjahr für Shadow Racing Cars beim Großen Preis von Österreich einen Sieg errungen. Die Verpflichtung von Jones war eine Entscheidung, die das Team nie bereuen sollte, denn die Kombination des FW06 mit Alan Jones am Lenkrad zeigte sich bald als ernstzunehmende Konkurrenz. Für Patrick Head und Williams blieb Alan Jones immer derjenige Fahrer, an dem sich spätere – und insbesondere jüngere – Piloten messen lassen mussten.
Der FW06 debütierte beim Auftaktrennen der Saison 1978 in Argentinien. Hier qualifizierte Jones den Wagen für den 14. Startplatz. Damit stand er einen Platz vor Jody Scheckter im Auto von Wolf Racing. Im Rennen fiel Jones allerdings mit defekter Benzinpumpe aus.
Ein besonderes Problem waren in diesem Jahr die Reifen. Goodyear rüstete nur einige Teams mit Qualifikationsreifen aus. Williams gehörte nicht dazu. Da Alan Jones im Qualifikationstraining mit Rennreifen antreten musste, konnte er sich üblicherweise nur für die hintere Hälfte des Starterfeldes qualifizieren. In den Rennen allerdings verfügten alle Teams über (mehr oder weniger) gleiche Reifenqualitäten. Hier zeigte Jones eindrucksvollen Einsatz. Bereits im zweiten Saisonrennen, dem Großen Preis der USA (West), fuhr Jones zeitweilig auf einem zweiten Rang und griff den vor ihm fahrenden Carlos Reutemann auf Ferrari mehrfach an. Das Duell endete, als der Motor des FW06 aussetzte und Jones weit zurückgeworfen wurde. Im Laufe der Saison fuhr Jones den einen oder anderen WM-Punkt ein. Sein bestes Resultat erreichte er beim Großen Preis der USA (Ost) in Watkins Glen, wo er nach hartem Rennen Zweiter wurde und die erste Podiums-Position für das junge Team einfahren konnte. In dieser Saison erzielte Williams 11 WM-Punkte und wurde zusammen mit dem Arrows Racing Team gleichrangiger Neunter der Konstrukteurswertung.

#### 1979

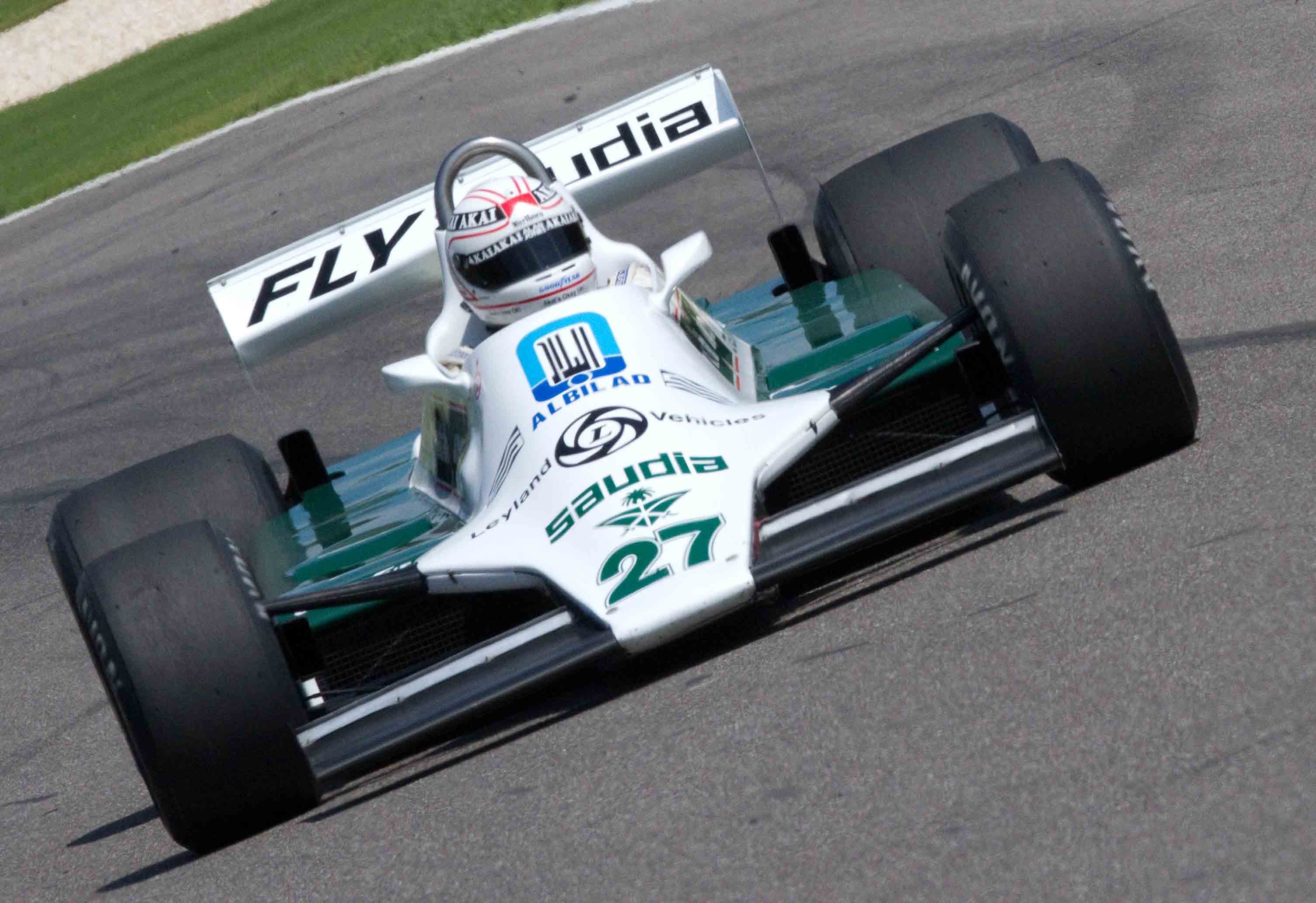
Williams FW07

Auch 1979 blieb Jones als Fahrer bei Williams und bekam Clay Regazzoni als Teamkollegen zur Seite gestellt. Der Durchbruch gelang dem Team 1979 beim Grand Prix von Großbritannien, als Jones zwar die Führung aufgeben musste, aber Regazzoni am Ende den Sieg einfuhr. Für Frank Williams war dies der allererste Formel-1-Sieg, der einen Siegeszug einläuten sollte, denn Jones gewann vier der verbleibenden sechs Rennen dieser Saison.

### Endlich ein Top-Team: Siege und Titelgewinne

#### 1980

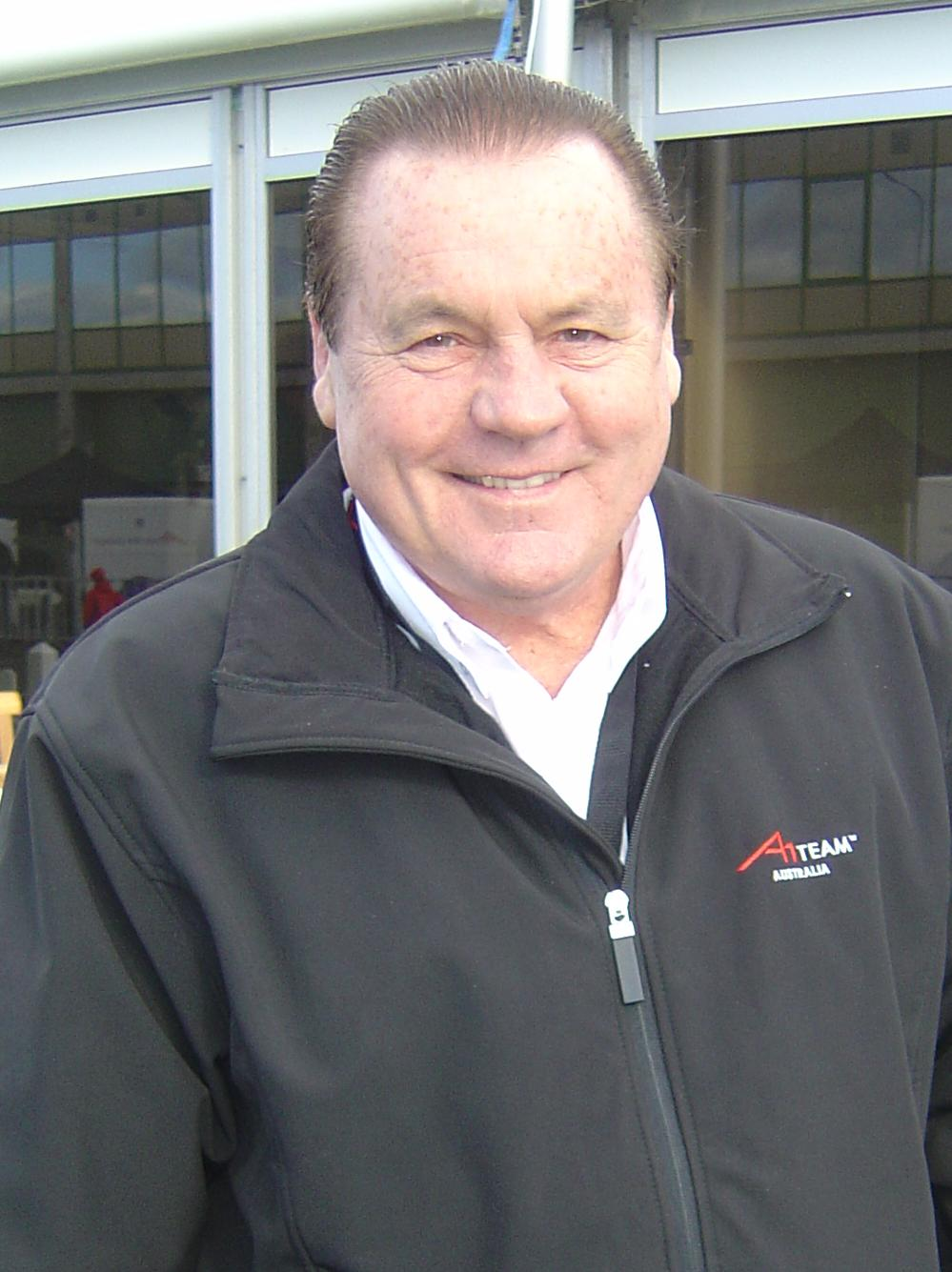
Der erste Fahrerweltmeister für Williams: Alan Jones

1980 erreichte Williams den bislang größten Erfolg: Das Team stellte mit Alan Jones den Fahrerweltmeister und gewann zudem mit deutlichem Vorsprung die Konstrukteursmeisterschaft.
Vor Saisonbeginn erhöhte Williams seine Leistungsfähigkeit weiter. Der bewährte, aus dem Vorjahr bekannte FW07 erhielt ein festeres Monocoque sowie einen aerodynamisch verbesserten Unterboden. Im Hinblick auf diese Modifikationen wurde er FW 07B genannt. Auch fahrerseitig gab es Veränderungen. Zwar hielt Williams an Alan Jones fest; Clay Regazzonis Vertrag hingegen wurde nicht verlängert. Frank Williams hielt Regazzoni für eine gute „Nummer Zwei“, sah ihn aber nicht als Spitzenfahrer an. Um die Ergebnisse des Teams insgesamt zu verbessern, wollte Williams erstmals zwei Spitzenfahrer verpflichten. Die Wahl fiel auf den Argentinier Carlos Reutemann, der vom Team Lotus kam, das im Vorjahr den technischen Vorsprung seines Fahrzeugtyps Lotus 79 gegenüber den übrigen Teams eingebüßt hatte.
Williams war 1980 ein sehr zuverlässiges Team. Alan Jones musste nur vier, Reutemann nur drei Ausfälle hinnehmen. Das Williams-Team errang in dieser Saison sechs Siege, wovon Alan Jones fünf, Carlos Reutemann einen Sieg einfuhren.
Während der gesamten Saison kämpfte Jones mit dem Brabham-Piloten Nelson Piquet um die Führung im Gesamtklassement. Die Fahrerweltmeisterschaft blieb bis zum letzten Rennen des Jahres offen. Nach dem drittletzten Lauf in Italien führte Piquet die Meisterschaftswertung mit 54 Punkten an; Jones lag einen Punkt zurück. Beim vorletzten Rennen in Kanada standen Jones und Piquet in der ersten Startreihe. Nach dem Start drückte Jones seinen Konkurrenten in die Leitplanken und verursachte eine Massenkarambolage, woraufhin das Rennen abgebrochen wurde. Nach dem Neustart führte Piquet 24 Runden lang vor Jones, fiel dann aber mit Motordefekt aus. Jones beendete das Rennen als Sieger und hatte nunmehr einen Vorsprung von acht Weltmeisterschaftspunkten auf Piquet. Der Brasilianer konnte rechnerisch noch Weltmeister werden. Das setzte allerdings voraus, dass er das letzte Rennen der Saison in den Vereinigten Staaten gewinnen musste, während Jones dort keine Punkte einfahren durfte. Dazu kam es allerdings nicht. In Watkins Glen fiel Piquet nach 25 Runden infolge eines Fahrfehlers aus, und Jones gewann das Rennen vor Reutemann.
Jones beendete die Saison mit 71 (bzw. mit Streichresultaten 67) Punkten deutlich vor Piquet, der mit 54 Punkten Vizeweltmeister wurde. Das Williams-Team lag mit 120 Punkten auf Platz 1 der Konstrukteurswertung.

#### 1981

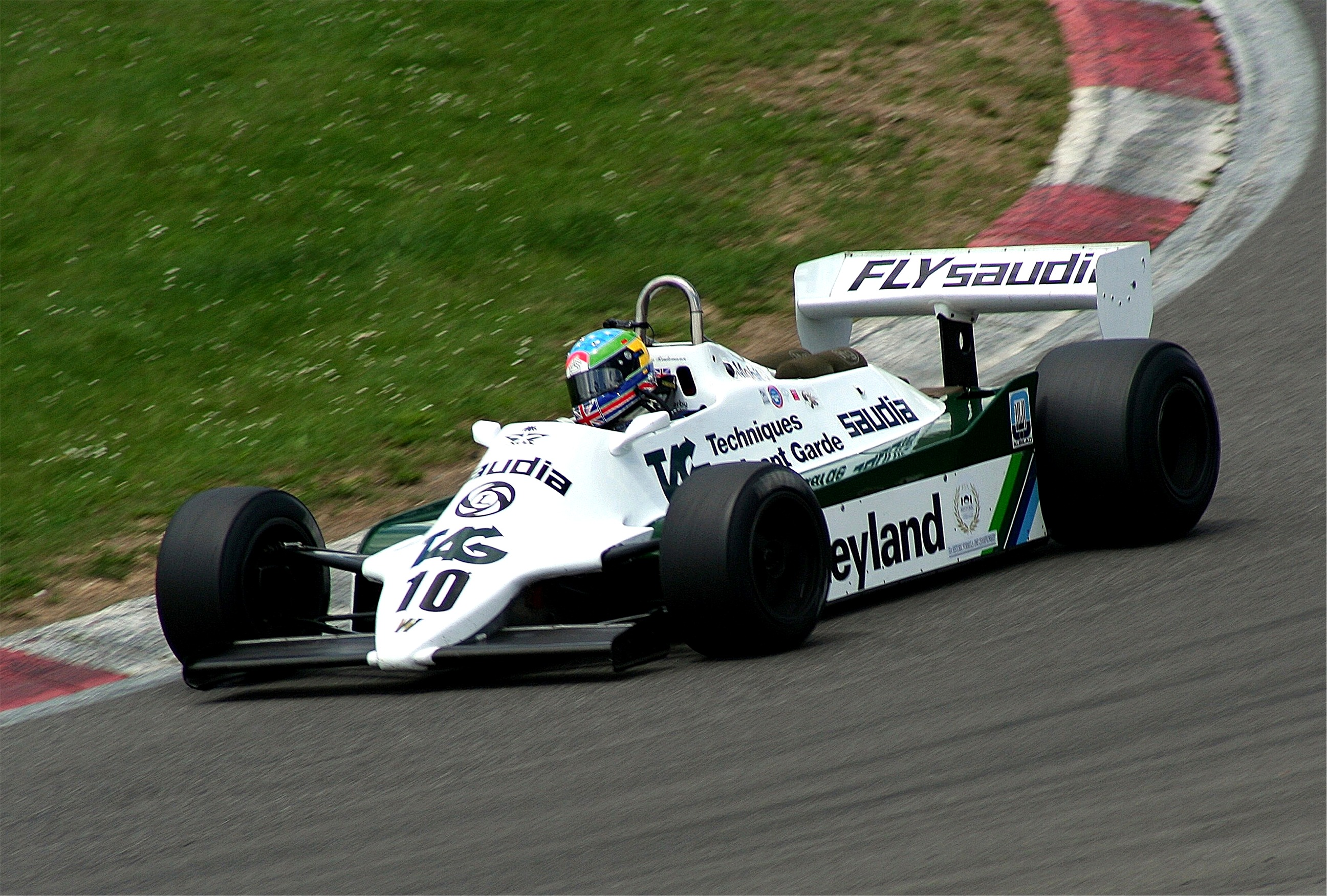
Williams FW 07C am 17. Juni 2007 beim DAMC 05 Oldtimer Festival auf dem Nürburgring

Auch die Saison 1981 war für das Williams-Team eine erfolgreiche Formel-1-Saison. Der modifizierte FW07C bzw. der ab dem Großen Preis von Deutschland – nur für Alan Jones – eingesetzte FW07D verhalfen Alan Jones und Carlos Reutemann zu vier Siegen und dem Gewinn der Konstrukteursmeisterschaft. Für Unruhe im Team sorgte die Missachtung der Stallorder beim Großen Preis von Brasilien in Rio de Janeiro. Entgegen den Vorgaben des Teams verweigerte der spätere Sieger Carlos Reutemann den gewünschten Platztausch mit Alan Jones. Carlos Reutemann konnte durch diesen Sieg die Führung in der Fahrer-WM übernehmen und sukzessive ausbauen, erfuhr aber infolge dieser Aktion keine Unterstützung mehr durch das Team. So konnte der Brabham-Fahrer Nelson Piquet auf Reutemann aufschließen und in den letzten beiden Grand Prix durch zwei fünfte Plätze an Reutemann vorbeiziehen.

#### 1982–1983
Im Jahre 1982 hatte sich das Team mit dem neuentwickelten FW08 zum Ziel gesetzt, als erster Rennstall die Konstrukteursweltmeisterschaft zum dritten Mal in Folge zu gewinnen. Auch wenn man dieses Ziel knapp verfehlte, gelang es dem für den zurückgetretenen Alan Jones neu unter Vertrag genommene Finnen Keke Rosberg dennoch, in einem bis zum letzten Moment spannenden Finale die Fahrerweltmeisterschaft für sich zu entscheiden.

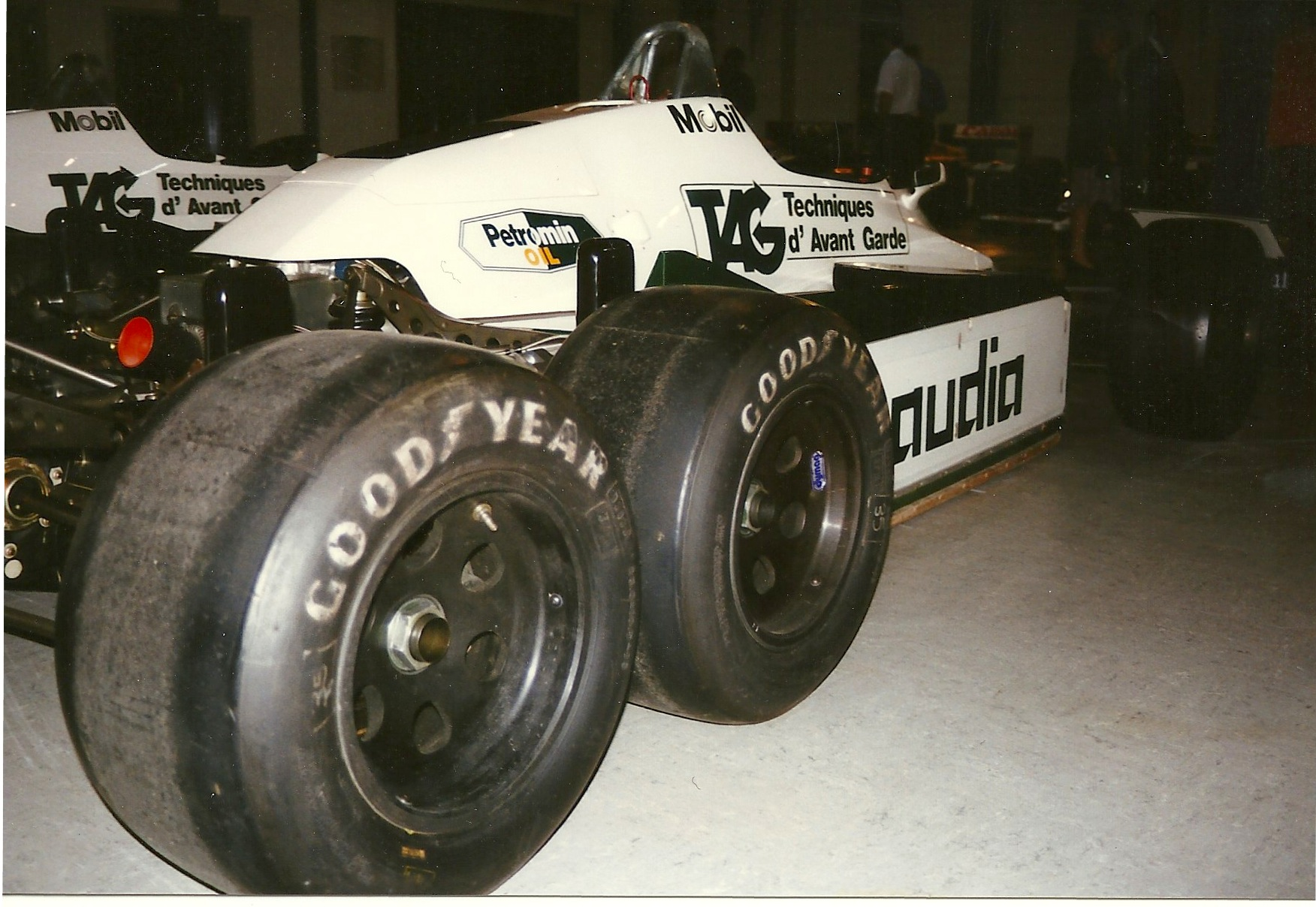
Der sechsrädrige FW08B im Museum der Williams Factory

Auf der Suche nach besserer Konkurrenzfähigkeit ging Williams ungewöhnliche Wege. Frank Dernie konstruierte 1982 den Williams FW08B, einen Formel-1-Wagen mit sechs Rädern. Anders als im Fall des 1976 siegreichen Tyrrell P34, der letztendlich daran scheiterte, dass keine Rennreifenfirma die Entwicklung der besonders kleinen Vorderreifen für ein einziges Team stemmen wollte, hatten gleich mehrere F1-Rennställe die Idee, die großen Hinterräder durch je zwei Vorderräder zu ersetzen. Beim Ferrari 312T6 wurde dies in LKW-Manier bzw. wie bereits bei Bergrennen-Einsätzen der Silberpfeile in den 1930er Jahren als Doppelbereifung umgesetzt. William dagegen setzte, wie bereits March 1977 mit dem March 2-4-0 auch LKW-ähnlich, auf zwei angetriebene Hinterachsen. Das ermöglichte nicht nur deutlich weniger Luftwiderstand, sondern auch größere uneingeschränkte Breite am Bodeneffekt-Unterboden was den Abtrieb verbesserte. Der Wagen wurde im Herbst 1982 getestet und bot eine überzeugende Traktion; da das Reglement ab 1983 aber die Zahl der Räder eines Formel-1-Wagens auf vier begrenzte, lief das Projekt aus, ohne dass der FW08B jemals bei einem Rennen eingesetzt worden wäre.
Anfang der 1980er Jahre lief die Ära der Saugmotoren im Motorsport langsam aus, und die Saison 1983 stellte eine zunehmende Herausforderung für das Williams-Team dar, das zunächst weiter an Cosworth-Motoren festhielt. Obwohl es Keke Rosberg noch einmal gelang, den Grand Prix von Monaco im „großen Stil“ zu gewinnen, war die Zeit der Saugmotoren abgelaufen, so dass Frank Williams eine neue Kooperation mit Honda einging: Das Team erhielt ab Herbst 1983 exklusiv japanische Turbomotoren, die seit Saisonbeginn in dem kleinen britischen Rennstall Spirit erprobt worden waren. Der englisch-japanische Turbowagen feierte seine Rennpremiere auf dem Kurs in Kyalami in Südafrika.

### Die Ära Williams-Honda

#### 1983–1984
1984 lernte das Team, mit dem neuen Turboboliden zu arbeiten und krönte seine Bemühungen mit Rosbergs Sieg in Dallas. Gleichzeitig bezog das Team maßgefertigte neue Rennwerkstätten knapp 2 Kilometer außerhalb seines ursprünglichen Firmensitzes in Didcot.

#### 1985

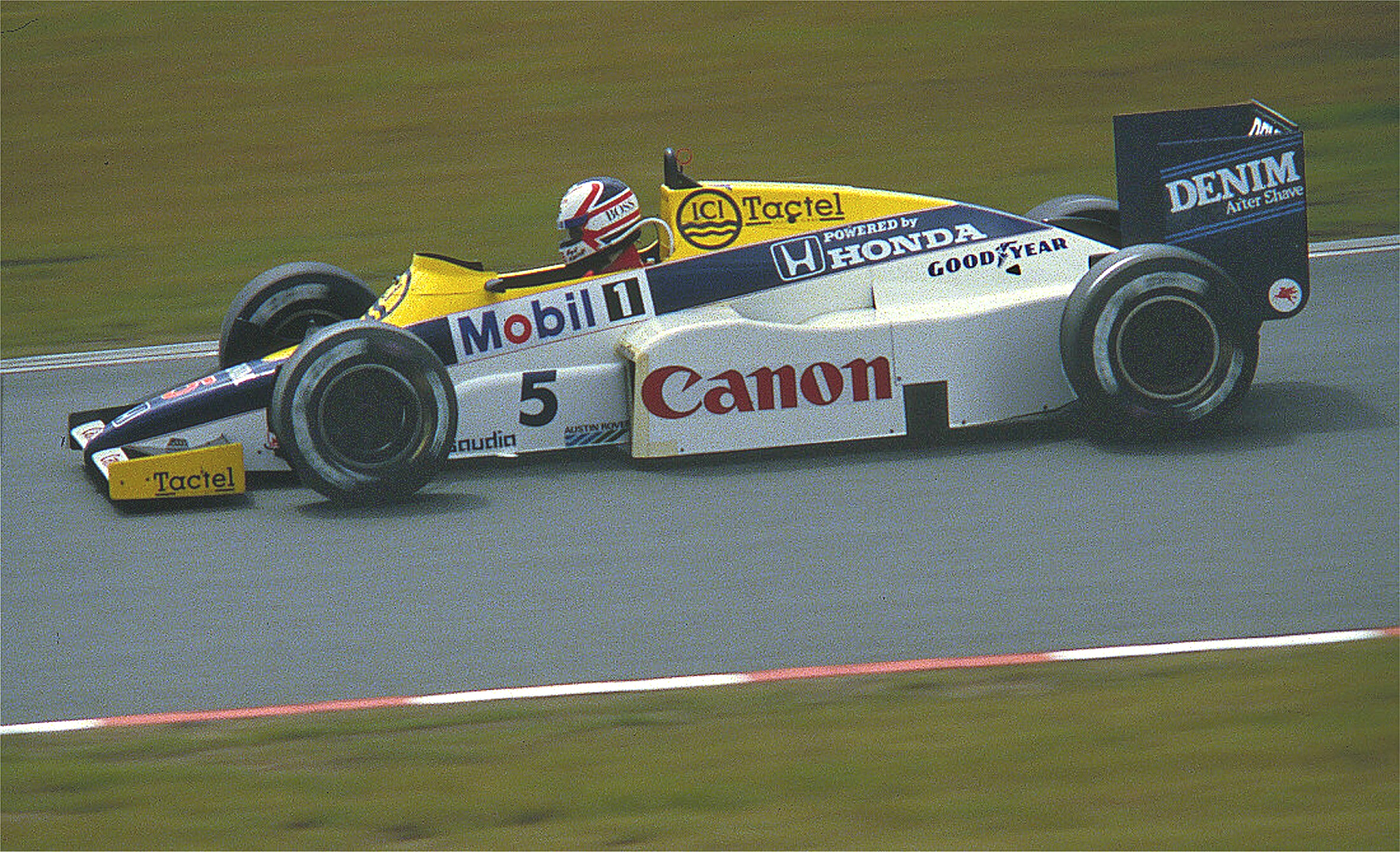
Nigel Mansell im Williams-Honda am 2. August 1985 beim Training zum GP von Deutschland auf dem Nürburgring

1985 stand das Team im aufregenden neuen Gewand: Keke Rosberg erhielt mit Nigel Mansell einen neuen Fahrerkollegen und das neue Fahrgestell aus kohlenstofffaserverstärktem Kunststoff des FW10 wurde von einem Honda-Motor angetrieben. Nach einer anfänglichen Eingewöhnungsphase, aber auch zahlreichen technischen Defekten konnten bald neue Triumphe erzielt werden. Außer der bis dahin schnellsten Qualifikationsrunde Rosbergs beim Qualifying zum Großen Preis von Großbritannien erreichten die beiden Williams-Fahrer insgesamt viermal zusammen Plätze unter den ersten drei. Rosberg konnte den USA East Grand Prix für sich entscheiden und Mansell feierte seine ersten beiden Siege in der Formel 1 in Folge in Brands Hatch und Kyalami, bei Letzterem zusätzlich noch um die schnellste Rennrunde und die Pole-Position ergänzt. Die erfolgreiche Saison schloss Williams mit einem lachenden und einem weinenden Auge ab: Mansell fiel aus, Rosberg hingegen konnte dort einen Sieg – zugleich seinen letzten in der Formel 1 – verbuchen.

#### 1986
Unmittelbar vor dem Saisonauftakt 1986 hatte die Mannschaft des Williams-Rennstalls einen herben Schlag zu verkraften. Auf dem Rückweg von Testfahrten auf dem Circuit Paul Ricard im französischen Le Castellet wurde Frank Williams in einen Verkehrsunfall verwickelt. Die Folgen des Unfalls kosteten Frank Williams beinahe das Leben und fesselten ihn für immer an den Rollstuhl. Dennoch übernahm er nach seiner Genesung wieder die Führung des Rennstalls. 1986 stieß der ehemalige brasilianische Weltmeister Nelson Piquet als Neuzugang von Brabham zum Team hinzu. Bereits bei seinem Debüt in Brasilien zeigte er sein Geschick im Umgang mit dem neuen FW11 und errang den ersten Sieg. In dieser Saison konnte das Team insgesamt neun Rennen gewinnen und damit die begehrte Konstrukteursweltmeisterschaft für sich entscheiden. Die erkennbare Überlegenheit des FW11-Chassis führte auch zu Schwierigkeiten innerhalb des Teams: beide Fahrer beanspruchten den Nummer-1-Status jeweils für sich. Die Fahrerweltmeisterschaft ging in einem dramatischen Saisonfinale in Adelaide an Alain Prost, der von einem Reifenschaden an Mansells FW11 profitierte und sich den Rennsieg sicherte. Nelson Piquet, der zu diesem Zeitpunkt selbst noch Chancen auf den Fahrertitel hatte, wurde in diesem Rennen nur Zweiter, da Williams Piquet nach dem Reifenschaden an Mansells FW11 aus Sicherheitsgründen zum Reifenwechsel-Boxenstopp zwang.

#### 1987

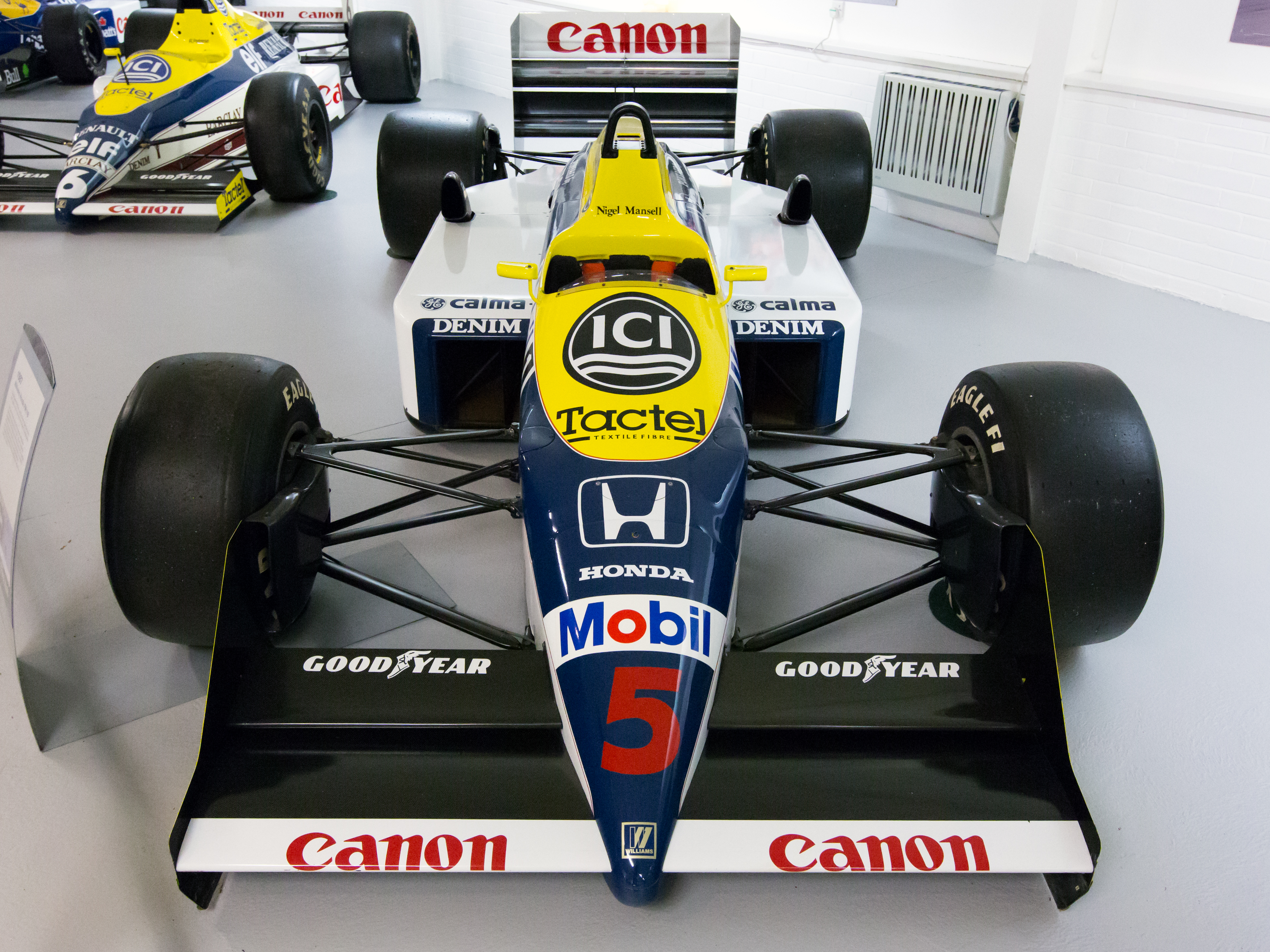
Williams FW11B

Dieser Erfolg setzte sich auch in der Saison 1987 fort, als das Team mit dem leicht modifizierten FW11 – als FW11B bezeichnet – wiederum neun Siege einfuhr (Mansell mit sechs und Piquet mit drei ersten Plätzen). In diesem Jahr sicherte man sich den Titelgewinn nicht nur in der Konstrukteurs-, sondern auch in der Fahrermeisterschaft. Piquet gewann seinen insgesamt dritten Weltmeisterschaftstitel und Mansell wurde zum zweiten Mal hintereinander Zweiter. Mansell trat nach einem Trainingsunfall sowohl beim vorletzten Rennen in Suzuka als auch beim Saisonfinale in Adelaide nicht an. Er wurde in Adelaide durch den seinerzeitigen Brabham-BMW-Fahrer Riccardo Patrese ersetzt, der von Bernie Ecclestone empfohlen wurde.

#### 1988

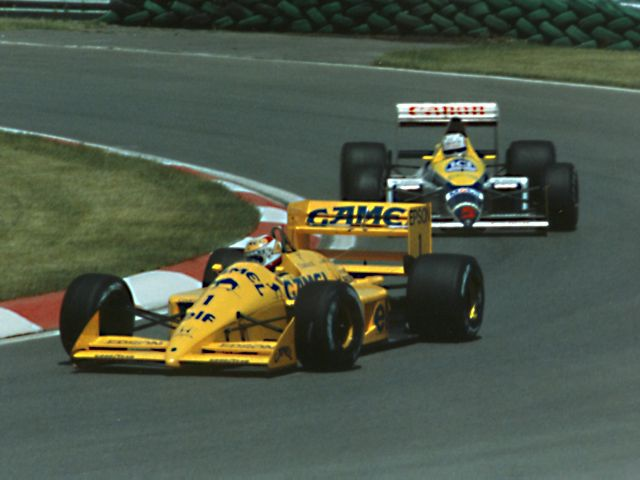
Nigel Mansell liegt beim Großen Preis von Kanada 1988 hinter seinem Vorjahres-Teamkollegen, der zu Lotus gewechselt ist

Im Jahr 1988 kamen viele Veränderungen auf Williams zu. Mansell bekam mit dem Italiener Riccardo Patrese einen äußerst erfahrenen neuen Fahrerkollegen zur Seite und die vierjährige Zusammenarbeit mit Honda wurde eingestellt. Honda konnte für 1988 nur zwei Formel-1-Teams beliefern, dies waren McLaren und Lotus. Der neue Bolide, der FW12, wurde von einem 3,5-Liter Judd-Saugmotor angetrieben. Der FW12 verfügte wie sein Vorgängermodell über eine aktive Federung, die sich allerdings als fehleranfällig und unzuverlässig erwies. Nicht zuletzt deshalb war die Saison 1988 von anhaltenden mechanischen Problemen gekennzeichnet. Umso bedeutender waren daher Mansells zweite Plätze in Silverstone und Jerez und Patreses Saisonbestleistung mit einem vierten Platz in Adelaide. Daneben musste Williams für zwei Rennen auf Mansell verzichten, als dieser an Windpocken erkrankte. Martin Brundle sprang für Mansell beim Großen Preis von Belgien ein, Jean-Louis Schlesser beim Großen Preis von Italien in Monza. Mansell verließ das Team Ende 1988 zu Ferrari.
Frank Williams erkannte bald, dass eine Kooperation mit einem größeren Motorenhersteller unumgänglich war. Dieses Ziel wurde im Juli 1988 erreicht, als ein Dreijahresvertrag mit Renault unterzeichnet werden konnte, deren neuer V10-Motor von nun an in die Williams-Chassis eingebaut wurde. Der ursprüngliche Exklusivvertrag wurde zwar nur auf die Saison 1989 beschränkt, doch beim Großen Preis von Kanada teilte Renault mit, dass Williams auch für die folgenden zwei Jahre alleiniger Nutznießer seiner Motoren sein werde.

### Die Ära Williams-Renault: Ein Jahrzehnt der Erfolge

#### 1989–1990: Aufbauarbeit und erste Siege

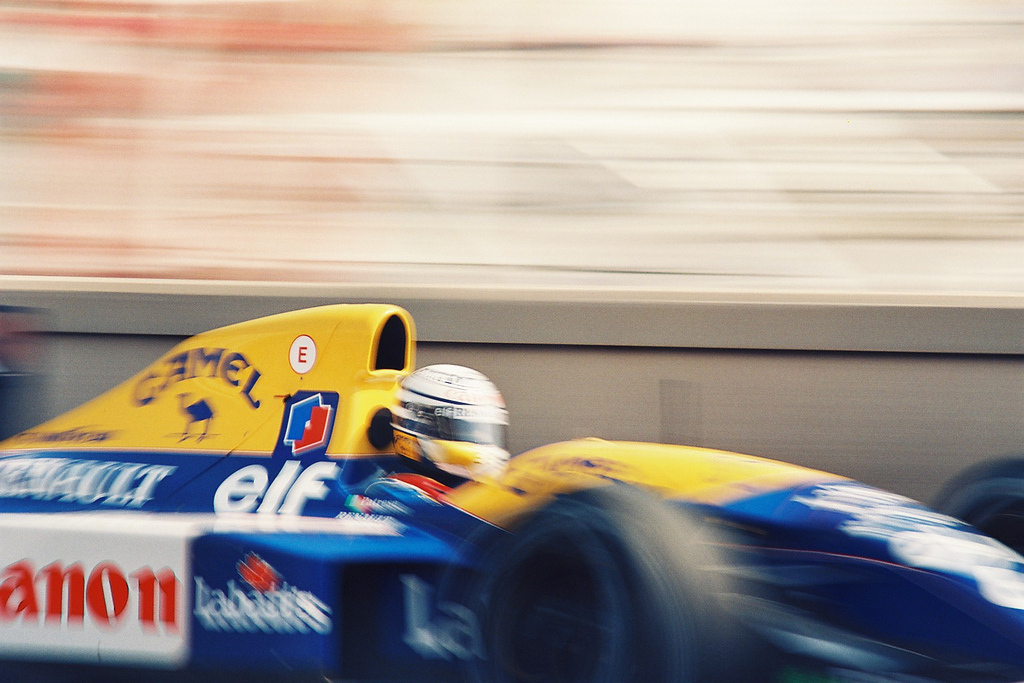
Riccardo Patrese im Williams FW14 beim Großen Preis von Monaco 1992

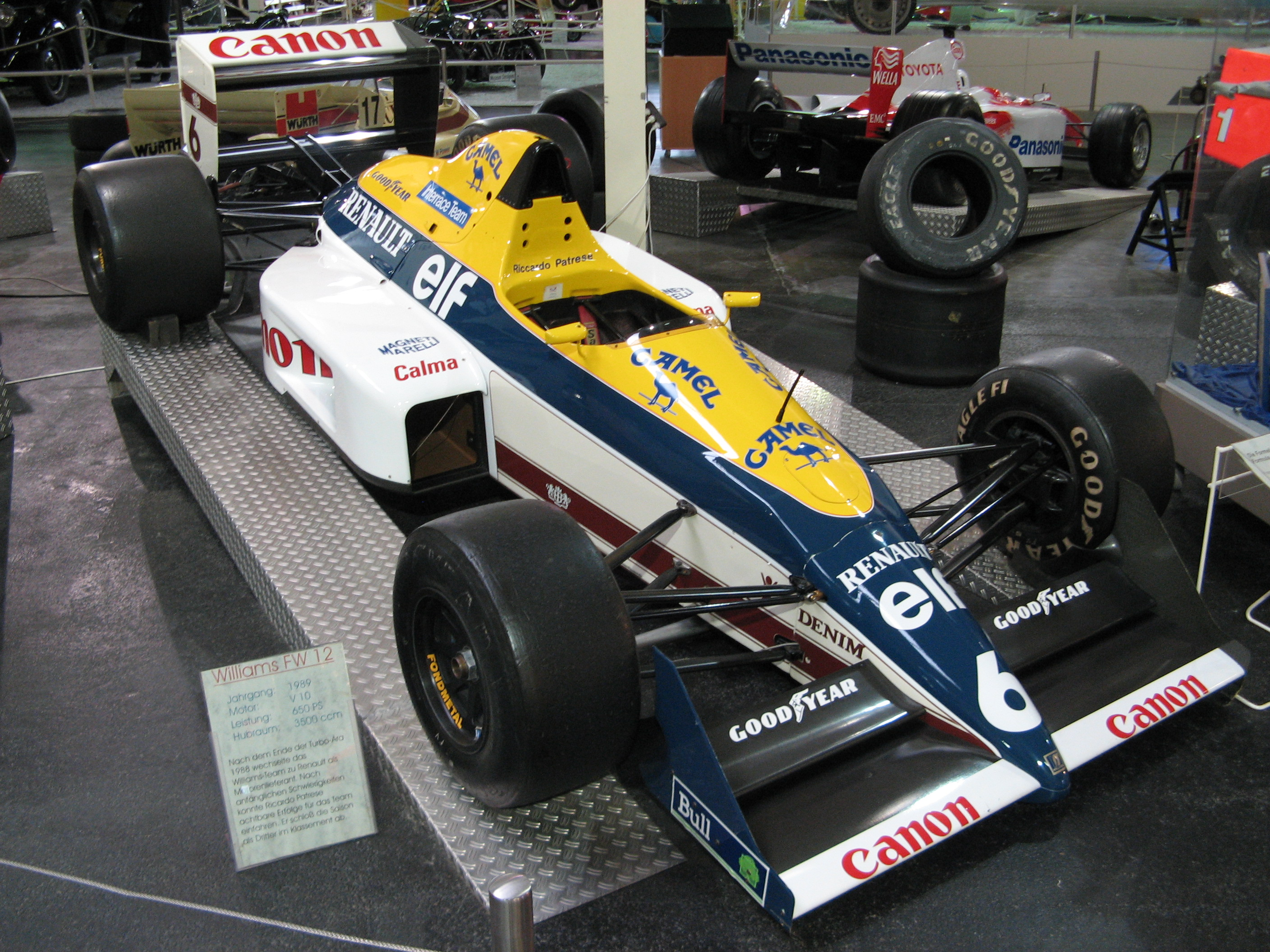
Williams-Renault FW12 von Riccardo Patrese

Der technische Direktor Patrick Head entwarf daraufhin das neue Chassis des FW13 speziell für den neuen Renault-Motor. Der belgische Fahrer Thierry Boutsen wurde 1989 als Ersatz für Nigel Mansell in die Dienste von Williams aufgenommen und fuhr im Team mit Riccardo Patrese. Die Ergebnisse der Saison fielen vielversprechend aus, aber obgleich sich Patrese mit insgesamt sechs Podestplatzierungen am Ende auf Platz 3 der Fahrerweltmeisterschaft wiederfand, konnte er zu keinem Zeitpunkt in den Titelkampf zwischen den dominierenden McLaren-Fahrern Alain Prost und Ayrton Senna eingreifen. Boutsen kam am Ende hinter Patrese auf Platz 5 der Wertung, konnte aber bei den Rennen in Montreal und Adelaide die ersten beiden Siege für die Kombination Williams-Renault vorweisen. Auch in der Konstrukteurswertung kam Williams nur mit einem gewaltigen Rückstand von insgesamt 64 Punkten auf McLaren auf Platz 2, konnte sich aber andererseits mit 18 Punkten Vorsprung einigermaßen deutlich von der drittplatzierten Scuderia Ferrari absetzen.
Die Saison 1990 begann mit Boutsens drittem Platz in Phoenix, den er in seinem neuen FW13B erzielte. Beim dritten Rennen des Jahres in San Marino erzielte Patrese seinen dritten Formel-1-Sieg. Der vorhergehende lag sieben Jahre zurück. Boutsen sicherte sich in Ungarn seine erste Pole-Position und fuhr einen Start-Ziel-Sieg ein. Mit diesen beiden Siegen und weiteren Plätzen auf den vorderen Reihen schloss Williams die Saison jedoch lediglich als Vierter in der Konstrukteursmeisterschaft ab, da sich zwischenzeitlich Ferrari nach dem Wechsel von Prost zu einem Titelkandidaten gemausert hatte und auch das Benetton-Team mittlerweile mit Nelson Piquet als Spitzenfahrer eine starke Leistung brachte.

#### 1991: Nigel Mansell als Titelkandidat
Mitten in der Saison 1990 erklärte Nigel Mansell nach einem enttäuschenden Rennen beim Grand Prix von Großbritannien, bei dem er zwar von der Pole-Position gestartet und auch die schnellste Rennrunde gefahren, dann jedoch erst von seinem Teamkollegen Prost überholt worden und schließlich mit Getriebeschaden ausgefallen war, seinen Rücktritt. Mansell hatte zu diesem Zeitpunkt bereits 15 Formel-1-Siege für sich verbuchen können. Frank Williams allerdings gelang es, Mansell zum Umdenken zu bewegen und ihn erneut für Williams zu verpflichten. Mansell wurde nun zum erfolgreichsten Williams-Fahrer. Einen ersten Eindruck vom FW13B konnte sich Mansell in Estoril am 20. November 1990 verschaffen. Das Nachfolgemodell, der FW14, bot zu diesem Zeitpunkt fortschrittliche Technik, die Patrick Head und der mittlerweile ebenfalls ins Design-Team aufgenommene Adrian Newey entwickelt hatten. Der Wagen war mit einem neuen RS3-Motor von Renault und einem halbautomatischen Schaltgetriebe ausgestattet.
Das vom japanischen Kamerahersteller Canon gesponserte Team der Saison 1991 erwies sich mit Mansells fünf und Patreses zwei Siegen als erfolgreiche Kombination. Das Team war in dieser Saison das einzige, das McLaren ernsthaft unter Druck setzen konnte und erzielte sowohl in der Konstrukteurs- als auch in der Fahrerweltmeisterschaft den zweiten Platz, wobei Mansell Zweiter und Patrese Dritter wurde. Nach einem eher schwachen Beginn, bei dem Mansell in den ersten drei Rennen ausfiel, begann Mitte der Saison eine Siegesserie, und nach dem Großen Preis von Deutschland, dem neunten Saisonrennen, war Mansell bis auf acht Punkte an den WM-Führenden Senna herangerückt. Zwei weitere Ausfälle in der zweiten Saisonhälfte und die Disqualifikation in Portugal nach einer Panne beim Boxenstopp entschieden jedoch schließlich die Meisterschaft zugunsten von Senna und McLaren.

#### 1992–1993: Dominanz mit Mansell und Prost
Die Wende kam mit der Saison 1992. Beim ersten Rennen in Südafrika fuhren Mansell und Patrese den mit aktiver Federung ausgestatteten FW14B als Erster und Zweiter ins Ziel. Mit diesem Sieg läutete Mansell eine persönliche Siegesserie ein. Er wurde zum ersten Formel-1-Rennfahrer, der die ersten fünf Rennen einer Saison in Folge gewinnen konnte. Außerdem gewann er als erster Fahrer insgesamt neun Rennen in einer Saison und erzielte 14 Mal die Pole-Position. Riccardo Patrese hingegen, der im Jahr zuvor noch annähernd auf dem Niveau von Mansell fuhr, war nun erkennbar die Nummer 2 im Team.
Mit seinem zweiten Platz auf dem Hungaroring sicherte sich Mansell frühzeitig den Fahrertitel und wurde damit der erste britische Formel-1-Weltmeister seit James Hunts Triumph im Jahre 1976. Bereits beim belgischen Grand Prix desselben Jahres hatte Williams F1 ebenfalls die Konstrukteursmeisterschaft gewonnen und bescherte damit Renault den ersten Meistertitel in der Königsklasse des Motorsports. Dieses erfolgreiche Jahr wurde mit Patreses zweitem Platz in der Fahrerwertung abgerundet.
Für die Saison 1993 wurden die Fahrerplätze bei Williams neu belegt. Der dreimalige französische Weltmeister Alain Prost, der Ende 1991 bei Ferrari entlassen worden war und das Jahr 1992 pausiert hatte, unterschrieb bei Williams, woraufhin Mansell als amtierender Weltmeister zurücktrat und stattdessen in die Indy Car World Series wechselte. Zudem löste der offizielle Testfahrer, Damon Hill, Patrese ab, der seine Karriere in diesem Jahr bei Benetton ausklingen ließ. Prost und Hill knüpften nahtlos am Erfolg der beiden an und verteidigten erfolgreich den Konstrukteurstitel. Prost errang seinen vierten Weltmeistertitel und Hill konnte seinen ersten Grand-Prix-Sieg am Hungaroring feiern. Mit dem Gewinn seiner vierten Meisterschaft beschloss Prost, seine Karriere nach der Saison 1993 zu beenden. Damit eröffnete er dem dreimaligen Weltmeister Ayrton Senna den Weg, dem Williams-Team beizutreten. Die Saison 1994 sah ein neues Team Rothmans Williams Renault, das die Fahrer Ayrton Senna und Damon Hill ins Rennen schickte und mit seinem neuen offiziellen Testfahrer David Coulthard über einen begabten dritten Fahrer verfügte.

#### 1994–1995: Tragödie und Titelkampf

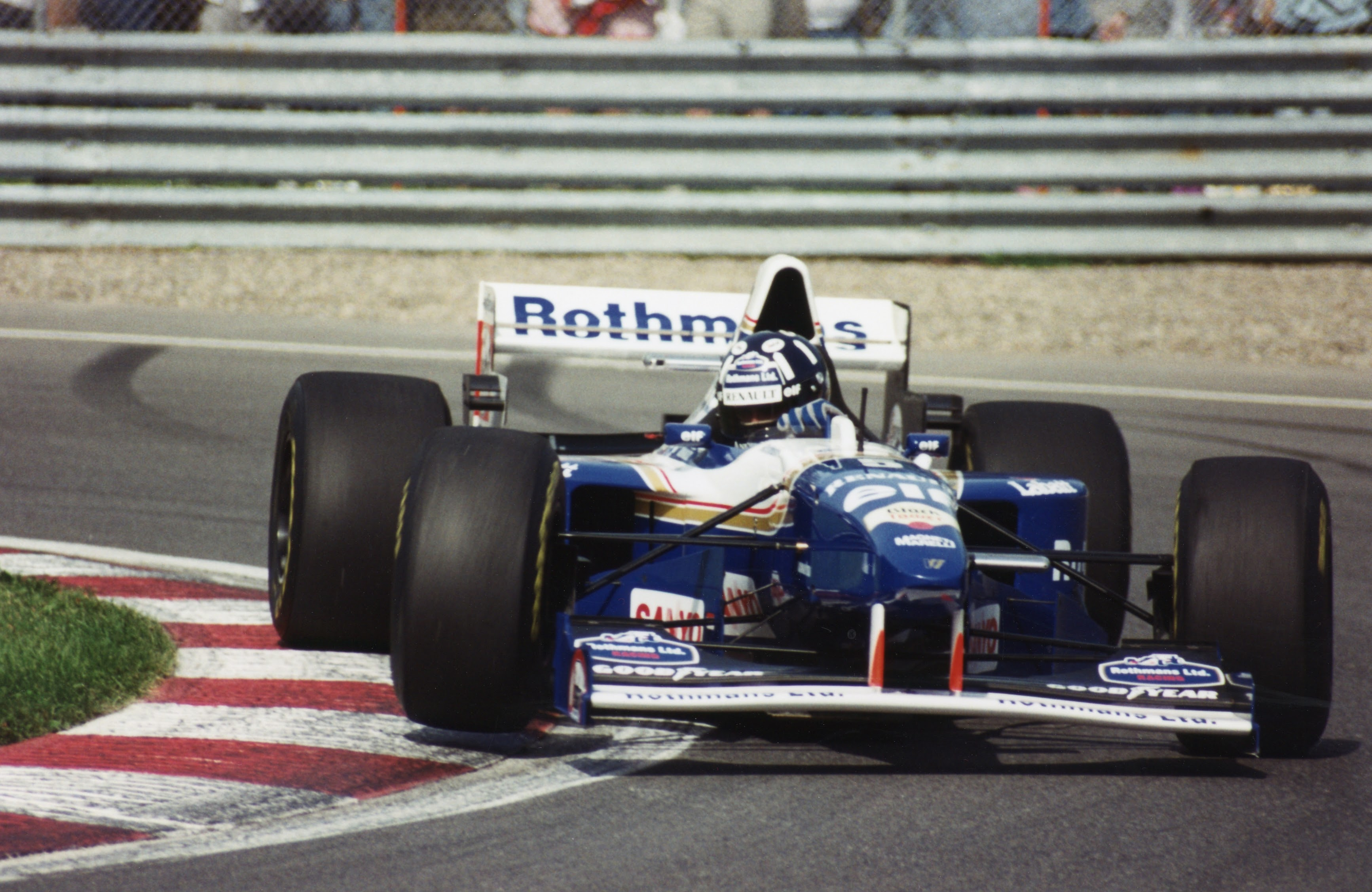
Damon Hill beim GP Kanada auf dem Circuit Gilles-Villeneuve, 1995

In der Saison 1994 bekam Williams FW16 mit dem neuen Hauptsponsor Rothmans eine komplett neue Lackierung. Hill startete mit der Startnummer 0, da Alain Prost nach seinem Weltmeistertitel 1993 zurücktrat und die Regeln besagen, dass die Startnummer 1 des Weltmeisters frei bleibt.
Im dritten Grand Prix der Saison verunglückte Ayrton Senna tödlich in Imola. Er führte das Rennen an, als sein Wagen in der Tamburello-Kurve scheinbar steuerlos von der Piste flog und an einer ungeschützten Betonmauer zerschellte.
Als Zeichen des Respekts schickte Williams beim nächsten Grand Prix in Monaco nur einen Boliden ins Rennen. Vier Wochen nach dem Unfall in Imola gewann Damon Hill den spanischen Grand Prix in Barcelona und widmete den Sieg spontan Ayrton Senna sowie dem gesamten Team.
Bei diesem Rennen wie auch in acht weiteren Läufen der Saison übernahm David Coulthard den zweiten Startplatz neben Damon Hill. Bei vier weiteren Rennen der Saison übernahm Nigel Mansell das Steuer im zweiten Wagen. Für die Großen Preise in Frankreich, Spanien, Japan und Australien reiste er aus den USA an, wo er an der Indy-Car-Rennserie teilnahm. Nach seinem Sieg in Barcelona konnte Hill noch weitere fünf Siege einfahren, musste sich aber in der Fahrerweltmeisterschaft wegen eines fehlenden Punktes Michael Schumacher geschlagen geben. Dieser hatte sich die Fahrerweltmeisterschaft nach einer umstrittenen Kollision mit Hill beim letzten Rennen in Adelaide gesichert. Das Rennen selber gewann Mansell. Das Team konnte den Konstrukteurstitel erfolgreich verteidigen.
In der Saison 1995 bestritten die Fahrer Hill und Coulthard die Rennen im neuen FW17. Zusammen errangen sie fünf Siege, wovon der junge Schotte seinen ersten beim Großen Preis von Portugal feiern konnte. Im Kampf um die Fahrerweltmeisterschaft war Hill der einzige Fahrer im Feld, der Schumacher wirklich das Wasser reichen konnte. Am Schluss musste sich Hill noch einmal vor dem Deutschen bei dessen erfolgreicher Titelverteidigung geschlagen geben, als Schumacher mit seinem Sieg in Aida die Weltmeisterschaft für sich entschied. Hill beendete die Saison mit einem Sieg in Adelaide.
Bereits seit einiger Zeit war die Zentrale des Williams-Rennstalls in Didcot zu klein für das gesamte Team geworden. Auf der Suche nach einem neuen Standort wurde Mitte des Jahres 1995 ein passendes Gelände in Grove gefunden, das nur knappe 17 Kilometer von Didcot entfernt lag. Während der Wintermonate 1995/96 zog das gesamte Team um. Der abschließende Transport des Windkanals wurde während des Rennwochenendes vom Grand Prix in San Marino über die Bühne gebracht. Am 29. Oktober 1996 weihte Prinzessin Anne die neue Fabrik in Grove offiziell ein.

#### 1996–1997: Rückkehr an die Spitze mit Hill und Villeneuve

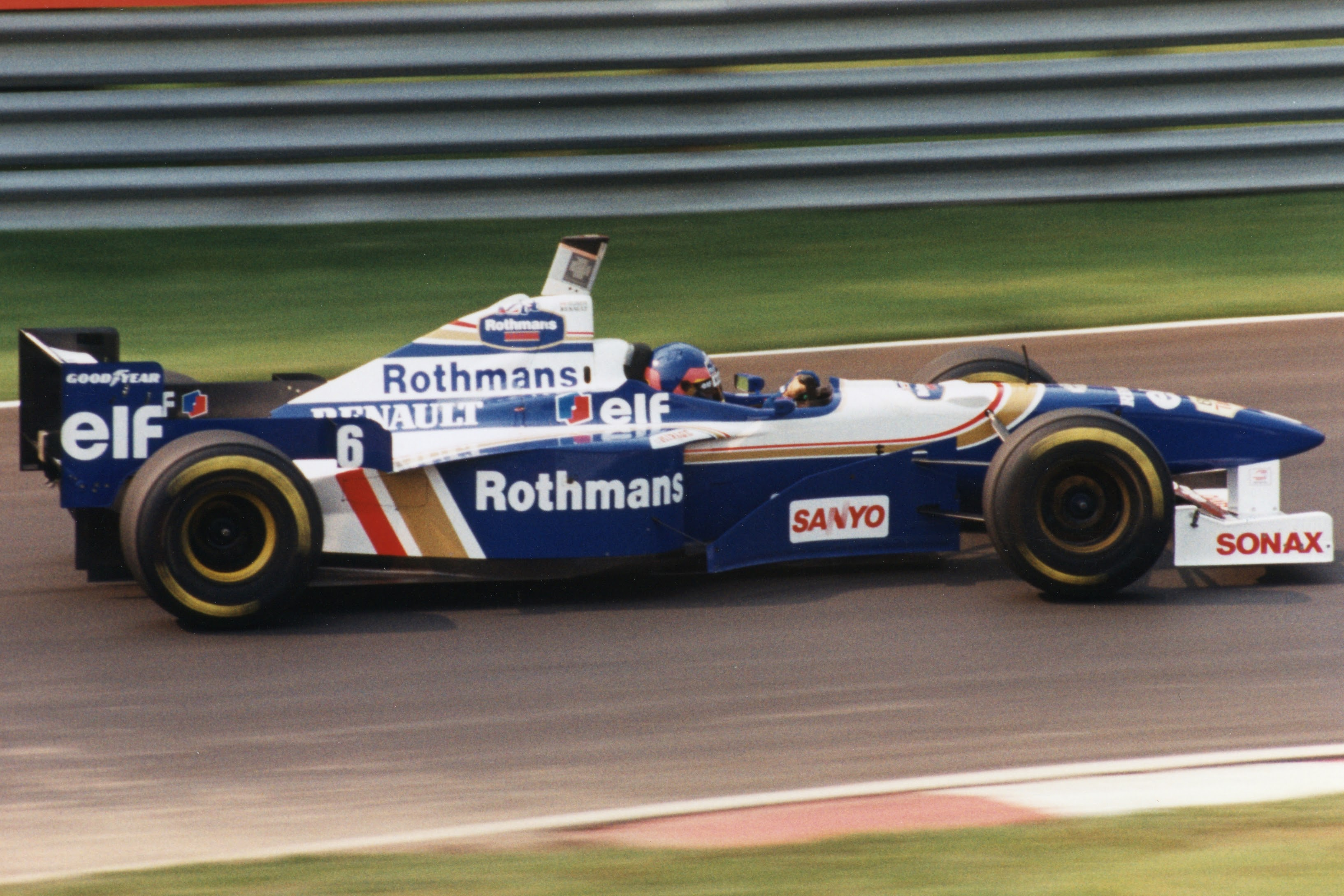
Jacques Villeneuve im Williams FW18 beim Heimrennen in Kanada 1996

1996 stieß der Sohn des verstorbenen Gilles Villeneuve und Sieger der Indy-Car-Serie 1995, Jacques Villeneuve, zum Team. Bereits im Vorfeld der Saison hatte er bei Testfahrten beeindruckende Ergebnisse geliefert. Villeneuve holte beim Eröffnungsrennen in Melbourne die Pole-Position. Damon Hill folgte unmittelbar dahinter auf Startplatz 2. Die beiden Fahrer des Williams-Teams hatten der Konkurrenz über eine halbe Sekunde abgenommen. Sie setzten diese Dominanz auch während des Rennens fort. Hill gewann am Ende und Villeneuve erzielte den zweiten Platz, nachdem der Kanadier in den letzten Runden seine Führung aufgrund eines Problems in der Ölleitung an seinen Teamkameraden abgegeben hatte.
Damon Hill verlängerte die Erfolgsserie mit Siegen in Brasilien und Argentinien, bevor Jacques Villeneuve seinen ersten Formel-1-Grand-Prix auf dem Nürburgring gewann. Das Team gewann in diesem Jahr 12 der 16 Rennen. Damon Hill verbuchte dabei acht und Jacques Villeneuve vier erste Plätze. Den Konstrukteurstitel hatte Williams bereits mit dem Großen Preis von Ungarn für sich entschieden.
Auch in der Fahrerwertung führte Damon Hill von Anfang bis Ende. Jacques Villeneuve folgte ihm dicht auf den Fersen. Die endgültige Entscheidung blieb bis zum letzten Rennen in Suzuka offen. Während Damon Hill nur noch einen Punkt für den Weltmeistertitel benötigte, musste Jacques Villeneuve siegen. Damon Hill fuhr einen Start-Ziel-Sieg ein, während Jacques Villeneuve das Rennen frühzeitig beenden musste. Damon Hill hatte damit seinen ersten und für das Team den sechsten Fahrertitel errungen.

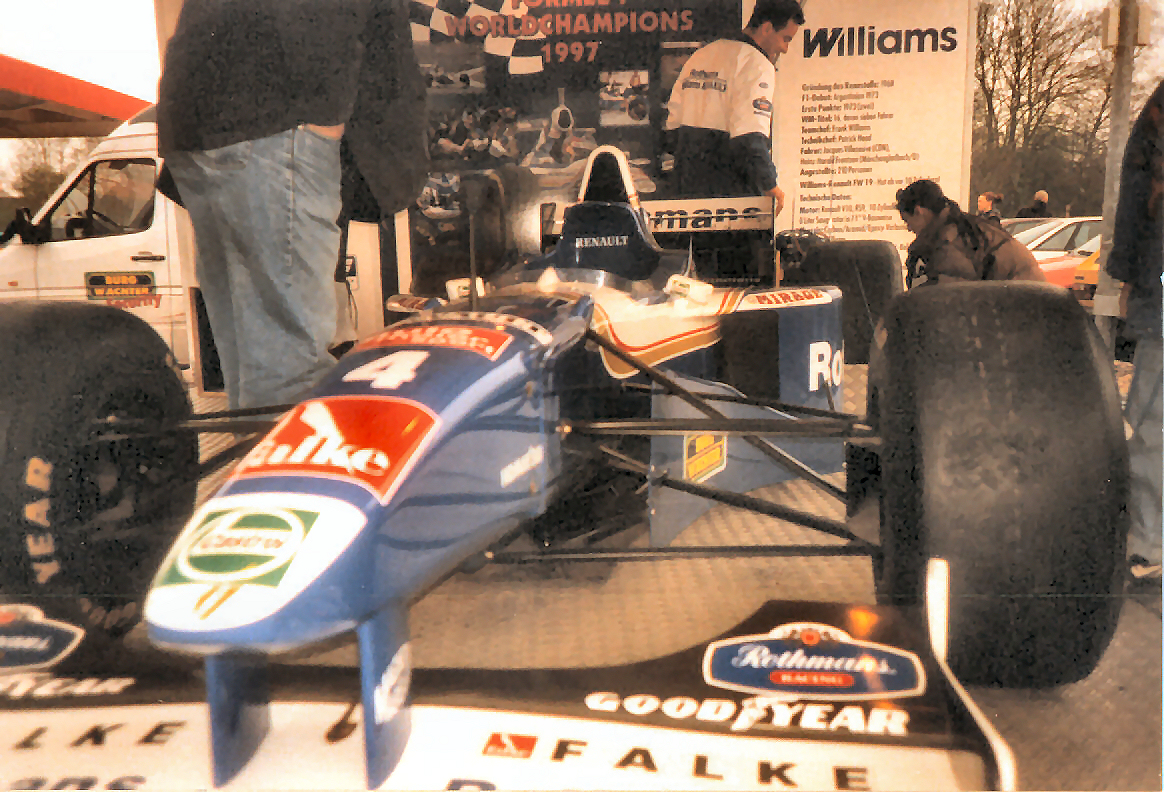
Williams FW18 Nr. 4 (Frentzen) von 1997

1997 kam der Deutsche Heinz-Harald Frentzen als zweiter Fahrer neben Jacques Villeneuve neu ins Team. Zur Halbzeit lag das Team trotz größter Anstrengungen noch immer hinter dem führenden Ferrari-Team. Beim Rennen in Silverstone konnte der 100. Sieg des Teams in der Formel 1 eingefahren werden. Es war die gleiche Rennstrecke, auf der der erste Sieg 18 Jahre zuvor erzielt worden war.
Beim 14. Rennen in Österreich eroberte das Team wieder die Tabellenspitze und blieb dort bis zum Saisonende. Der neunte und vorerst letzte Konstrukteurstitel wurde beim Großen Preis von Japan eingefahren, womit Williams einen neuen Rekord aufgestellt hatte.
In einem spannenden Finale in Jerez versuchte Villeneuves Rivale, Michael Schumacher, den Kanadier durch einen Rammstoß von der Piste zu schießen. Dabei fiel jedoch er selber aus, und Villeneuve schleppte sein beschädigtes Auto auf Rang drei ins Ziel.
Schumacher bekam daraufhin sämtliche 78 Saisonpunkte aberkannt und Jacques Villeneuve wurde Fahrerweltmeister.

### Partnerschaft mit Supertec

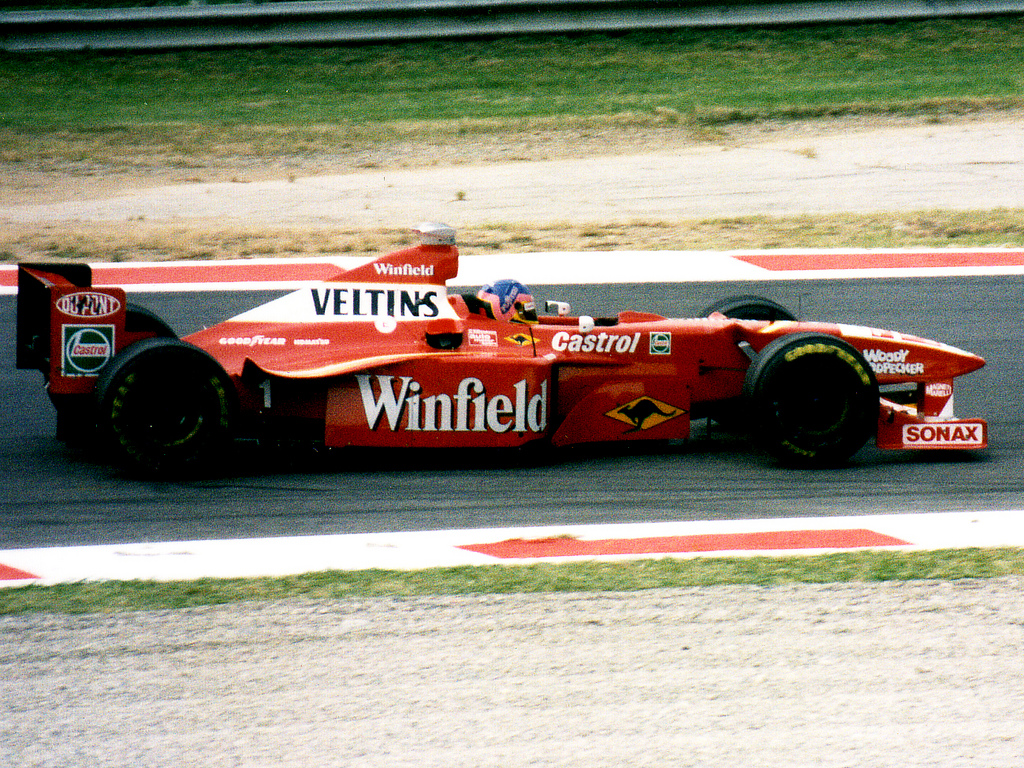
Mit neuem Farbmuster: Der Williams FW20, hier mit Jacques Villeneuve beim Großen Preis von Italien 1998

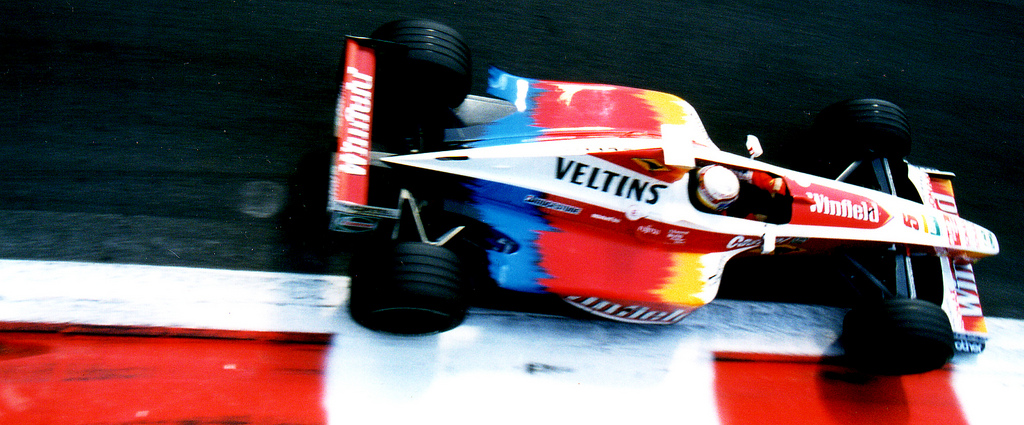
Alessandro Zanardi bei Testfahrten in Monza 1999

#### 1998
Beim ersten Rennen der Saison 1998 in Australien zeigte sich das McLaren-Team überlegen. Viele Reglementänderungen hatten die Teams zu Neukonstruktionen gezwungen. Die Breite der Boliden wurde von zwei auf 1,8 Meter verringert, strengere Crashtests und Rillenreifen wurden vorgeschrieben.
Nach einer erfolgreichen Zusammenarbeit mit insgesamt neun gemeinsamen Titeln hatte sich Renault aus der Formel 1 zurückgezogen und Williams F1 musste einen neuen Motorenlieferanten suchen. Anfangs verwendete das Team die unter dem Namen Mecachrome/Supertec modifiziert angebotenen ehemaligen Renault Motoren des Vorjahres, bevor der neue technische Partner, BMW, im Jahre 2000 wieder in die Formel 1 zurückkehrte. Ohne einen Motorenhersteller als Partner kämpfte das Team darum, den Anschluss an die Spitze zu halten. Mit dem FW20 konnte das Team den dritten Platz der Konstrukteurswertung belegen.

#### 1999
Mit einer komplett neuen Fahreraufstellung kamen 1999 der amtierende CART-Weltmeister Alex Zanardi und Ralf Schumacher ins Team. Die Rückkehr von der CART-Serie in die Formel 1 fiel Zanardi, der bereits von 1991 bis 1994 für Jordan, Minardi und Lotus gefahren war, nicht leicht und er konnte im Verlauf der Saison keinen WM-Punkt einfahren. Ralf Schumacher fuhr hingegen regelmäßig in die Punkteränge und hatte beim Großen Preis von Europa Siegchancen, die ein Reifenschaden vereitelte. Er erreichte mit annähernd so vielen Punkten wie die beiden Fahrer der Vorsaison zusammen sowie einem zweiten Platz beim Großen Preis von Italien als bestem Einzelergebnis den sechsten Platz in der Fahrerwertung und sicherte dem Team den fünften Platz in der Konstrukteurswertung.

### Die Ära BMW-Williams

#### 2000

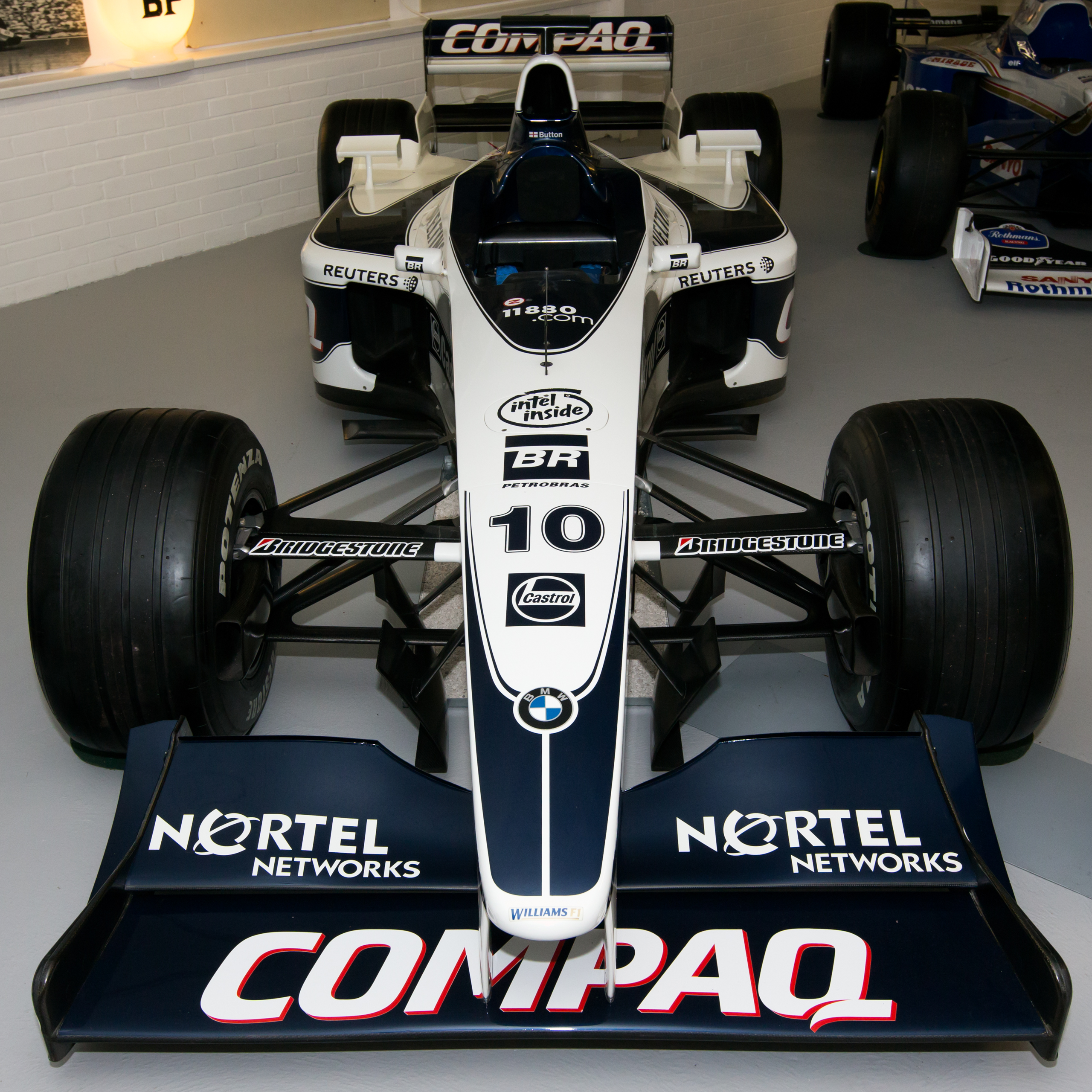
Williams FW22

2000 kehrte BMW nach fast zwei Jahren Vorbereitungszeit als Partner des Williams-Teams in die Formel 1 zurück. Alex Zanardi wurde durch den jungen Briten Jenson Button ersetzt. Er setzte sich in einem Shootout gegenüber dem Formel-3000-Piloten Bruno Junqueira durch. Schon im ersten Rennen der Saison 2000 in Australien holte Schumacher für die neue Kombination den ersten Podiumsplatz, dem noch zwei weitere dritte Plätze folgen sollten. Das Team konnte sich somit stabilisieren und wieder auf Platz 3 der Konstrukteursmeisterschaft hinter den dominierenden Ferrari und McLaren vorrücken. Die insgesamt 36 von Schumacher und Button erzielten Punkte bedeuteten allerdings in absoluten Zahlen keinen großen Fortschritt gegenüber den Vorjahren.

#### 2001
Das ursprünglich für die Saison 2000 als Stammfahrer vorgesehene Talent Juan Pablo Montoya übernahm ab dieser Saison das Cockpit von Jenson Button. Dieser wechselte zu Benetton-Renault, das seinerzeit auf dem absteigenden Ast war. Die Saison 2001 gestaltete sich für Williams als erfolgreich, die Kombination zwischen Williams und BMW schien langsam besser zu funktionieren. Zwar wurde in der Konstrukteursmeisterschaft erneut nur der dritte Rang erreicht, allerdings gelang es Williams vier Siege einzufahren. Ralf Schumacher gewann hiervon drei und Juan Pablo Montoya ein Rennen. Die insgesamt 80 Weltmeisterschaftspunkte der Fahrer bedeuteten dabei ein deutliches Aufschließen des Teams zum zweitplatzierten Konkurrenten McLaren, der in den Vorjahren noch zusammen mit Ferrari alleine die Formel 1 dominiert hatte.
Insgesamt betrachtet stellte sich das erst nach einigen Rennen effektive Chassis FW23 in Kombination mit einem der stärksten Motoren im Feld speziell auf Hochgeschwindigkeitsstrecken wie dem alten Hockenheimring, Montreal und Monza als überlegen heraus. Lediglich an der Zuverlässigkeit mangelte es: Insgesamt elfmal sahen die Fahrer auf Grund technischer Defekte die Zielflagge nicht – davon alleine fünfmal auf Grund von Motorschäden des als sehr stark eingeschätzten BMW-Motors.

#### 2002

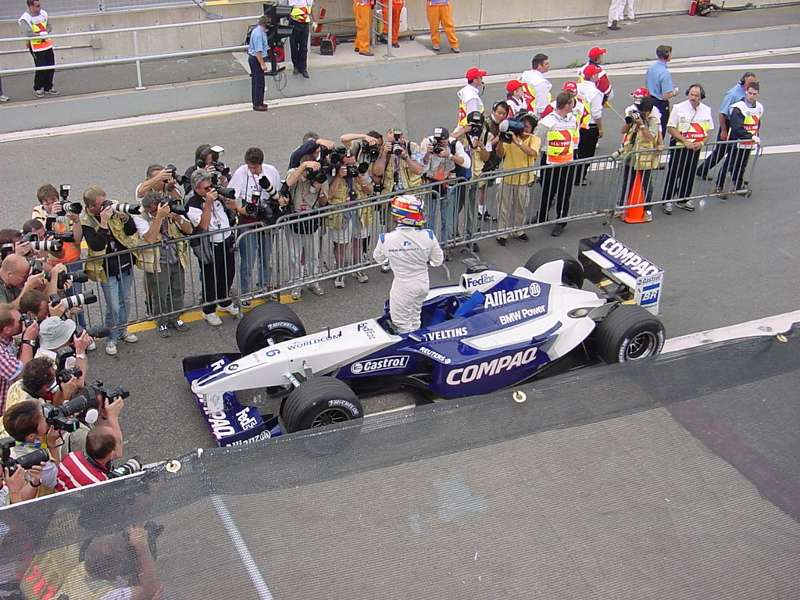
Juan Pablo Montoya beim Großen Preis von Kanada 2002

Die Saison 2002 verlief für das Team um Frank Williams und Patrick Head nicht so, wie man es sich vorgestellt hatte. Man bestritt die Saison mit den gleichen Fahrern wie 2001. Im ersten Rennen beim Großen Preis von Australien schied Ralf Schumacher bei einer Startkollision mit Rubens Barrichello aus. Beim Großen Preis von Malaysia feierte man einen Doppelsieg. Ralf Schumacher gewann souverän das Rennen vor Montoya, der sich bei einer Startkollision mit Michael Schumacher den Frontflügel beschädigte und einen Zusatzboxenstopp einlegen musste. Ab dem Großen Preis von Brasilien setzte Ferrari den neuen Wagen F2002 ein, der den erfolgreichen Vorjahreswagen ablöste. Montoya konnte sich die Poleposition sichern, musste aber nach einer Rempelei einen zusätzlichen Boxenstopp einlegen und landete nur auf dem 5. Platz, während Ralf Schumacher Zweiter hinter seinem Bruder wurde. In Imola wurde Ralf Schumacher Dritter, Montoya Vierter. In Barcelona schied Ralf Schumacher mit Motorschaden aus und Montoya kam 35 Sekunden hinter dem Sieger Michael Schumacher ins Ziel. Nach dem Österreich-GP, den man auf Platz 3 (Montoya) und 4 (Schumacher) beendet hatte, begann eine Pole-Serie von Juan Pablo Montoya. Der Kolumbianer holte in Monaco, Montreal, auf dem Nürburgring, in Silverstone und Magny-Cours die Pole, konnte aber keines der Rennen gewinnen. In Monaco und Montreal schied er wegen Motorschadens aus, Ralf Schumacher wurde in Monaco Dritter und auf dem Nürburgring Vierter.
In England holte Montoya im Regen einen dritten Platz, Ralf Schumacher wurde Achter und holte keine Punkte. Beim Großen Preis von Frankreich in Magny-Cours war man aufgrund nachlassender Reifen wieder nicht konkurrenzfähig. Ralf Schumacher überfuhr außerdem die weiße Linie am Ende der Boxengasse und bekam eine 10-Sekunden-Strafe. Am Ende gab es die Positionen 4 für Montoya und 5 für R. Schumacher. Auf dem 2002 neu eröffneten Hockenheimring erfuhren sich Schumacher und Montoya den 2. bzw. 4. Platz in der Qualifikation. Ralf Schumacher hatte gute Chancen zu gewinnen, allerdings warf ihn ein dritter Boxenstopp 4 Runden vor Schluss auf den vierten Rang zurück. Juan Pablo Montoya erbte dadurch Position zwei. In Ungarn gelang Ralf Schumacher Platz 3 in der Qualifikation hinter den beiden Ferrari. Montoya hatte Probleme mit dem Setup und holte sich den vierten Platz mit einer Sekunde Rückstand auf seinen Teamkollegen. Im Rennen zerstörte Montoya bei einem Duell mit Räikkönen den Unterboden seines Wagens und wurde nur Elfter. In Belgien ging Ralf Schumacher von Position 4 aus ins Rennen, einen Platz vor seinem Teamkollegen. Im Rennen drehte sich Ralf und wurde Fünfter, Montoya stand als Dritter auf dem Podium. In Monza schnappte sich Montoya abermals die Poleposition vor den Schumacher-Brüdern und Barrichello. Ralf musste aufgrund eines Motorschadens aufgeben und auch Montoya konnte das Rennen wegen eines Aufhängungsschadens nicht beenden. Das Rennen in Indianapolis begann für die Weiß-Blauen nicht sehr gut. Montoya, Dritter in der Qualifikation, verlor am Start seinen Platz an R. Schumacher, der als 4. startete, und wollte diesen am Ende der ersten Runde zurückerobern. Am Ende der Start- und Zielgeraden kollidierten die beiden Wagen. Ralf Schumacher beendete nach Heckflügelwechsel das Rennen als 16, JPM als Vierter. Bei der Qualifikation zum letzten Rennen in Suzuka sicherte sich Ralf Schumacher den 5. und Juan Pablo Montoya den 6. Platz. 5 Runden vor Schluss fiel Schumacher mit Motorschaden an dritter Stelle liegend aus, Teamkollege Juan Pablo wurde 4.
Die Saison beendete Juan Pablo Montoya auf dem 3. Platz mit 50 Punkten, Ralf Schumacher als 4. mit 42 Punkten. Williams-BMW schloss die Saison mit 92 Punkten auf dem 2. Rang der Konstrukteurswertung hinter Ferrari, aber vor McLaren ab. Man steigerte sich im Vergleich zum Vorjahr um eine Position, doch man konnte nur einen Sieg feiern. Die Ferrari, die nur 2 Rennen nicht gewinnen konnten (Großer Preis von Malaysia und Großer Preis von Monaco), holten 221 Punkte und waren deutlich überlegen.

#### 2003

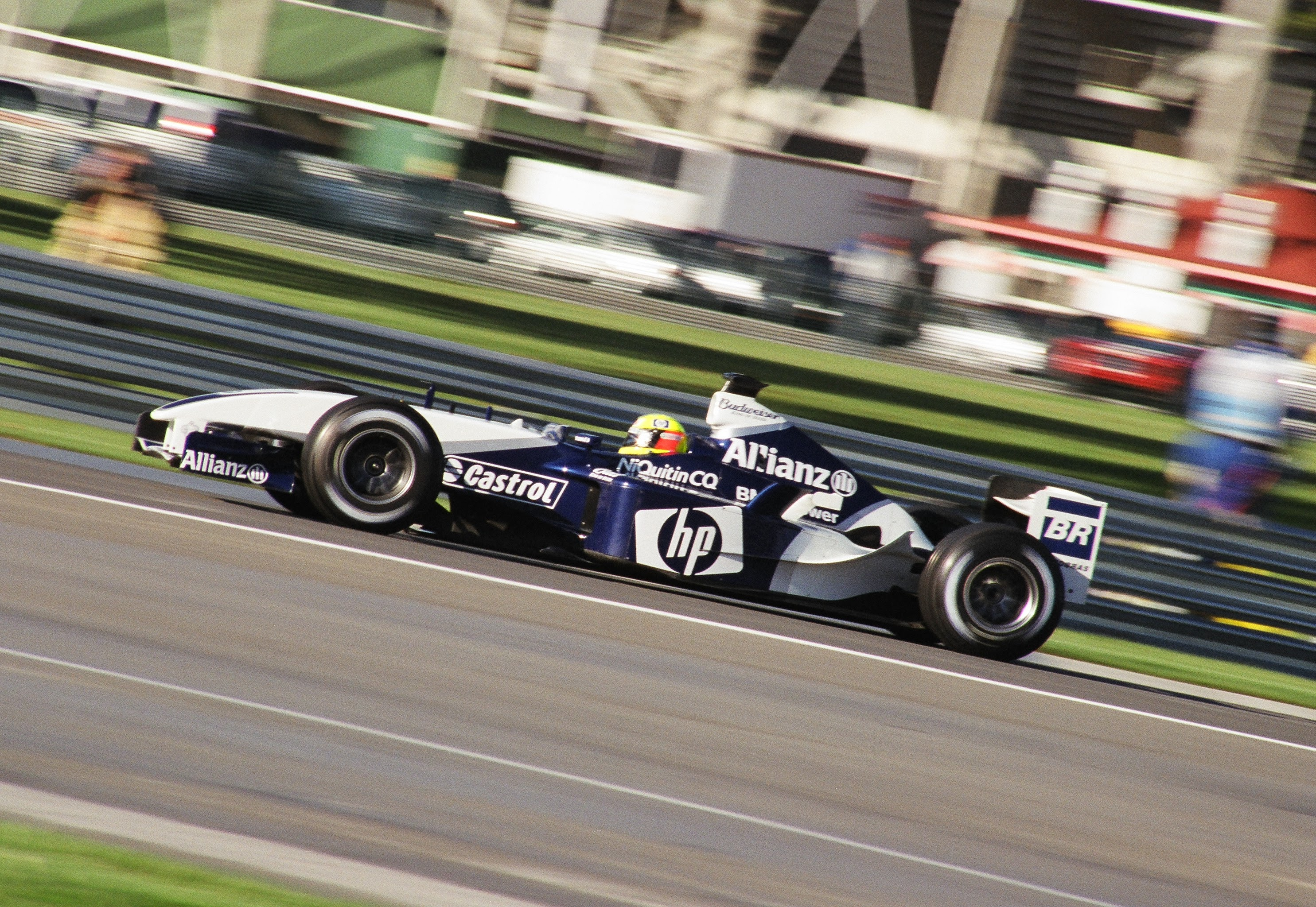
Ralf Schumacher beim GP der USA auf dem Indianapolis Motor Speedway, 2003

Die Saison 2003 war die beste Saison mit BMW. Bei dem Saisonauftakt im Großen Preis von Australien sah das Team sehr stark aus. Juan Pablo Montoya führte das Rennen 21 Runden. Aber kurz vor dem Schluss hatte er einen Dreher, der ihn den Sieg kostete. Die Rennen von Malaysia bis Österreich verliefen für das Team nicht so gut. In diesem Zeitraum hat man sich entschieden, eine B-Version des Autos zu bauen, die erkannte Defizite in der Aerodynamik beheben sollte. Mit dem FW25-B, welcher radikale Änderungen im Vergleich zu seinem Vorfahren FW25 besitzt, kehrte das Glück des Teams zurück. Juan Pablo Montoya gewann den Grand Prix von Monaco. Beim Großen Preis von Kanada holte das Team Platz 2 (Ralf Schumacher) und 3 (Montoya) hinter dem Sieger Michael Schumacher. In den nächsten zwei Rennen, im GP von Europa und GP Frankreich, die ohne Zwischenpause an aufeinander folgenden Wochenenden ausgetragen wurden, kamen zwei Doppelsiege für das Team. Ralf Schumacher gewann beide Rennen, wobei sich Juan Pablo Montoya mit dem zweiten Platz abfinden musste. Juan Pablo Montoya versuchte bei diesem Rennen, seinen Stallgefährten zu besiegen, indem er früher als erwartet zum Boxenstopp kam. Daraufhin zog Ralf Schumacher seinerseits den Boxenstopp ebenfalls vor, weshalb es Montoya nicht gelang, an Ralf Schumacher vorbeizukommen. Gerüchten zufolge sei dies einer der vielen Gründe, warum Montoya am Ende des Jahres einen ab der Saison 2005 gültigen Vertrag mit McLaren unterschrieben hatte, obwohl er noch das Jahr 2004 mit Williams F1 vor sich hatte.
Während die Treue der beiden Fahrer für die Zukunft fragwürdig war, wurde das Team wieder ein starker Kandidat für die Konstrukteurs-WM. Beim Großen Preis von Deutschland verhinderte eine Startkollision von Ralf Schumacher mit Kimi Räikkönen und Rubens Barrichello einen eventuellen dritten Doppelsieg, denn Juan Pablo Montoya gewann das Rennen mit einem Vorsprung von 55 Sekunden vor David Coulthard, wobei er außer den ersten vier Autos alle Konkurrenten überrundete. Dazu gehörte auch der WM-Führende Michael Schumacher. Nach dem Rennen gab der damalige Ferrari-Teamchef Jean Todt zu, dass er sich darüber Gedanken macht, ob sie nicht wegen des Unglücks, sondern wegen eines Mangels an Leistung geschlagen wurden. Es kam zu einem aufregenden Kampf sowohl bei Konstrukteur-WM als auch bei dem Fahrer-WM. Ferrari hat sich bei der FIA darüber beklagt, dass die Michelin-Reifen nach dem Rennen nicht mehr den Anforderungen des Reglements entsprechen würden. Nach einer Neudefinition der geltenden Regeln mussten die Michelin-Kunden mit einer anderen Reifenmischung von Michelin fahren. Die letzten drei Rennen von der Saison verliefen schlecht für das Team und Juan Pablo Montoya verlor seine WM-Chance schon im GP der USA. Das Team beendete die Saison mit 144 Punkten auf dem zweiten Platz hinter Ferrari mit 158 Punkten. Montoya wurde hinter Michael Schumacher und Kimi Räikkönen 3. in der Fahrer-Weltmeisterschaft, während Ralf Schumacher noch von Rubens Barrichello auf Platz 5 verdrängt wurde.

#### 2004

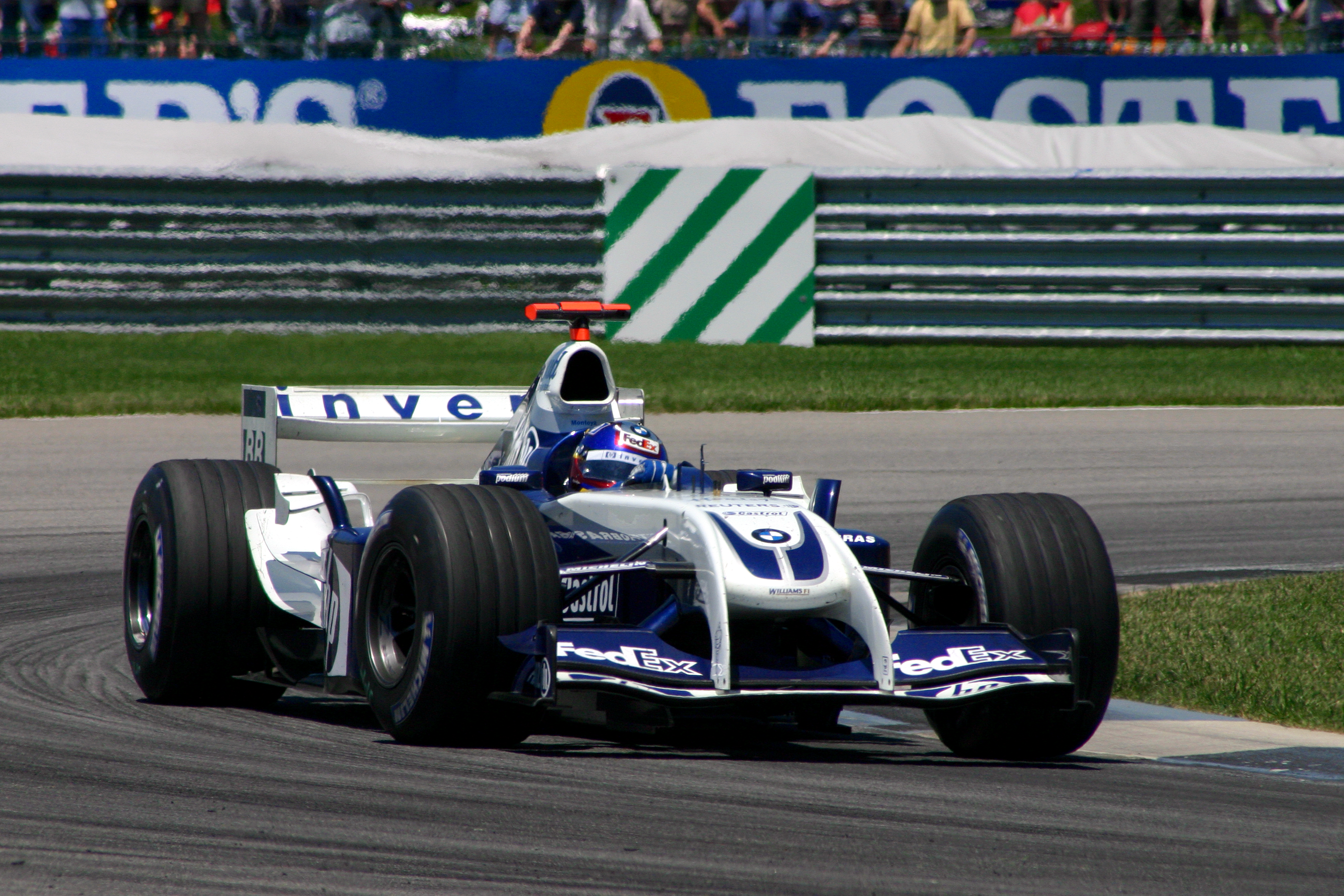
Juan Pablo Montoya im Williams-BMW FW26 während des Großen Preises der USA 2004

Vor der Saison 2004 gab Montoya seinen Wechsel zu McLaren-Mercedes für 2005 bekannt. Auch Ralf Schumachers Vertrag lief am Ende des Jahres aus, so dass es während der kompletten Saison immer wieder Spekulationen über die neue Fahrerbesetzung gab. Der neue Williams-BMW FW26 fiel durch ein ungewöhnliches Frontdesign auf, das aber die erhoffte aerodynamische Verbesserung nicht erfüllen konnte und im Laufe des Jahres durch eine konventionellere Lösung ersetzt wurde. Sportlich war es eine enttäuschende Saison. War man in den ersten Rennen noch in Schlagdistanz zu Ferrari (Montoya holte Platz 2 in Malaysia und Platz 3 in Imola), fiel man im Laufe des Jahres hinter BAR-Honda und Renault zurück. Tiefpunkte waren mit Sicherheit die beiden Rennen in Nordamerika: Beim Großen Preis von Kanada wurden beide Wagen wegen zu großer Bremsbelüftungen disqualifiziert und beim Großen Preis der USA verunglückte Ralf Schumacher schwer. Er brach sich einen Halswirbel an und kehrte erst für die drei letzten Rennen zurück, wo er noch einen zweiten Platz (Großer Preis von Japan) hinter seinem Bruder Michael und vor Jenson Button behaupten konnte, was seine einzige Podiumsplatzierung des Jahres war. Für die zwischen Unfall und Rückkehr liegenden 6 Rennen wurde Schumacher von Marc Gené und Antonio Pizzonia ersetzt. Den einzigen Sieg für das Williams-Team holte Juan Pablo Montoya beim letzten Rennen in Brasilien vor seinem neuen Teamkollegen bei McLaren Kimi Räikkönen. Montoya beendete die Saison mit 58 Punkten auf Platz 5, während Schumacher in den 12 Rennen 24 Punkte holte und 9. in der Gesamtwertung wurde. Pizzonia holte 6 Punkte. Williams-BMW beendete das Jahr mit 88 Punkten auf dem enttäuschenden 4. Platz. Ralf Schumacher verließ genau wie Montoya das Team und wechselte zu Toyota, so dass Williams für 2005 eine neue Fahrerpaarung präsentieren musste.

#### 2005

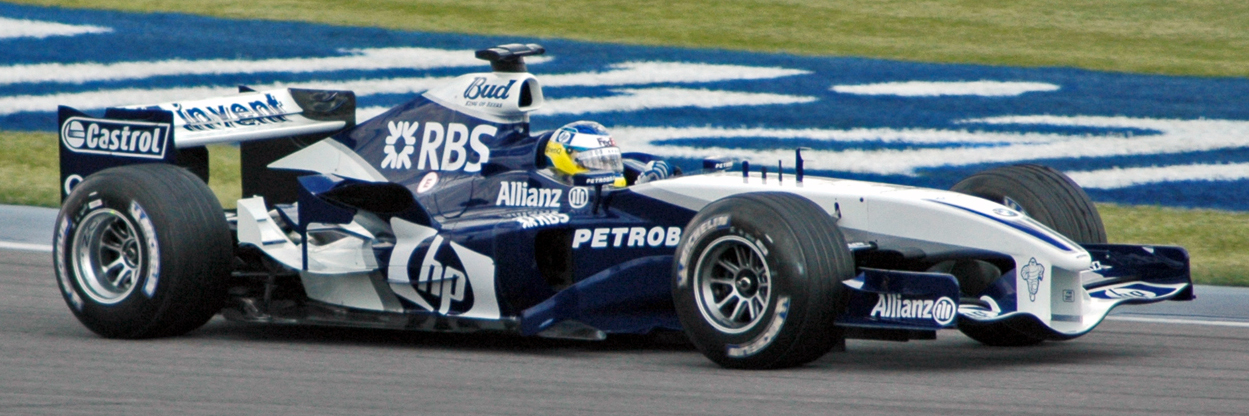
Nick Heidfeld im Williams FW27 während des Großen Preises der USA 2005

Das Williams-Team entschied sich für 2005, mit dem Australier Mark Webber und dem Briten Jenson Button an den Start zu gehen. Williams gab im Sommer 2004 die Rückkehr von Button bekannt, doch BAR-Honda – sein aktuelles Team – behauptete, einen gültigen Vertrag mit Button für 2005 zu besitzen. Dieser Streitfall, der von den Medien in Anlehnung an die Watergate-Affäre Buttongate getauft wurde, ging vor das Contract Recognition Board, das Vertragsstreitigkeiten in der Formel 1 regelt. Das FIA-Notarbüro prüfte Buttons Vertrag und entschied, dass der Brite für 2005 einen gültigen Vertrag mit BAR habe – der Wechsel zu Williams war damit geplatzt.
Auf der Suche nach einem neuen zweiten Fahrer ließ Williams ein Duell über die Wintermonate organisieren. Der langjährige Test- und Ersatzfahrer Antonio Pizzonia war in den Augen von Frank Williams und Patrick Head eigentlich der Favorit, doch der Motorenpartner BMW wollte einen deutschen Fahrer und setzte sich für den Jordan-Fahrer Nick Heidfeld ein. In den Tests vor der Saison setzte sich Heidfeld klar gegen Pizzonia durch und wurde zweiter Fahrer neben Mark Webber. Anfang der Saison lief es recht gut, in den ersten 7 Rennen holten beide Fahrer insgesamt 4 Podiumsplatzierungen, mit dem Höhepunkt in Monaco, als Heidfeld 2. vor Mark Webber wurde. Beim nächsten Rennen am Nürburgring holte Heidfeld gar die Poleposition und landete abermals als 2. auf dem Podium. In der zweiten Saisonhälfte fiel das Team immer weiter zurück und konnte nur noch wenige Punkte sammeln. Die letzten 5 Rennen übernahm Pizzonia Heidfelds Cockpit, nachdem der Deutsche sich bei einem Fahrradunfall einen Riss des rechten Schulterblatts zugezogen hatte. Webber wurde 10. in der Fahrerwertung, einen Platz vor Heidfeld. Williams holte 66 Punkte und landete nur auf Platz 5 in der Teamwertung. Die Beziehung zwischen Williams und BMW kam immer mehr ins Stocken. BMW beschwerte sich, dass Williams kein WM-fähiges Auto bauen könne, während sich Frank Williams und Patrick Head über den angeblich zu schwachen Motor beschwerten. BMW zog die Konsequenz, übernahm das schweizerische Sauber-Team ab 2006 und verpflichtete Nick Heidfeld als Nummer-1-Fahrer. Williams entschied sich für einen Neuanfang und lehnte die Kundenmotoren von BMW ab, die Mario Theissen anbot. Stattdessen vertraute man den Achtzylindern von Cosworth.

### 2006: Ein Interimsjahr

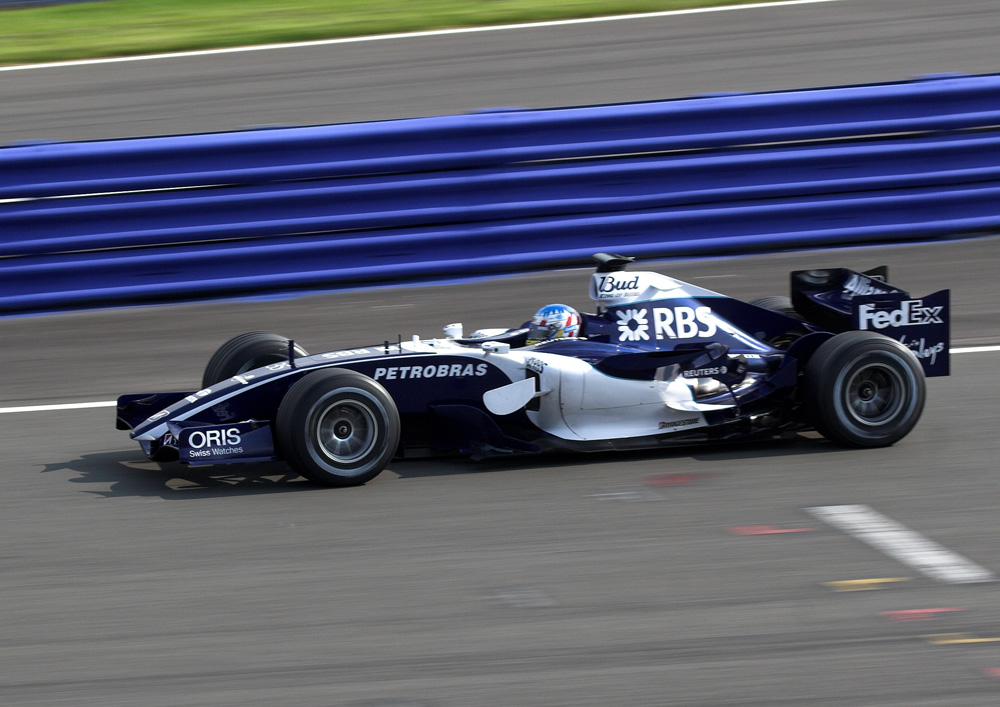
Testfahrer Alexander Wurz beim Testen auf dem Silverstone Circuit

Altes Team-Logo

2006 wurde ein Übergangsjahr für Williams. Man trat mit den Cosworth-V8-Motoren an, für die man im Gegensatz zu den BMW-Motoren eine hohe Summe bezahlen musste. Neben den Verlusten einiger Sponsoren (zum Beispiel Allianz SE und Hewlett-Packard) war dies ein Grund für die fehlende Weiterentwicklung des Wagens während der Saison. Das Team versuchte für 2007 einen Werksmotor zu finden, den man schlussendlich mit Toyota fand.
Die Fahrer waren der Australier Mark Webber und der deutsche Neuling Nico Rosberg. Eigentlich sollte Jenson Button 2006 für Williams fahren, nachdem die Verpflichtung für 2005 gescheitert war. Doch Button fürchtete, dass Williams ohne Werksunterstützung chancenlos sei und zog es vor, sich von seinem Vertrag freizukaufen. Neuer Testfahrer wurde der Österreicher Alexander Wurz, der vorher die gleiche Position bei McLaren innehatte. Man wechselte auch den Reifenpartner und fuhr 2006 mit Bridgestone-Reifen anstelle der Michelin-Pneus, denen man seit 2001 vertraute. Williams erhoffte sich einen Erfahrungsvorsprung vor den anderen Michelin-Teams, da Bridgestone 2007 alleiniger Reifenausrüster werden würde.
Die Saison wurde jedoch zu einer Enttäuschung – mit 11 WM-Punkten und dem 8. WM-Rang fuhr der Rennstall das schlechteste Saisonergebnis seit 1978 ein. Das Team hatte besonders unter der Unzuverlässigkeit des Wagens zu leiden. Bei den 18 Rennen hatte man 20 Ausfälle zu beklagen. Zumindest am Anfang der Saison war man schnell, wie die schnellste Rennrunde von Nico Rosberg beim Großen Preis von Bahrain bewies. Mark Webber war beim Großen Preis von Australien und beim Großen Preis von Monaco auf Podiumskurs ehe die Technik alle Hoffnungen auf ein gutes Resultat zunichtemachte. Beim letzten Rennen des Jahres, der Große Preis von Brasilien, kollidierten Nico Rosberg und Mark Webber in der ersten Runde und mussten daraufhin das Rennen aufgeben. Dieses Rennen war beispielhaft für die ganze Saison, die durch Pleiten, Pech und Pannen gezeichnet war.

### Toyotas Kundenteam

#### 2007

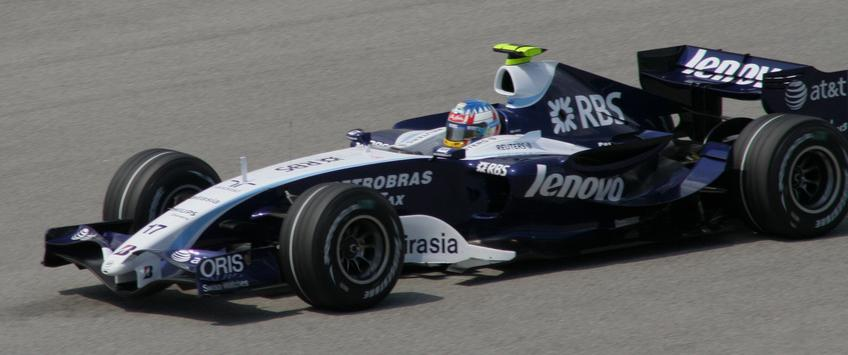
Alexander Wurz im Williams-Toyota während des Großen Preises von Malaysia 2007

Logo AT&T Williams (2007–2011)

Im Rahmen des Grand Prix in Hockenheim 2006 gab Williams bekannt, dass Toyota ab der Saison 2007 der Motorenlieferant für Williams sein werde. Die Gründe für den Wechsel waren vornehmlich finanzieller Natur, da Cosworth ab 2007 ein höheres Entgelt für die Bereitstellung der Motoren verlangte. Die Fahrerpaarung für die Saison 2007 bestand aus Alexander Wurz und Nico Rosberg. Der bisherige Stammfahrer Mark Webber wechselte zu Red Bull Racing.
2007 sollte Williams sich gegenüber dem Vorjahr deutlich steigern. Zwar holte man nur einen Podiumsplatz durch Wurz beim Großen Preis von Kanada, aber der Wagen war deutlich zuverlässiger. Rosberg holte 20 Punkte und beendete die Saison als 9. Alexander Wurz hatte besonders in der Qualifikation Probleme und konnte nicht mit seinem Teamkollegen mithalten. Doch er holte immerhin 13 Punkte, davon 11 bei den beiden chaotischen Rennen am Nürburgring und in Montreal. Nach dem Großen Preis von China gab Alexander Wurz seinen Rücktritt bekannt. Für das letzte Rennen beim Großen Preis von Brasilien wurde er durch Testfahrer Kazuki Nakajima ersetzt, der auch das Cockpit in der Saison 2008 besetzte. Williams wurde 4. in der Teamwertung hinter Ferrari, BMW-Sauber und Renault, nachdem McLaren-Mercedes durch die Spionageaffäre alle Punkte in der Konstrukteurswertung verloren hatte.

#### 2008
Für die Saison 2008 hatte sich die Fahrerpaarung gegenüber dem letzten Rennen 2007 nicht geändert. Nico Rosberg und Kazuki Nakajima gingen für Williams an den Start. Der Saisonauftakt begann für das Team erfolgreich. In Melbourne beendete Rosberg das Rennen als Dritter und Nakajima wurde Sechster. Im weiteren Saisonverlauf konnte man nur unregelmäßig punkten. Das beste Saisonergebnis war ein zweiter Platz durch Rosberg beim Großen Preis von Singapur. Williams erreichte am Ende Platz acht der Konstrukteurs-Weltmeisterschaft.

#### 2009

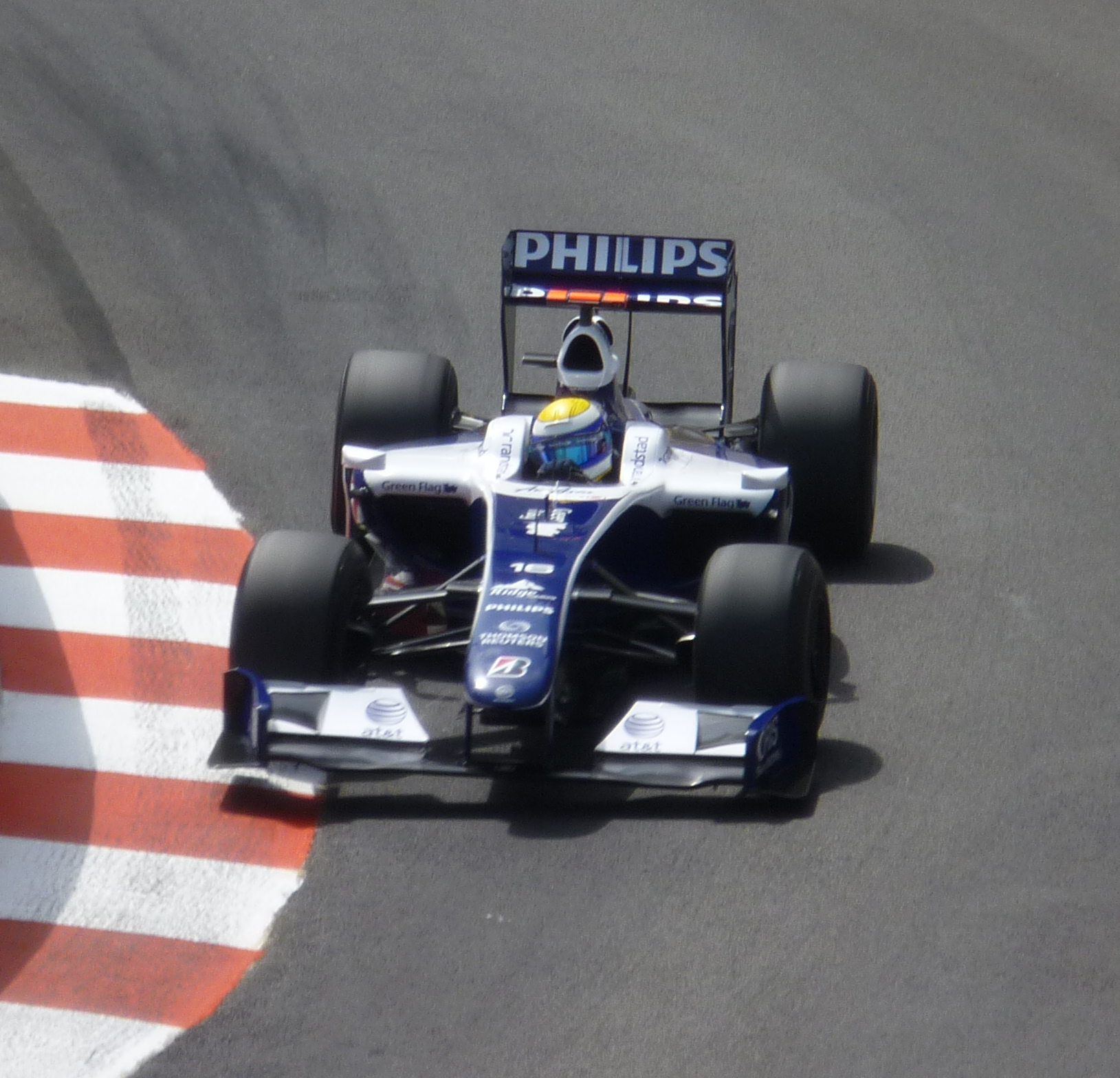
Nico Rosberg beim Großen Preis von Monaco 2009

In der Saison 2009 trat das Team ebenfalls mit der Fahrerpaarung Nico Rosberg und Kazuki Nakajima an.
Bestes Ergebnis waren zwei vierte Plätze durch Nico Rosberg beim Großen Preis von Deutschland und beim Großen Preis von Ungarn. Kazuki Nakajima konnte keine Punkte holen. Das Team beendete die Saison mit 34,5 Punkten auf WM-Rang sieben.

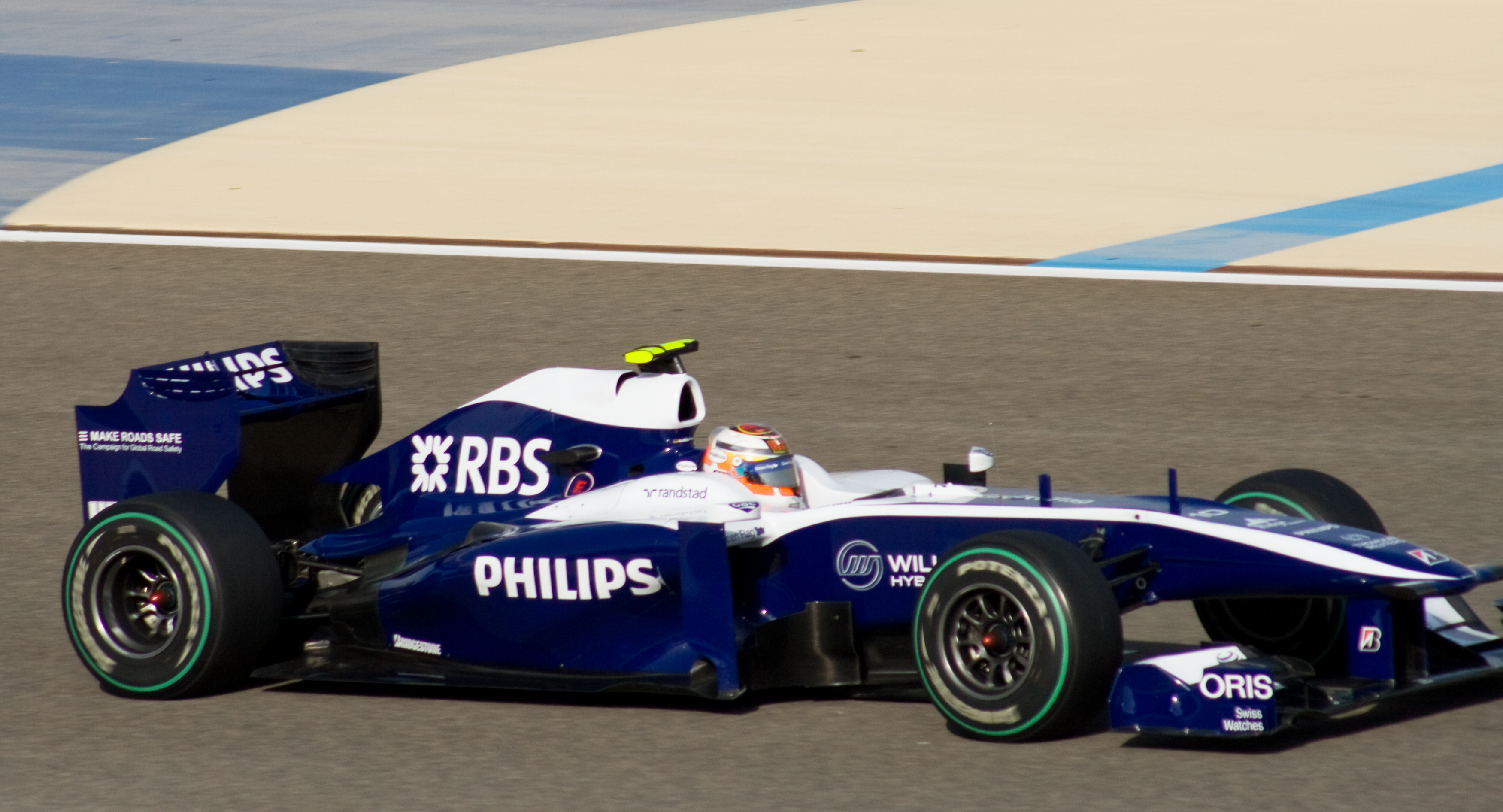
Nico Hülkenberg im Williams-Cosworth FW32 beim Saisonauftakt in Bahrain 2010

### Zurück zu Cosworth: Einer von vielen
Für 2010 und 2011 erneuerte Williams seine Beziehungen zu Cosworth. Williams war das einzige der etablierten Teams, das den Cosworth CA2010-Motor verwendete; daneben nutzten nur die drei neuen Teams Lotus Racing, Virgin Racing und HRT den britischen V8-Motor. Das Triebwerk wurde als neu entwickelter Motor angesehen, der anders als die Motoren der anderen Hersteller nicht der reglementbedingten Entwicklungssperre unterlag und somit bis kurz vor Saisonbeginn Neuerungen erfahren konnte. Williams setzte einige Hoffnungen in das neue Triebwerk. Sie wurden allerdings nicht erfüllt. Williams war das einzige Cosworth-Kundenteam, das mit diesem Motor Meisterschaftspunkte einfahren konnte. Podestpositionen waren aber nicht möglich. Insbesondere 2011 geriet das Team zunehmend ins Hintertreffen. Nach zwei Jahren endete die Verbindung zu Cosworth; ab 2012 hatte Williams als viertes Team Achtzylindermotoren von Renault eingesetzt.

#### 2010
Williams setzte 2010 den neu entwickelten FW32 ein. Ein Team unter der Leitung von Ed Wood und John Tomlinson hatte den Wagen konstruiert; er wurde als weniger konservativ angesehen als sein Vorgänger.
Als Fahrer wurde Rubens Barrichello verpflichtet, der im Jahr zuvor zwei Siege für Brawn GP eingefahren und eine Zeitlang Aussichten auf den Weltmeistertitel gehabt hatte. Das zweite Cockpit neben dem routinierten Brasilianer erhielt der Debütant Nico Hülkenberg, der 2009 bereits als Testfahrer für Williams gearbeitet hatte. Testfahrer wurde der Finne Valtteri Bottas.
In den 19 Rennen der Saison 2010 erzielte Williams insgesamt 69 Meisterschaftspunkte. Bis zum letzten Rennen des Jahres kämpfte Williams mit Force India um den sechsten Platz der Konstrukteursmeisterschaft. In der Gesamtwertung konnte Williams den Konkurrenten schließlich um einen Punkt schlagen.
Das beste Ergebnis des Jahres erzielte Rubens Barrichello beim Großen Preis von Europa 2010 in Valencia, den er als Vierter beendete. In Silverstone wurde er Fünfter, in Singapur Sechster und in Korea Siebter. Hülkenbergs bestes Ergebnis war der sechste Platz beim Großen Preis von Ungarn. Eine herausragende Leistung zeigte der Deutsche beim Zeittraining zum vorletzten Rennen der Saison, dem Großen Preis von Brasilien. Hier fuhr er bei schwierigen Wetterbedingungen mit deutlichem Abstand die beste Qualifikationszeit und erreichte damit die erste Pole-Position für Williams seit fünf bzw. für Cosworth seit elf Jahren.

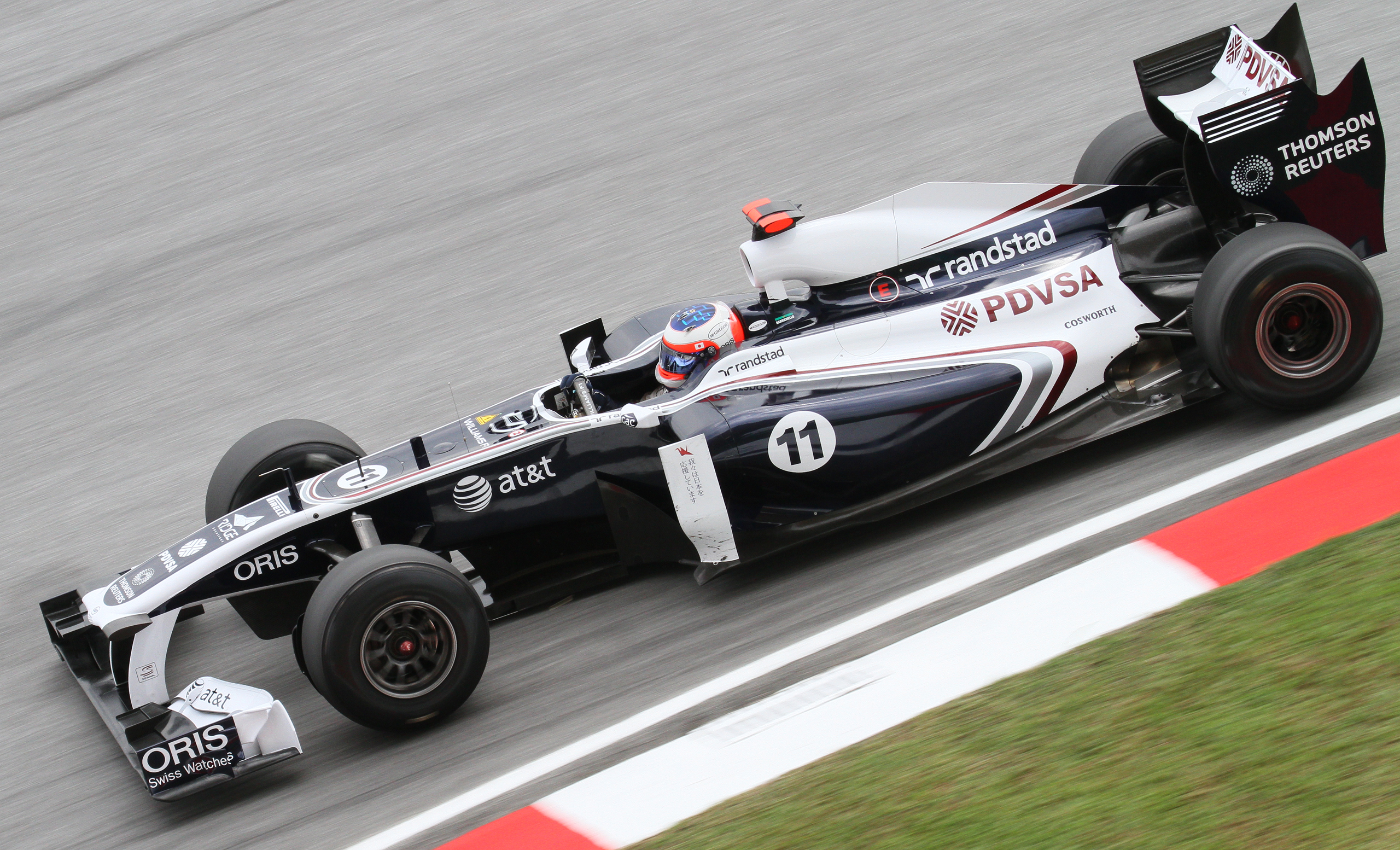
Rubens Barrichello im Williams FW33 beim Großen Preis von Malaysia 2011

#### 2011
Nach dem letzten Rennen der Saison gab Williams bekannt, 2011 nicht mehr mit Nico Hülkenberg zusammenzuarbeiten. Der Vertrag mit Rubens Barrichello wurde hingegen verlängert. Als zweiten Stammpiloten verpflichtete Williams Pastor Maldonado, den GP2-Meister der Saison 2010.
Um die Stabilität des Teams zu garantieren, wurden ab 28. Februar 2.739.383 Wertpapiere mit einem Nominalwert von umgerechnet 5,8 Cent pro Aktie und damit 27,39 Prozent der Firma an der Frankfurter Börse platziert. Die Notierung erfolgte ab dem 2. März.
In sportlicher Hinsicht begann Williams die Saison 2011 mit einigen Rückschlägen. Der Williams FW33 erwies sich als langsam und unzuverlässig. Erst beim dritten Saisonrennen in China kamen die Williams-Piloten erstmals ins Ziel; beide blieben allerdings außerhalb der Punkteränge. Im Rennen war es Maldonado nicht gelungen, Heikki Kovalainen im allgemein als unterlegen angesehenen T128 des Teams Lotus Racing hinter sich zu lassen. Williams war damit das einzige der etablierten Teams, das vor dem Beginn der sogenannten „europäischen Saison“ noch keine Weltmeisterschaftspunkte erzielt hatte. Sam Michael, der technische Direktor, übernahm für den misslungenen Saisonstart die Verantwortung und kündigte an, zusammen mit dem Chefaerodynamiker das Team zum Jahresende zu verlassen. Nachfolger wurde Mike Coughlan.

### Wiederbelebung der Partnerschaft mit Renault

#### 2012

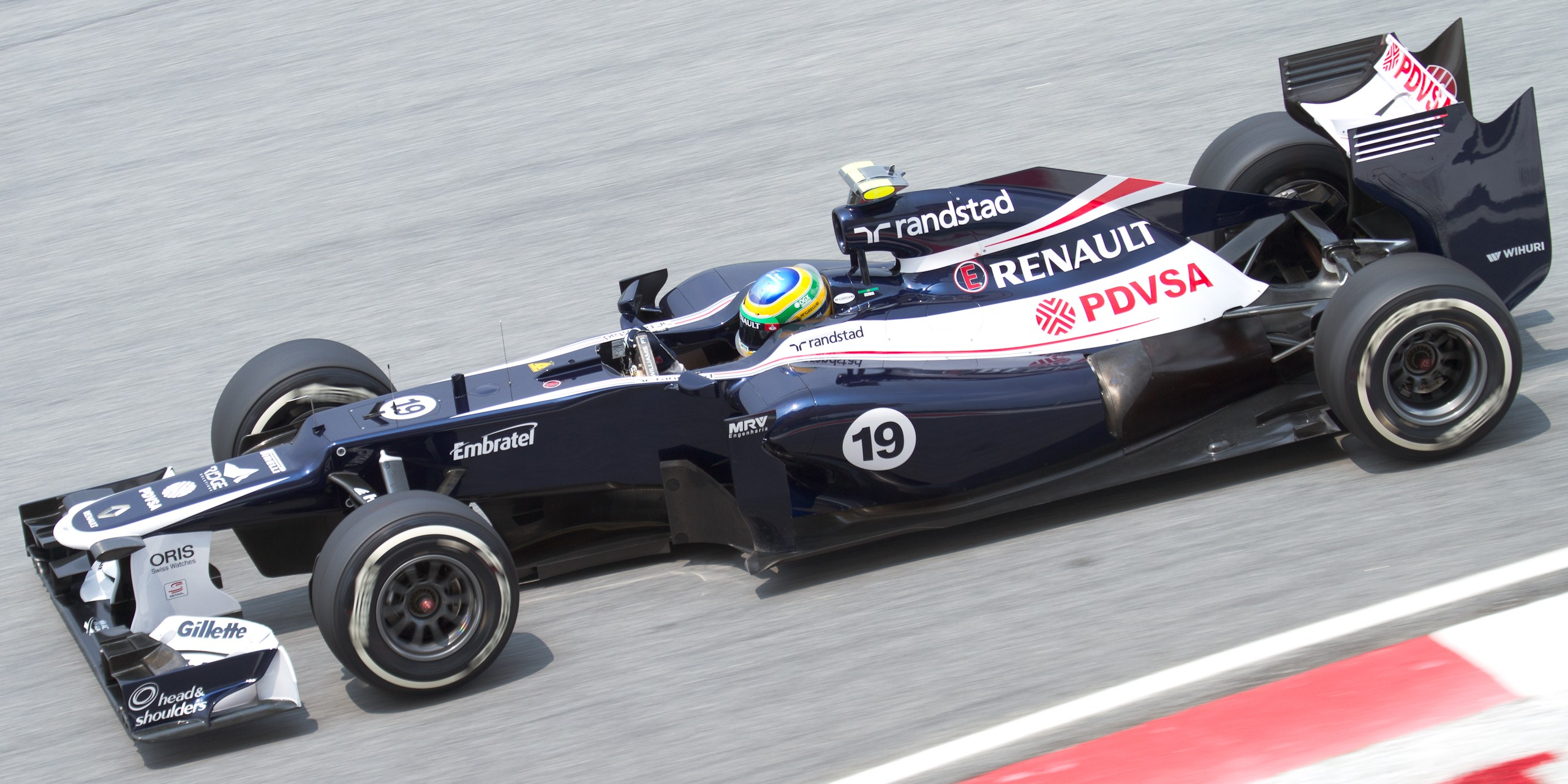
Bruno Senna im Williams FW34 beim Großen Preis von Malaysia 2012

Logo Williams F1 Team (2006, 2012)

Seit der Saison 2012 ging Williams wieder mit Renault-Motoren an den Start. Fahrer waren Pastor Maldonado und Bruno Senna. In den ersten Rennen des Jahres gab es Anzeichen für eine Verbesserung der sportlichen Leistungen. Beim Großen Preis von Spanien in Barcelona fuhr Maldonado im Qualifying die zweitbeste Zeit. Nachdem Pole-Sitter Lewis Hamilton nach dem Zeittraining disqualifiziert worden war, ging Maldonado von Position eins in Rennen. Er siegte mit 3,2 Sekunden Vorsprung vor Fernando Alonso und brachte seinem Team damit den ersten Sieg seit 2004. Im Anschluss an das Rennen kam es zu einem schweren Feuerunfall in der Williams-Box: Kurz nach der Siegerehrung geriet die Box infolge einer Verpuffung in Brand. Sechzehn Mitglieder des Williams-Teams und einige Angehörige anderer Teams erlitten eine Rauchvergiftung und Schnittwunden. Zudem entstand erheblicher Sachschaden.
Maldonados Sieg in Spanien war die einzige Zielankunft eines Williams auf einem Podiumsrang im gesamten Jahr. Das Auto erwies sich zwar als zuverlässig, sodass die Fahrer nahezu jedes Rennen beenden und dabei auch wiederholt in Punkteränge vordringen konnten. Bessere Resultate als ein fünfter Platz (Maldonado in Abu Dhabi) ließen sich allerdings nicht mehr erreichen. Mit 76 Weltmeisterschaftspunkten belegte Williams am Ende des Jahres Rang acht der Konstrukteurswertung.

#### 2013

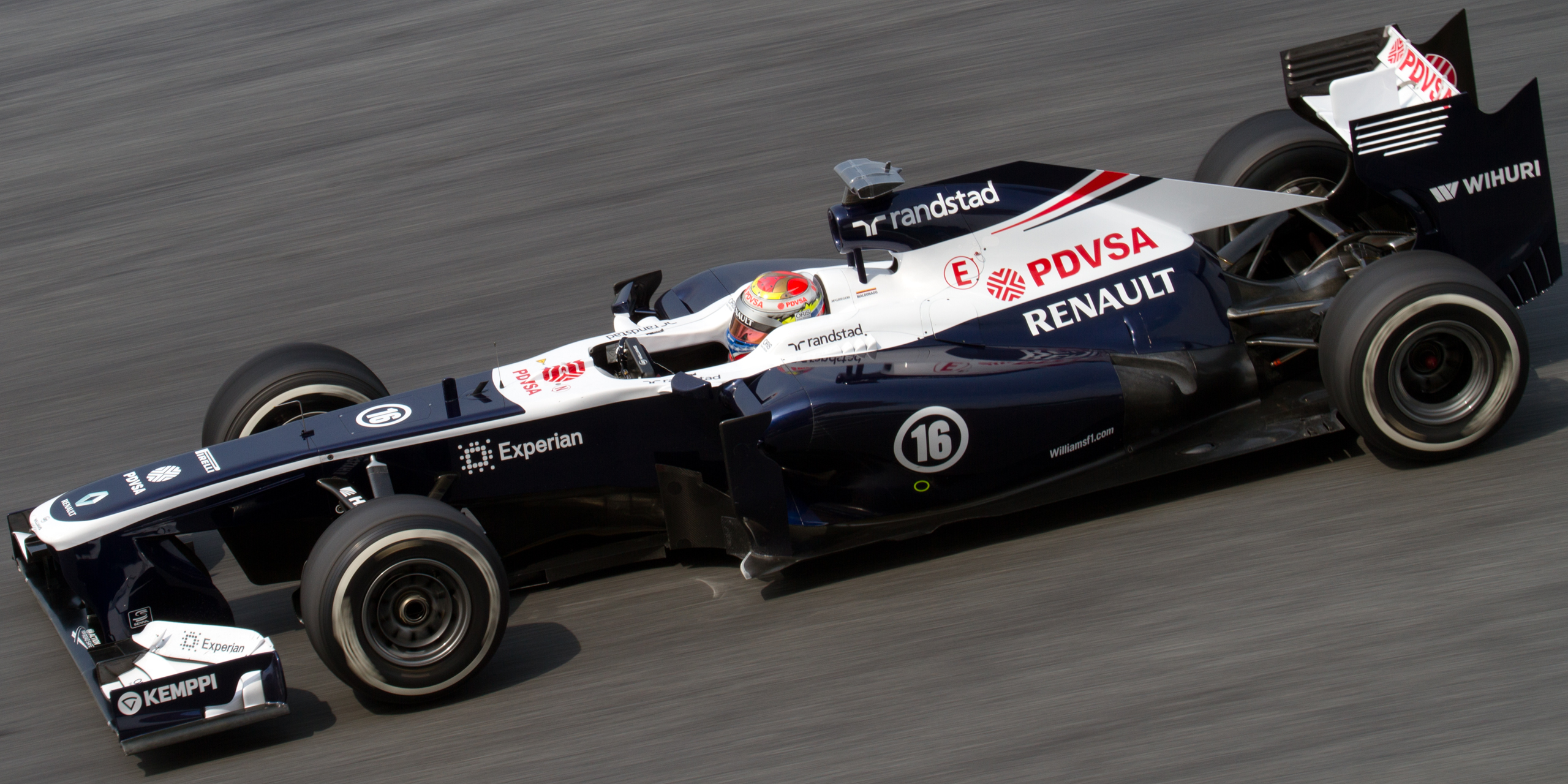
„Unfahrbar“: Pastor Maldonado über den Williams FW35 von 2013

Logo Williams F1 Team (2013)

In der Formel-1-Weltmeisterschaft 2013 gingen Valtteri Bottas und Pastor Maldonado für Williams an den Start. Einsatzfahrzeug war der von Mike Coughlan gestaltete Williams FW35, der wiederum einen Achtzylindermotor von Renault verwendete. Am 27. März wurde Claire Williams, die Tochter von Teamchef Frank Williams, als neue stellvertretende Teamchefin vorgestellt. Kurz zuvor hatte Toto Wolff das Team verlassen. Er wurde Motorsportchef bei Mercedes-Benz, behielt aber bis März 2016 seine Williams-Anteile.
Zu Beginn der Saison zeigte Williams schwache Leistungen. Nach neun Saisonrennen war der Rennstall noch immer ohne Weltmeisterschaftspunkte; erst im zehnten Rennen in Ungarn erzielte Williams durch den zehnten Platz Maldonados den ersten Punkt. Einen so schlechten Saisonstart hatte das Team seit 1977 nicht erlebt. Williams war damit das schwächste der etablierten Teams. Als Ursache für den Misserfolg wurde der FW35 benannt: Pastor Maldonado bezeichnete das Auto beim ersten Saisonrennen in Australien als „unfahrbar“: Den FW35 schnell zu fahren, sei „nicht schwierig, sondern unmöglich“. Das Auto habe ein aerodynamisches Problem; es fehle an Grip. Maldonados Teamkollege Bottas klagte über fehlende Stabilität des Autos. Im April 2013 erklärte die Teamleitung, die Ursache des Problems sei gefunden; die Behebung werde aber einige Zeit in Anspruch nehmen. Im Training zum Großen Preis von Monaco fuhr der FW35 mit der Nase des Vorjahresfahrzeugs, die nicht über eine Eitelkeitsblende verfügte. Diese Konfiguration verbesserte das Fahrverhalten nach Ansicht der Fahrer spürbar, konnte aber im Rennen aus Sicherheitsgründen noch nicht verwendet werden. Beim Großen Preis von Kanada qualifizierte sich Bottas für den dritten Startplatz hinter Sebastian Vettel und Lewis Hamilton. Bottas sah darin allerdings kein Zeichen für eine generelle Steigerung der Konkurrenzfähigkeit; er führte das Trainingsergebnis vielmehr auf eine besondere Wettersituation zurück, die er zufällig habe nutzen können. Im Rennen gelang es ihm nicht, seine Position zu halten. Bereits in der ersten Runde verlor er drei Plätze. Am Ende kam er auf Platz 14 ins Ziel.
Als Reaktion auf die Erfolglosigkeit in der ersten Saisonhälfte entließ Williams im Juli den bisherigen technischen Direktor Mike Coughlan. Sein Nachfolger wurde Pat Symonds, der seine Tätigkeit am 19. August 2013 aufnahm.

### Williams-Mercedes

#### 2014: Dritte Kraft

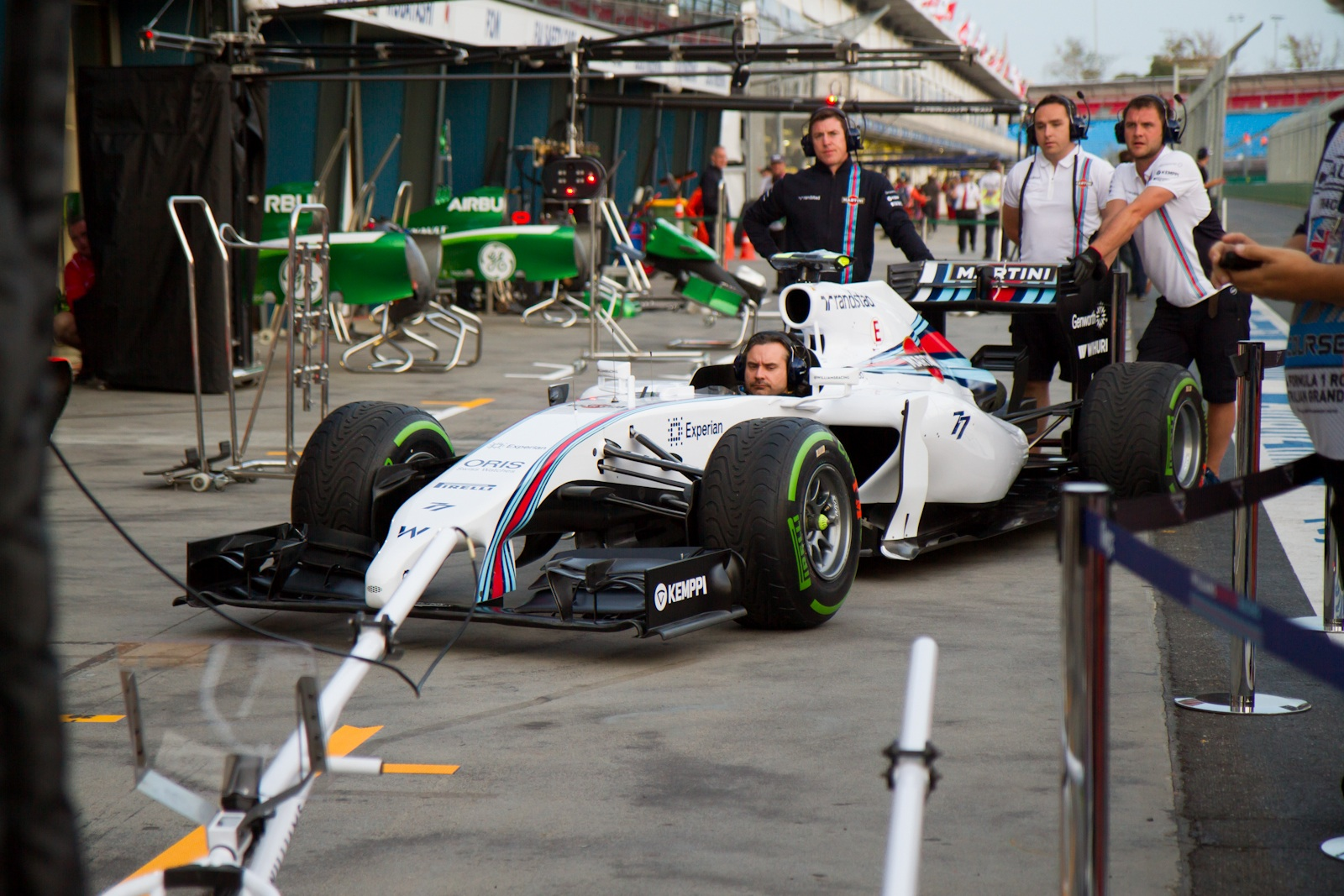
In den Farben von Martini Racing: Williams FW36

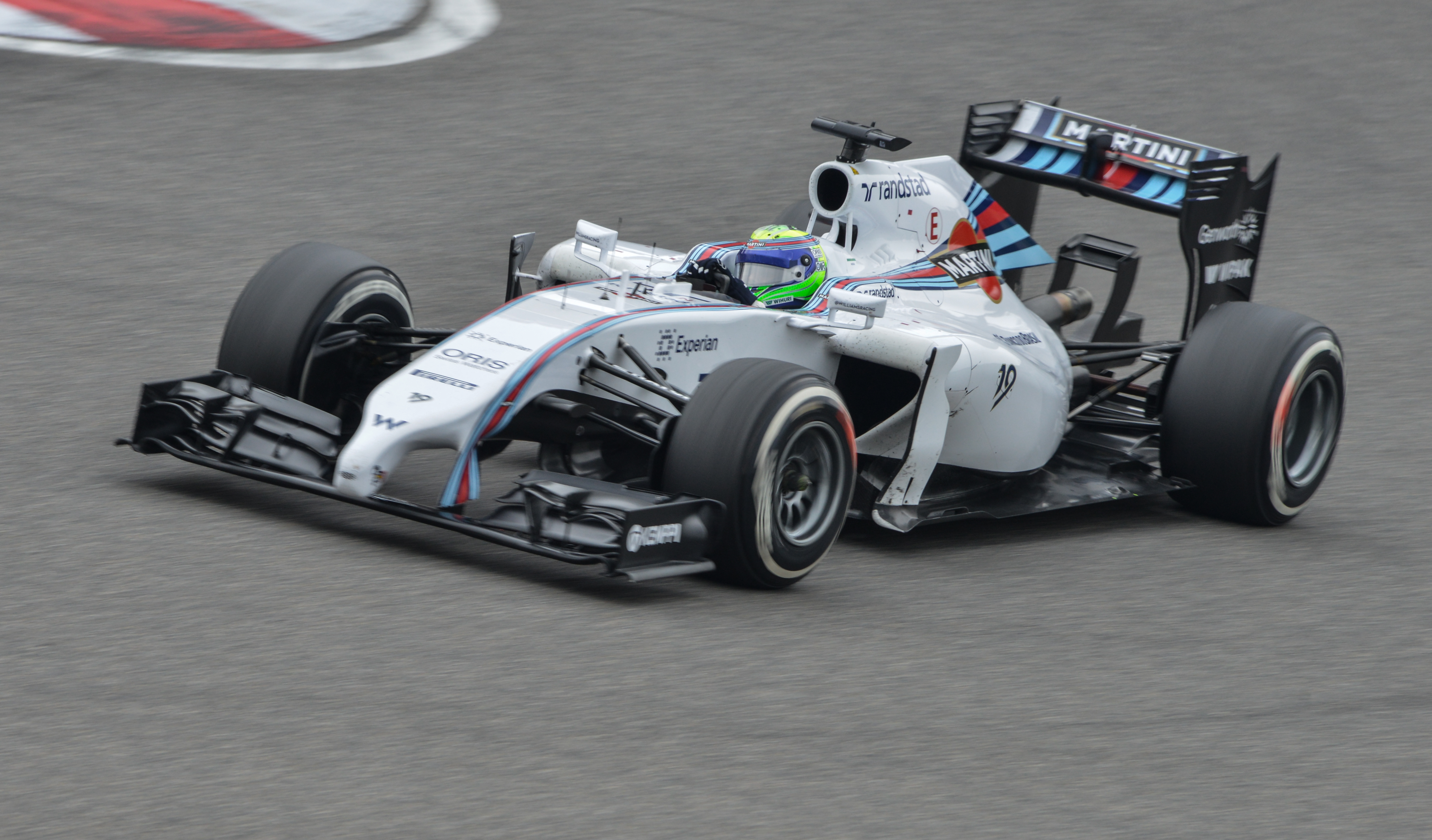
Williams FW36 beim Großen Preis von China 2014

In der Saison 2014 trat Williams mit Motoren von Mercedes an. Claire Williams führte die Entscheidung unter anderem auf finanzielle Gesichtspunkte zurück: Der Mercedes-Motor sei preiswerter als die bisher genutzten Renault-Einheiten. Fahrer des von Pat Symonds konstruierten Williams FW36 waren Valtteri Bottas und der bisherige Ferrari-Pilot Felipe Massa.
Williams war nach Einschätzung der Teamleitung 2014 besser aufgestellt als in den Vorjahren. Zum Jahreswechsel übernahm der Rennstall eine Reihe von Mitarbeitern von anderen Teams. Hierzu gehörte der Aerodynamiker Dave Weather, der für die Gestaltung des erfolgreichen Lotus E21 verantwortlich gewesen war, sowie der ehemalige Red-Bull-Ingenieur Shaun Whitehead. Sie wirkten an der Entwicklung des Williams FW36 in der Schlussphase mit. Nach Angaben von Claire Williams verfügte das Team über ein Budget, das deutlich höher war als in früheren Jahren. Einen wesentlichen Beitrag dazu leistete der neue Hauptsponsor: Williams wurde seit der Saison 2014 von dem italienischen Spirituosenhersteller Martini & Rossi unterstützt, der bereits von 1972 bis 1980 bei Tecno, Brabham und Lotus als Hauptsponsor aufgetreten war. Zum Budget trug auch eine Abfindung bei, die der Sponsor PDVSA des bisherigen Williams-Piloten Pastor Maldonado dem Team für die vorzeitige Auflösung ihres bis 2015 angelegten Vertrags zahlte.
Bei den Testfahrten vor Saisonbeginn war der Williams FW36 das zuverlässigste Fahrzeug. Williams legte im Februar in Bahrain die größte Distanz zurück und markierte mit Massa auch die schnellste Rundenzeit.
Beim Saisonauftakt in Australien waren die Williams „wieder ein Teil der Spitzengruppe“: Die Williams-Piloten qualifizierten sich für die Startplätze neun (Massa) und zehn. Allerdings wurde Bottas in der Startaufstellung wegen eines Getriebewechsels um fünf Positionen zurückgesetzt. Im Rennen wurde Massa bereits in der ersten Kurve durch einen Defekt am Fahrzeug des Caterham-Piloten Kamui Kobayashi von der Piste gestoßen und schied aus. Bottas überholte in den ersten zehn Runden zahlreiche vorplatzierte Fahrer und lag auf Platz sechs, als er infolge eines Fahrfehlers seinen Reifen beschädigte. Er fiel auf Position 15 zurück, fuhr aber in den verbleibenden Runden auf den sechsten Rang vor, auf dem er ins Ziel einlief. Nach der späteren Disqualifikation des auf Platz zwei ins Ziel gekommenen Red-Bull-Piloten Daniel Ricciardo wurde Bottas als Fünfter gewertet. Williams lag danach mit 10 Punkten auf Rang vier der Konstrukteurswertung. Das Team hatte im ersten Großen Preis des Jahres doppelt so viele Punkte erzielt wie im Laufe der gesamten zurückliegenden Saison zusammen.
Beim Großen Preis von Österreich erzielte Felipe Massa seine erste Pole-Position für Williams und die erste für das Team seit 2012, Teamkollege Bottas komplettierte die erste Reihe. Im Rennen erzielte Bottas mit dem dritten Platz sein erstes Formel-1-Podium, Massa wurde Vierter. Auch die beiden folgenden Rennen in Großbritannien und Deutschland beendete Bottas mit einem Podiumsplatz. Es folgten mit zwei dritten Plätzen von Bottas in Belgien und Russland sowie dem ersten Podestplatz der Saison von Massa beim Großen Preis von Italien weitere Podest-Platzierungen. Das beste Saison-Resultat wurde beim letzten Rennen der Saison in Abu Dhabi durch einen zweiten Platz von Felipe Massa erzielt; sein Teamkollege Bottas belegte den dritten Platz. In der Konstrukteursweltmeisterschaft belegte Williams den dritten Platz.

#### 2015

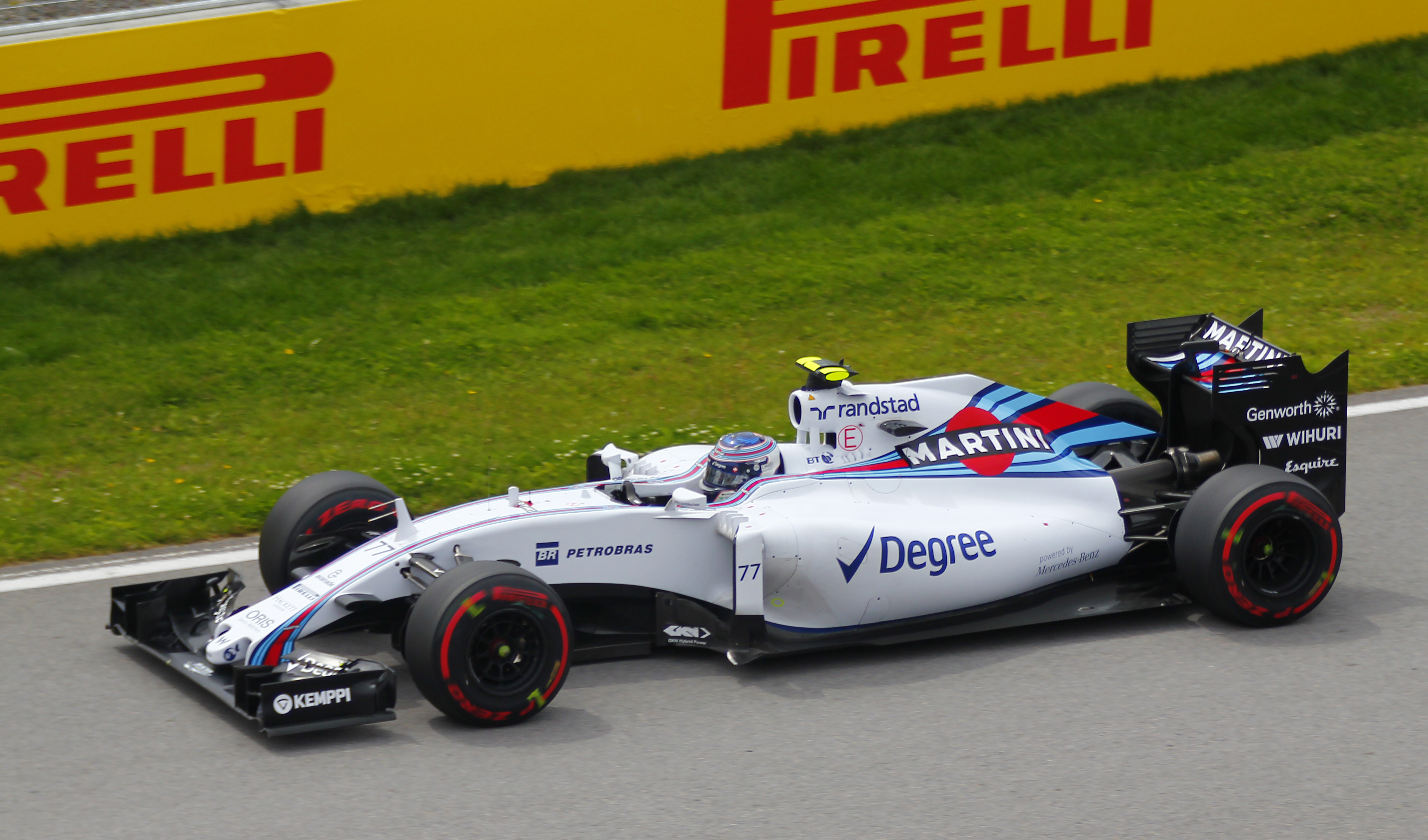
Valtteri Bottas im Williams FW37

In der Saison 2015 behielt Williams den Mercedes-Antrieb bei. Einsatzfahrzeug war der Williams FW37, der wiederum unter der Leitung von Pat Symonds konstruiert wurde. Stammfahrer waren wie im Vorjahr Felipe Massa und Valtteri Bottas. Seit März 2015 stand Adrian Sutil als Ersatzfahrer für Williams unter Vertrag. Testfahrerin Susie Wolff erklärte im November 2015 ihre Rennfahrerkarriere für beendet.
Im Saisonverlauf entwickelte sich Williams zur dritten Kraft hinter Mercedes und Ferrari. Beim Saisonauftakt in Australien musste Bottas, der sich zuvor für den sechsten Startplatz qualifiziert hatte, aufgrund eines Bandscheibenvorfalls auf die Rennteilnahme verzichten. Williams ging daher in Melbourne nur mit einem Auto ins Rennen. Massa kam hier hinter den beiden Mercedes-Piloten Lewis Hamilton und Nico Rosberg sowie Sebastian Vettel im Ferrari als Vierter ins Ziel. Ab dem zweiten Rennen in Malaysia traten regelmäßig beide Fahrer an. Dort kamen sie auf den Plätzen fünf und sechs ins Ziel.
Williams erreichte in der Saison 2015 nur vier Podiumsplatzierungen: Bottas wurde in Kanada und Mexiko Dritter, Massa belegte die gleiche Position in Österreich und in Italien. Anders als im Jahr zuvor gab es keine zweiten Plätze. Im Laufe der Saison kam es zu mehreren Zusammenstößen zwischen Bottas und Räikkönen, die in den Medien teilweise zu einem finnischen Duell „um die Ehre“ stilisiert wurden. Das Team zeigte wiederholt Schwächen bei den Boxenstopps, aufgrund derer die Fahrer bei mehreren Rennen einige Ränge verloren: In Belgien erhielt Bottas falsche Hinterreifen, und in Abu Dhabi erhielt er nach einem Reifenwechsel vorzeitig die Freigabe, woraufhin er in der Boxengasse mit Jenson Button (McLaren) kollidierte. Nach dem Großen Preis von Brasilien, den er als Achter beendete, wurde Massa wegen des Vorwurfs disqualifiziert, seine Reifen hätten beim Start eine zu hohe Temperatur gehabt. Obwohl Williams dem Vorwurf widersprach, wehrte sich das Team nicht gegen die Disqualifikation.
Williams fuhr in der Saison 2015 insgesamt 43 Weltmeisterschaftspunkte weniger ein als im Jahr zuvor, belegte aber wiederum Platz drei der Konstrukteurswertung. Bottas wurde Fünfter der Fahrermeisterschaft, Massa Sechster.

#### 2016

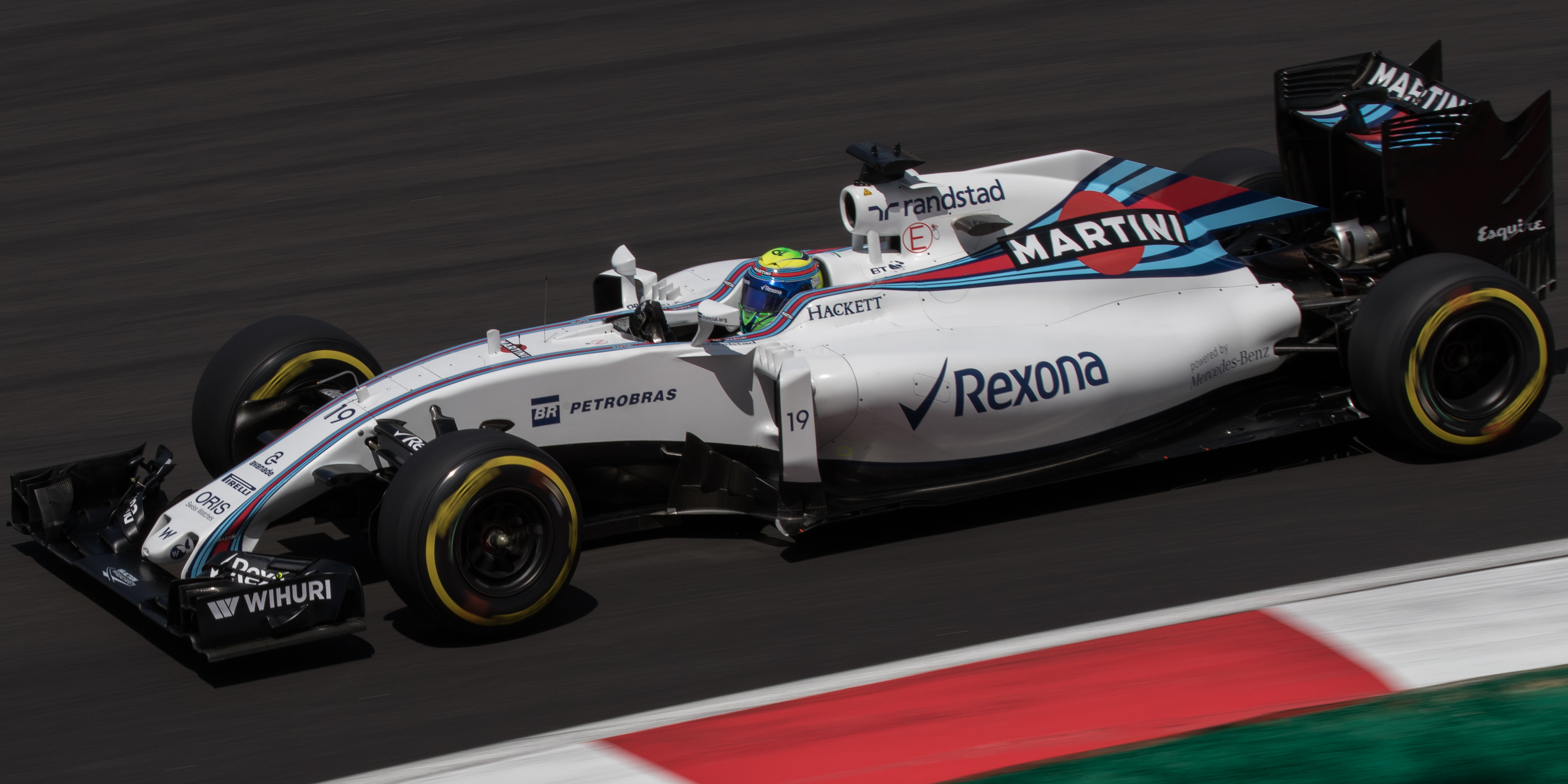
Felipe Massa im Williams FW38 beim Großen Preis von Malaysia 2016

In der Saison 2016 setzte Williams die Motorenpartnerschaft mit Mercedes fort. Das Einsatzfahrzeug war der Williams FW38. Die Fahrerpaarung blieb mit Bottas und Massa, der hier sein letztes Formel-1-Jahr bestreiten wollte, unverändert. Dem Team gelang es nicht, die Positionierung der beiden Vorjahre zu halten. Zwar konnte Williams in 18 von 21 Saisonrennen in die Punkte fahren; es gab allerdings nur eine Podiumsplatzierung. Mit seinem dritten Platz beim Großen Preis von Kanada erzielte Bottas für Williams das beste Ergebnis des Jahres. Massas bestes Ergebnis waren zwei fünfte Plätze in Australien und Russland. Williams konnte von Saisonbeginn an nicht mit Mercedes, Ferrari und Red Bull mithalten. Die Saison war geprägt von einem Wettbewerb mit Force India um den vierten Platz der Konstrukteurswertung. Bis zum Frühherbst lag Williams vor dem Konkurrenten, der mit gleicher Motorisierung antrat. Beim Großen Preis von Malaysia überholte Force India allerdings und behielt den vierten Platz bis zum Saisonende. Nach dem letzten Rennen hatten Williams 138 und Force India 173 Weltmeisterschaftspunkte. Rückblickend machte der Williams-Ingenieur den FW38 für die Verschlechterung des Teams verantwortlich; der Wagen sei „einfach nicht schnell genug“ gewesen.

#### 2017

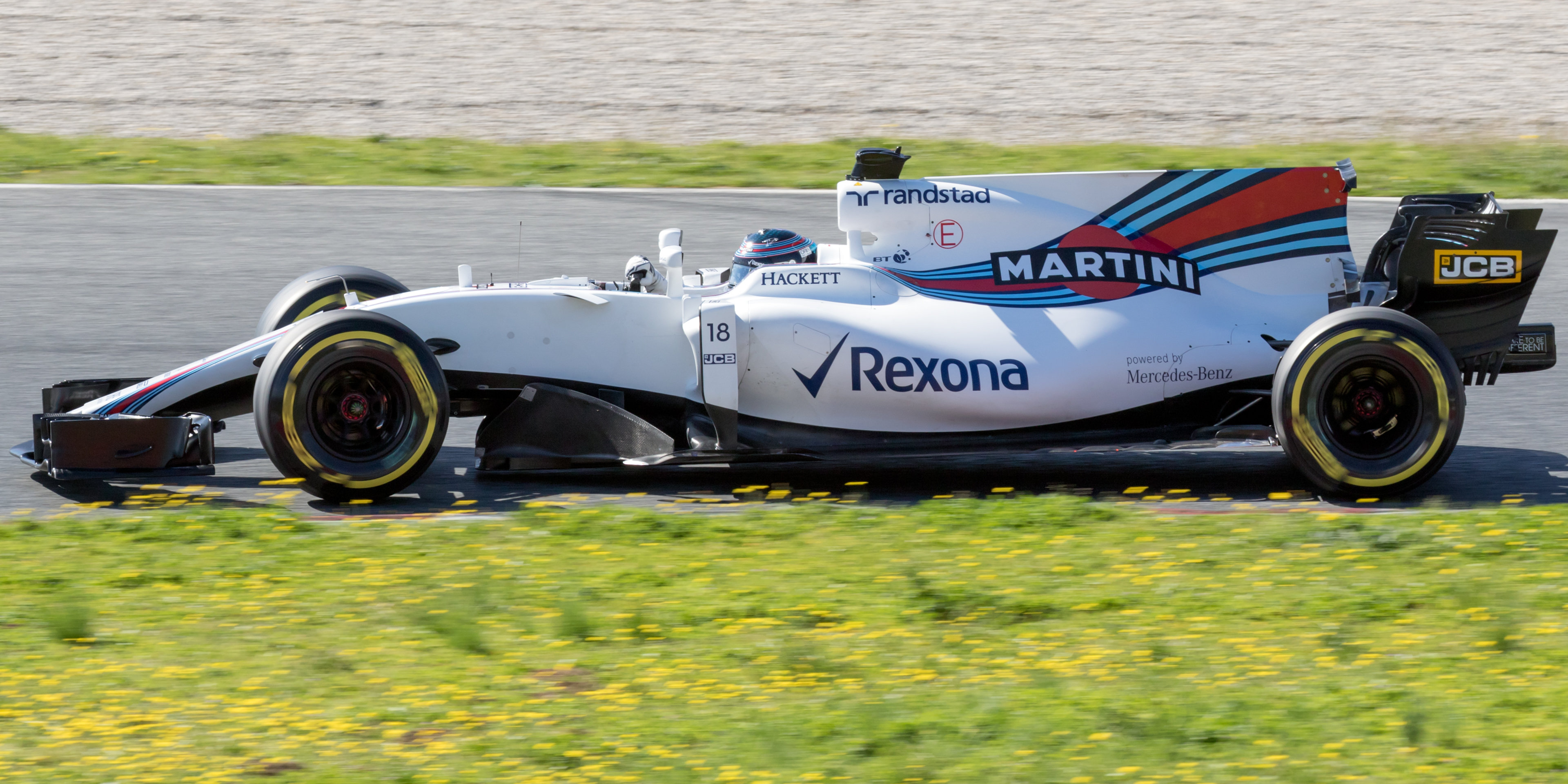
Williams FW40 (Lance Stroll bei Testfahrten in Spanien)

2017 war die 40. Motorsportsaison des Rennstalls. Im Hinblick auf dieses Jubiläum trug das Einsatzfahrzeug 2017 die Modellbezeichnung Williams FW40. Das Chassis war in weiten Teilen eine Neuentwicklung. Antriebsseitig blieb Williams bei Mercedes-Motoren. Auch die Hauptsponsoren blieben dem Team erhalten.
Zum Jahresbeginn gab es viel Bewegung im Team. Auslöser war die nach dem Ende der Saison 2016 überraschend erklärte Entscheidung des amtierenden Weltmeisters Nico Rosberg, 2017 nicht erneut in der Formel-1-Weltmeisterschaft anzutreten. Sein bisheriges Team Mercedes bemühte sich um Valtteri Bottas als Rosberg-Nachfolger. Nach wochenlangen Verhandlungen gab Williams Bottas im Januar 2017 frei, nachdem Mercedes eine Ablöse gezahlt und einen Nachlass bei den Motorenkosten eingeräumt hatte. Im Rahmen des Geschäfts übernahm Williams von Mercedes dessen bisherigen Teamchef Paddy Lowe, der ohne die branchenübliche Wartezeit die Arbeit bei Williams aufnehmen durfte. Als Ersatz für Bottas verpflichtete Williams noch einmal Felipe Massa, der bereits beim letzten Saisonrennen 2016 seinen Rücktritt von der Formel 1 erklärt hatte. Mercedes zahlte 2017 auch das Gehalt für Massa. Massas Teamkollege war der Formel-1-Debütant Lance Stroll, dessen Vater Anteile an Williams hält.
Beim Saisonauftakt in Australien wurde Massa Sechster, Stroll fiel nach einem technischen Defekt aus. Insgesamt kam Massa in den ersten elf Rennen vor der Sommerpause sechsmal in den Punkterängen ins Ziel; seine besten Ergebnisse waren zwei sechste Plätze. Stroll sah beim vierten Saisonrennen in Russland erstmals das Ziel, die erste Platzierung in den Punkterängen gab es in Kanada. Mit seinem dritten Platz beim Großen Preis von Aserbaidschan 2017 erzielte Stroll das bis dahin beste Saisonergebnis für Williams und zugleich den einzigen Podestplatz bis zur Sommerpause. Beim Großen Preis von Ungarn 2017 übernahm der Williams-Testfahrer Paul di Resta das Cockpit des erkrankten Massa. In seinem ersten Formel-1-Rennen seit dreieinhalb Jahren erreichte er nicht das Ziel.
In der Konstrukteurswertung fiel Williams mit insgesamt 83 Punkten auf Rang fünf zurück. Williams war damit das schlechteste der drei Teams mit Mercedes-Motoren. Force India hatte 183 Punkte erzielt und belegte damit den vierten Platz.

#### 2018

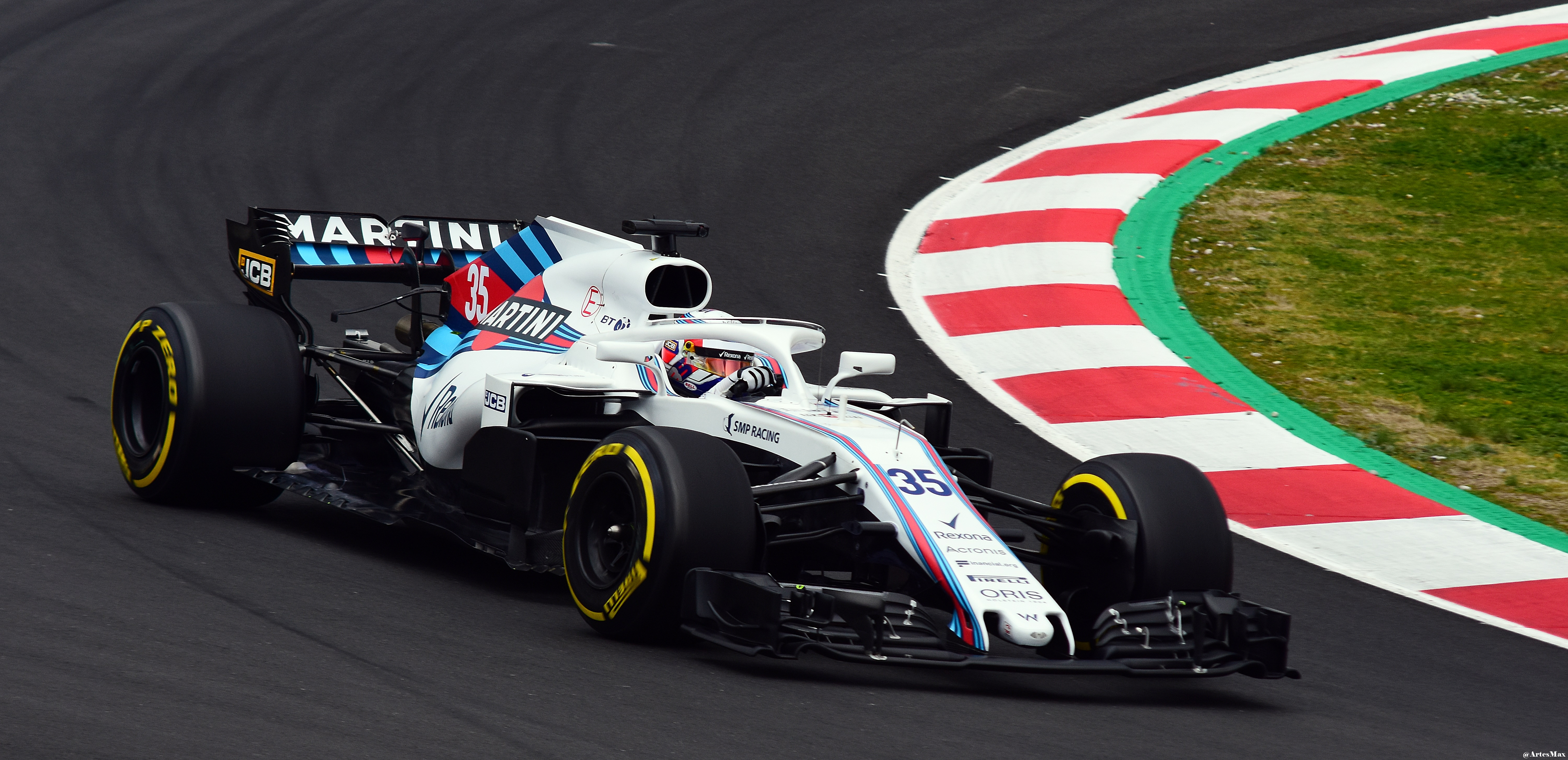
Williams FW41

In der Saison 2018 brachte Williams den FW41 an den Start. Er war der erste komplett unter der Leitung von Paddy Lowe entwickelte Wagen des Teams. Wie seine Vorgänger war er mit einem Mercedes-Motor ausgestattet. Fahrer waren Lance Stroll und der russische Debütant Sergei Sirotkin, der sich bei der Cockpitvergabe unter anderem gegen Pascal Wehrlein durchgesetzt hatte. Test- und Ersatzpilot war wie im Vorjahr der polnische Rennfahrer Robert Kubica, der vor Saisonbeginn ausgiebige Testfahrten absolvierte, bei denen er schneller war als die Stammpiloten. In den ersten Wochen des Jahres 2018 war Kubica auch für ein festes Einsatzcockpit im Gespräch, musste letztlich aber Sirotkin den Vortritt lassen.
2018 fiel Williams gegenüber dem Vorjahr noch einmal deutlich ab und war das schwächste Team des Starterfeldes. In der gesamten Saison gab es nur drei Platzierungen in den Punkterängen: Stroll wurde Achter beim Großen Preis von Aserbaidschan, beim Großen Preis von Italien wurde Stroll Neunter und Sirotkin Zehnter. Insgesamt standen am Saisonende nur sieben Punkte zu Buche, womit Williams den zehnten und letzten Rang der Konstrukteurswertung belegte.

#### 2019

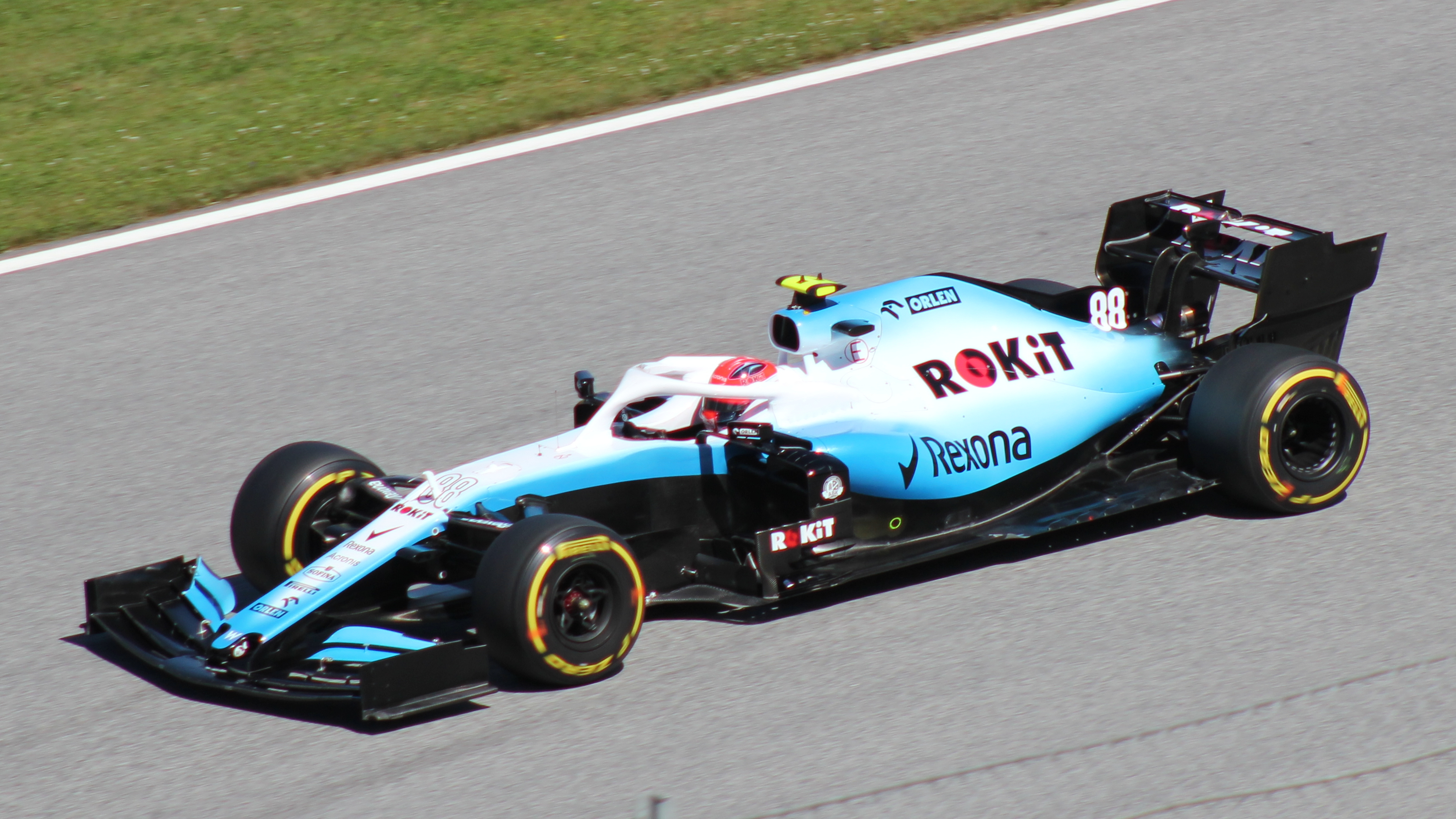
Robert Kubica im Williams FW42 (Großer Preis von Österreich 2019)

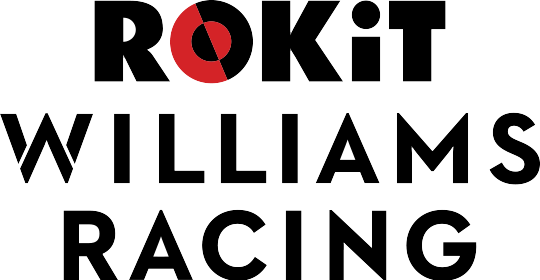
Logo ROKiT Williams F1 (2019–2020)

In der Saison 2019 trat Williams mit den Fahrern Robert Kubica und George Russell an. Nachdem der Vertrag mit Martini & Rossi Ende 2018 ausgelaufen war, stellte Williams im Februar 2019 mit ROKiT, einem Unternehmen aus der Telekommunikationsbranche, einen neuen Titelsponsor vor. Somit veränderten sich auch die Teamfarben; diese waren nun eisblau und weiß.
Die Saisonvorbereitung begann schlecht: Da der Williams FW42 nicht rechtzeitig fertiggestellt wurde, verpasste das Team die ersten beiden der insgesamt acht Tage der offiziellen Testfahrten vor Saisonbeginn. Noch vor dem Saisonstart trat Technikchef Paddy Lowe von seinem Posten zurück. Zunächst wurde dies als vorübergehende „Auszeit aus persönlichen Gründen“ kommuniziert; im Juni wurde dann aber der endgültige Rücktritt Lowes bekanntgegeben.
In der ersten Saisonhälfte kamen die Williams-Piloten nie über das erste Zeittraining hinaus. Sie gingen nahezu durchgängig aus der letzten Startreihe ins Rennen. Zielankünfte in den Punkterängen gab es zunächst nicht. Erst beim elften Saisonrennen im Juli in Deutschland erzielte das Team den ersten und einzigen Weltmeisterschaftspunkt des Jahres: Weil beide Alfa-Romeo-Fahrer nachträglich Zeitstrafen erhielten, rückte Kubica, der auf dem Hockenheimring eigentlich als Zwölfter ins Ziel gekommen war, in der Wertung auf Platz zehn vor. In der Folge erreichte auch Teamkollege George Russell in Hockenheim als Elfter sein bisher bestes Resultat. Dieser wurde ursprünglich als 13. gewertet. Mit diesem einen Punkt belegte Williams am Saisonende den zehnten und letzten Gesamtrang. Auch in der Fahrerwertung kamen Kubica (19.) und Russell (20.) nur auf die letzten beiden Gesamtränge. Russell hatte trotz einiger starker Qualifyings und Rennen, z. B. in Ungarn oder als Zwölfter in Brasilien nicht das Glück wie Kubica in Deutschland, einen Punkt zu holen. Punktemäßig war es für Williams die bis dahin schwächste Saison in der Geschichte des Teams.

#### 2020

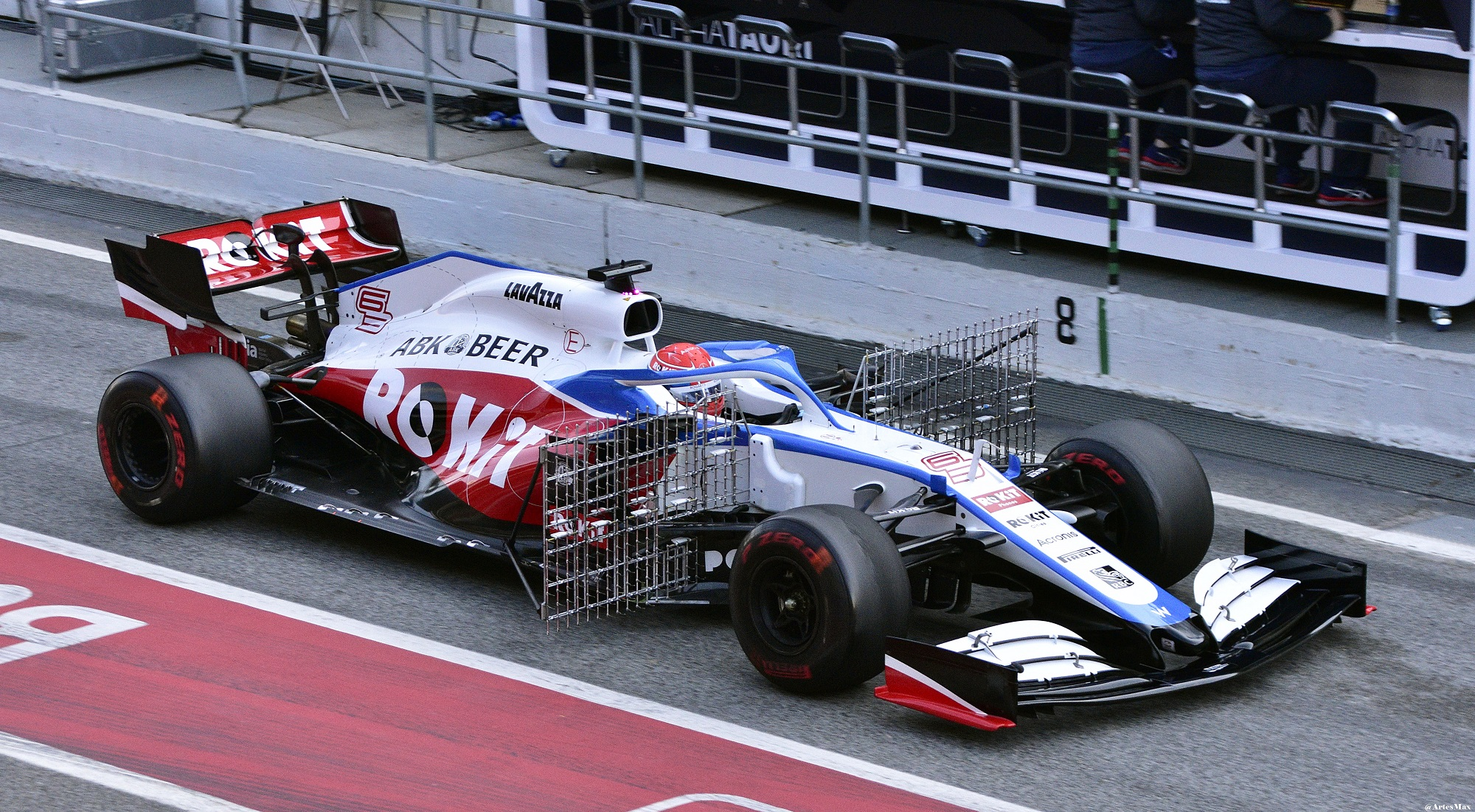
Williams FW43 in der Lackierung während der Testfahrten

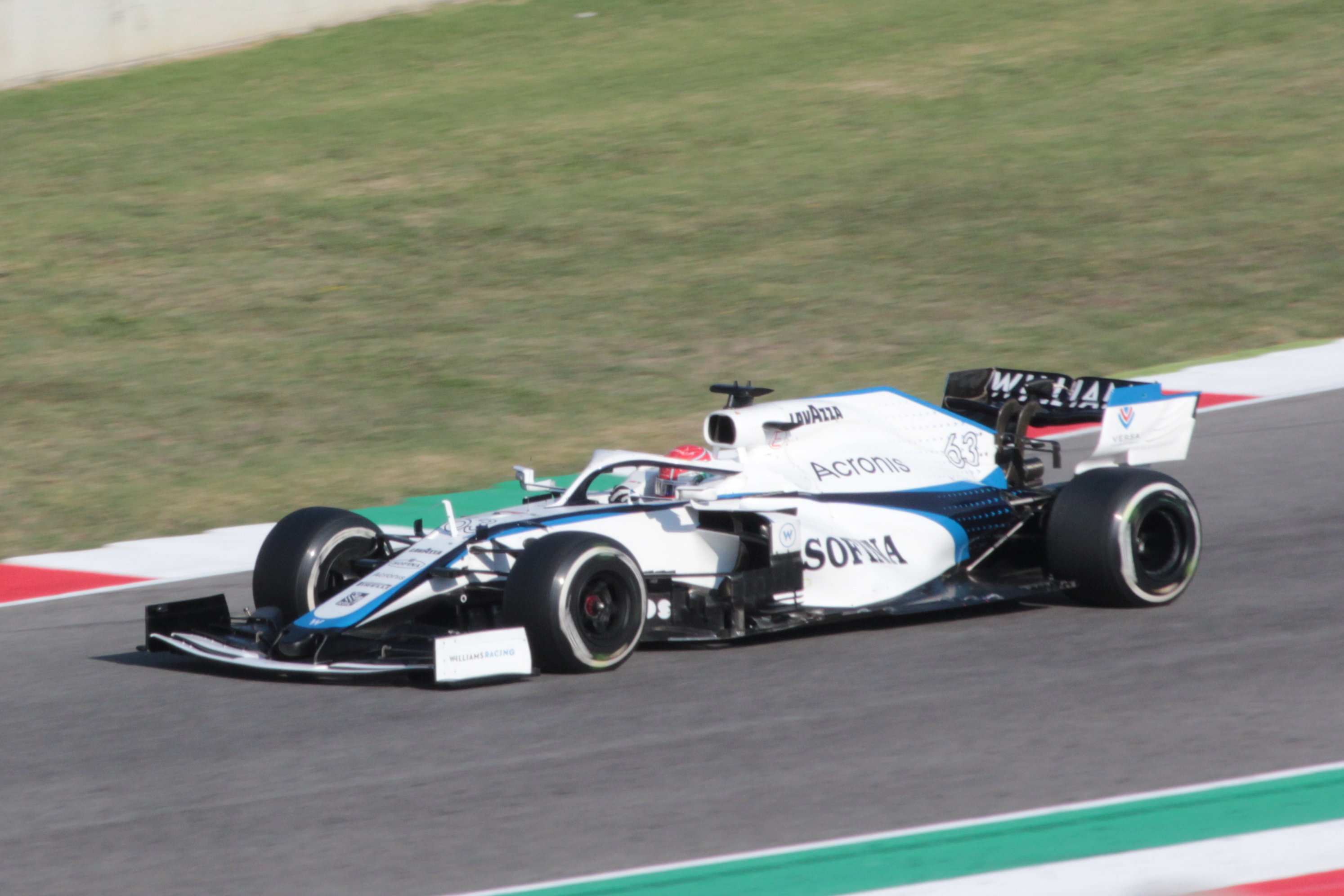
Im Saisonverlauf ohne ROKiT: Williams FW43

Zur Saison 2020 kam es erneut zu einem Wechsel im Fahreraufgebot: Kubica verließ das Team nach nur einer Saison, als sein Nachfolger wurde der bisherige Ersatzfahrer Nicholas Latifi zum Stammpiloten befördert. Einsatzfahrzeug war der Williams FW43, der, anders als sein Vorgänger, rechtzeitig vor den Vorsaisontests fertig wurde. Ende Mai bestätigte Williams die seit einiger Zeit kursierenden Gerüchte über wirtschaftliche Schwierigkeiten. Es würden mehrere Optionen geprüft, darunter eine Kapitalerhöhung, ein Verkauf eines Minderheitsanteils oder auch der Komplettverkauf des Unternehmens. Zudem sei die Zusammenarbeit mit Titelsponsor ROKiT mit sofortiger Wirkung beendet worden.
Am 21. August wurde das Team an die New Yorker Investmentgesellschaft Dorilton Capital verkauft. Allerdings soll der Teamname Williams auch in Zukunft erhalten bleiben. Als Folge des Verkaufs trat Claire Williams nach dem Großen Preis von Italien am 6. September 2020 als Teamchefin zurück; auch Frank Williams gab seine Ämter auf. In der Woche vor dem Großen Preis der Toskana wurde Simon Roberts, der zuvor 17 Jahre lang für McLaren gearbeitet hatte, zum Interimsteamchef ernannt.
Für den Großen Preis von Sachir wechselte Russell zu Mercedes, wo er Lewis Hamilton ersetzte, der positiv auf COVID-19 getestet worden war und am Rennwochenende nicht teilnehmen konnte. Russells Platz nahm der Williams-Testfahrer Jack Aitken ein, der in Sachir in der Formel 1 debütierte.
Williams beendete die Saison auf dem zehnten und letzten Platz der Konstrukteurswertung. Am Ende gelang es Williams als einzigem Team nicht, Weltmeisterschaftspunkte einzufahren. Es war das erste Mal in der Geschichte des Rennstalls, dass Williams in einem Rennjahr punktelos blieb. In der Fahrerwertung belegte George Russell am Schluss Platz 18 mit drei Punkten, die er allerdings für Mercedes in Sachir einfuhr. Latifi wurde auf dem 21. Gesamtrang gewertet und Aitken beschloss die Saison dahinter auf Position 22.

#### 2021

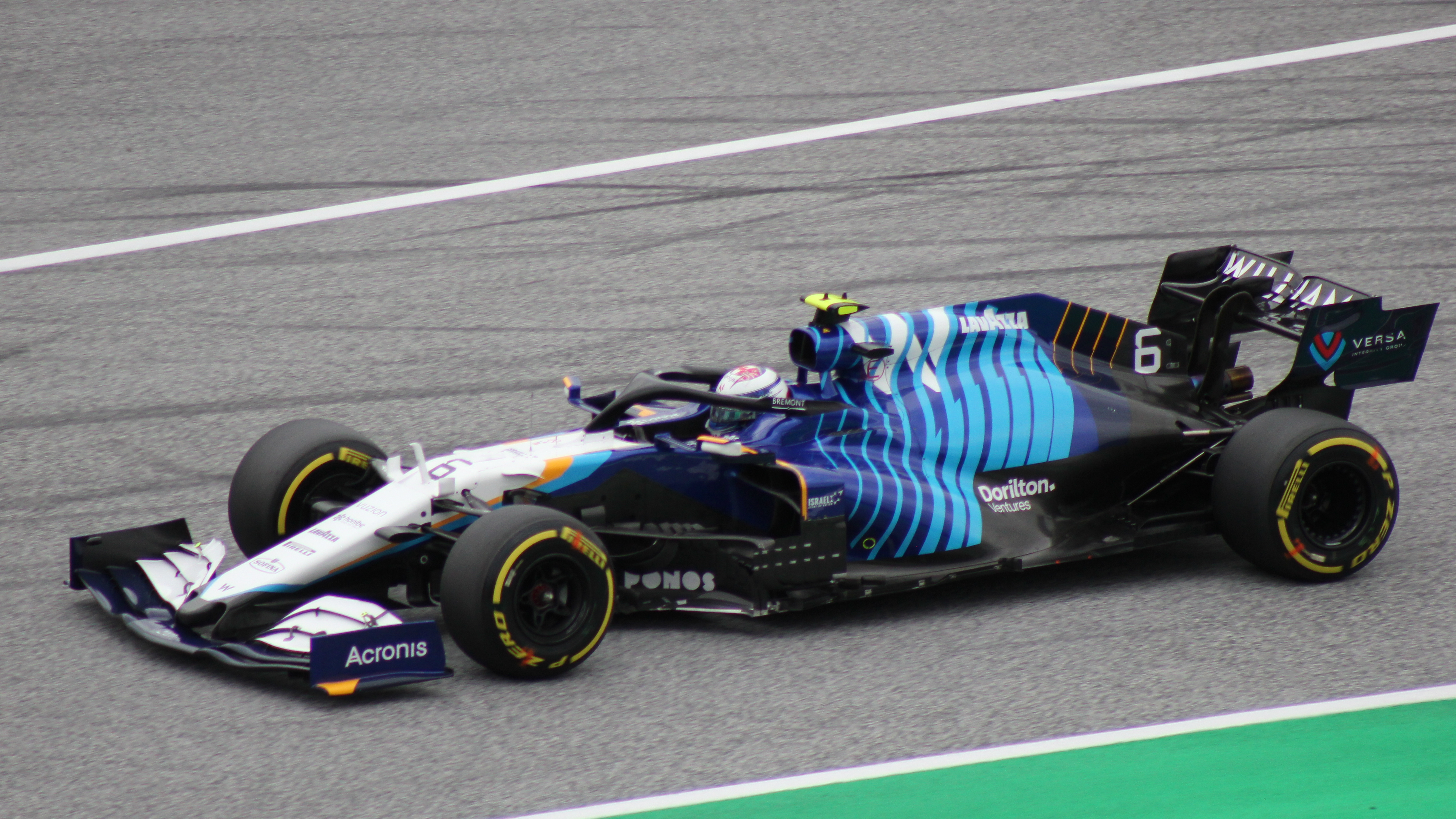
Nicolas Latifi im Williams FW43B beim Großen Preis von Österreich 2021

Zum 1. Februar 2021 wurde der deutsche Motorsportmanager Jost Capito zum CEO ernannt. Williams bestritt die Saison 2021 mit dem FW43B, einer überarbeiteten Version des Vorjahresmodells. Fahrer waren wie im Vorjahr Nicolas Latifi und George Russell. Trotz erkennbarer Steigerung gegenüber den vorherigen Saisons konnte Williams zunächst keine Punkte erzielen. Erst beim elften Saisonrennen in Ungarn gelangen dem Team die ersten Weltmeisterschaftspunkte der Saison, welche auch die ersten WM-Punkte seit dem knapp zwei Jahre zurückliegenden Großen Preis von Deutschland 2019 waren: Nach der Disqualifikation des ursprünglich Zweitplatzierten Sebastian Vettel wurden Latifi als Siebter und Russell als Achter gewertet. Mit den damit erzielten zehn Weltmeisterschaftspunkten belegt Williams zur Sommerpause den achten Rang in der Konstrukteurswertung.
In Belgien fuhr Russell mit dem zweiten Platz das beste Qualifikationsergebnis seines Teams seit 2017 ein. Aufgrund heftiger Regenfälle wurde am Rennsonntag nur eine gewertete Runde hinter dem Safety Car gefahren, Positionsänderungen gab es nicht. Russell behielt dadurch seinen zweiten Platz, was seine erste Podestplatzierung und zugleich die erste für Williams seit 2017 war. Latifi kam auf dem neunten Platz ins Ziel. Aufgrund der geringen Rundenanzahl wurden nur halbe Punkte vergeben, sodass Russell statt 18 Punkten neun und Latifi statt zwei Punkten einen Punkt erhielten. Williams erzielte damit weitere zehn Punkte und stockte sein Punktekonto auf 20 Punkte auf, womit man den Vorsprung auf Alfa Romeo auf 17 Punkte ausbaute. Insgesamt erzielte Williams 23 Punkte und belegte damit am Saisonende den achten Platz der Konstrukteurswertung. In der Fahrerwertung erreichte Russell mit 16 Punkten den 15. Platz, Latifi belegte mit sieben Punkten Platz 17.

#### 2022

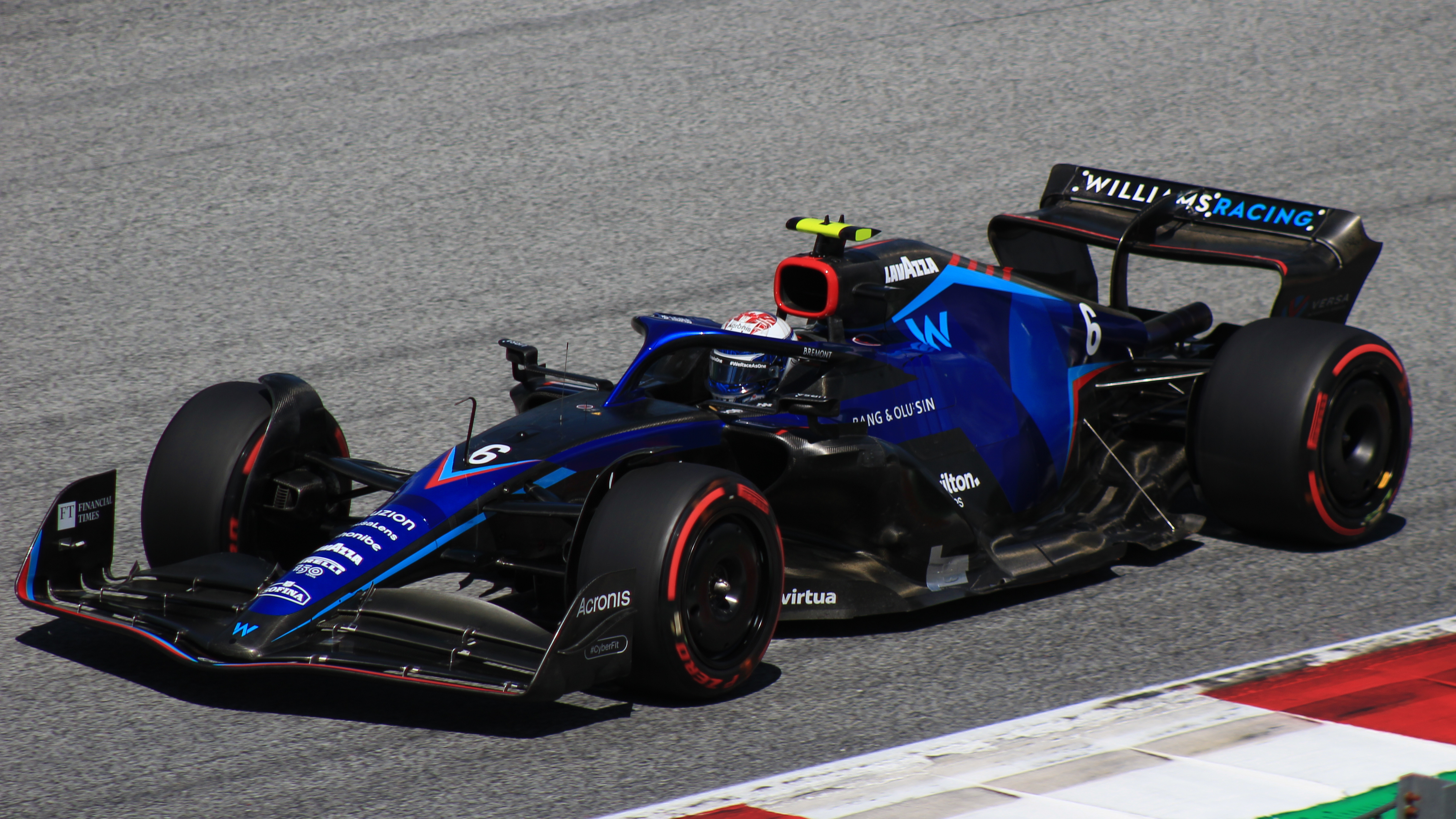
Williams FW44

In der Saison 2022 ging Williams mit dem FW44 an den Start, bei dem es sich aufgrund der umfangreichen Änderungen des technischen Reglements zur Saison 2022 um eine Neuentwicklung handelte. Latifi blieb ein weiteres Jahr bei Williams, während George Russell zum Mercedes-Werksteam wechselte, wo er Valtteri Bottas ersetzte. Für Russell kam Alexander Albon zu Williams, der 2021 Ersatzfahrer bei Red Bull Racing und deren Schwesterteam Scuderia AlphaTauri gewesen war. Vor dem dritten freien Training beim Großen Preis von Italien wurde Alexander Albon wegen einer Appendizitis medizinisch behandelt und konnte deshalb am restlichen Rennwochenende nicht teilnehmen. Er wurde von Nyck de Vries vertreten, der damit sein Grand-Prix-Debüt gab. Bei seinem Formel-1-Debüt erzielte er den neunten Platz und erhielt somit seine ersten Punkte.
Die Aufwärtsentwicklung der vergangenen Saison setzte sich 2022 bei Williams nicht fort. Bei insgesamt 22 Rennen kamen die Williams-Fahrer nur fünfmal in den Punkterängen ins Ziel. Die besten Ergebnisse waren drei neunte Plätze. Mit lediglich acht Meisterschaftspunkten lag Williams – wie schon 2018, 2019 und 2020 – auf dem zehnten und letzten Platz der Konstrukteurswertung.

#### 2023
Zur Saison 2023 ergaben sich einige Änderungen. Latifi verließ das Team ebenso wie Jost Capito, der am 12. Dezember 2022 seinen sofortigen Rücktritt von den Posten als CEO und Teamchef bekanntgab. Zusammen mit Capito ging auch der technische Direktor Francois-Xavier Demaison. Als Capitos Nachfolger wurde James Vowles, der bisherige Chefstratege des Mercedes AMG F1 Teams, verpflichtet.
2023 ging Williams mit dem FW45 an den Start. Albon verblieb eine weitere Saison bei Williams, während anstelle von Latifi der US-amerikanische Formel-1-Debütant Logan Sargeant für das Team fuhr.

## Kundenfahrzeuge von Williams
In den 1970er Jahren gab Williams seine Formel-1-Wagen wiederholt an private Rennfahrer oder an Kundenteams ab. Diese Wagen wurden mitunter noch Jahre nach ihrem Erscheinen zu einzelnen Formel-1-Rennen, aber auch in weiteren Rennserien gemeldet. Zu den Kundenteams von Williams gehörten folgende Rennställe:

### Formel 1
Privatteams, die Williams-Fahrzeuge in Rennen zur Formel-1-Weltmeisterschaft einsetzten, erschienen in den Jahren 1976, 1977 und 1980:

#### 1976
Der spanische Rennfahrer Emilio Zapico meldete zum Großen Preis von Spanien den 1975 gebauten Williams FW04 unter der Bezeichnung Mapfre-Williams. Zapico konnte sich nicht zum Rennen qualifizieren; ihm fehlten 0,7 Sekunden auf die Qualifikation und 3,7 Sekunden auf die Pole-Zeit von James Hunt im McLaren.

#### 1977
Zum Großen Preis von Italien 1977 meldete der Schweizer Rennfahrer Loris Kessel einen Williams FW03 von 1974 an. Er fuhr für das Team Jolly Club of Switzerland; das wenig veränderte Auto trug den Namen Apollon-Williams. Kessel konnte sich nicht zum Rennen qualifizieren; er schloss die Qualifikation als Vorletzter ab. Auf den letzten Qualifikationsplatz fehlten ihm 6,2 Sekunden.

#### 1980
- Das Team Brands Hatch Racing setzte zum Großen Preis von Großbritannien 1980 einen Williams FW07 für Desiré Wilson ein. Wilson konnte sich nicht qualifizieren; sie war mit einem Rückstand von mehr als fünf Sekunden auf die Pole Letzte des Qualifyings.
- Das etablierte Privat-Team RAM Racing trat in der zweiten Saisonhälfte zwischen dem Großen Preis von Großbritannien und dem Großen Preis der USA mit einem Williams FW07 an. Fahrer war bei allen Veranstaltungen Rupert Keegan. Zum großen Preis von Kanada wurde ein weiteres Auto für Kevin Cogan eingesetzt; beim Großen Preis der USA fuhr Geoff Lees das zweite Auto. Rupert Keegan konnte sich in sieben Anläufen viermal qualifizieren und kam dann auch regelmäßig ins Ziel, wenn auch jeweils außerhalb der Punkteränge. Kevin Cogan und Geoff Lees schafften die Qualifikation jeweils nicht. RAM beendete die Saison ohne WM-Punkte. In der kommenden Saison ging RAM ein Joint Venture mit March Grand Prix ein (ein Unternehmen, das keine rechtliche Beziehung zu March Engineering hatte) und fuhr mit speziellen Autos, die RAM-March genannt wurden.

### Aurora-Serie
Eine Reihe von Williams-Fahrzeugen wurden in der britischen Aurora-Serie eingesetzt. Hierbei handelte es sich um eine zeitweilig in Großbritannien abgehaltene Nachwuchs-Serie, in der gebrauchte Formel-1-Fahrzeuge von jungen Fahrern bewegt wurden. Ziel war es, die Fahrer auf die Formel 1 vorzubereiten.

#### 1978
In der Saison 1978 setzte John Cooper für sein privates Team den 1975 hergestellten Williams FW05 in einigen Aurora-Rennen ein. Später wechselte Cooper auf einen Hesketh 308. Insgesamt erzielte Cooper 1978 45 Meisterschaftspunkte und schloss das Jahr als Achter ab.

#### 1979
In der zweiten Saison der Aurora-Serie setzte das Team David Price Racing mehrere Williams FW06 ein. Prominentester Fahrer war Giacomo Agostini, der in dieser Saison 19 Meisterschaftspunkte erzielte und in der Jahreswertung insgesamt Achter wurde. Neben Agostini fuhren zeitweise Guido Pardini, Carlo Franchi, Marco Micangeli und Lella Lombardi.

#### 1980
In der Saison 1980 traten zwei Teams in der Aurora-Serie mit Fahrzeugen von Williams an:
- Parallel zum Engagement in der Formel 1, setzte RAM (Motorsport) zwei Williams FW07 für Emilio de Villota und Eliseo Salazar ein. Emilio de Villota gewann die Meisterschaft.
- Giacomo Agostini meldete sein eigenes Team Agostini zur Saison 1980 mit zwei Williams FW06. Fahrer war Agostini selbst; neben ihm trat Carlo Franchi an.

### Formel 3000
Die 1985 erstmals abgehaltene Formel-3000-Weltmeisterschaft war anfänglich – zumindest auch – als Ersatz für die Saugmotor-Formel-1 konzipiert. Es sollten ausschließlich Saugmotoren mit drei Litern Hubraum verwendet werden. Das Reglement ließ speziell für die Formel 3000 konstruierte Autos zu, akzeptierte daneben aber in der ersten Saison ausdrücklich auch den Einsatz ehemaliger Formel-1-Autos.
Von dieser Regelung machten nur drei Teams Gebrauch. Eines davon war PMC Racing, das 1985 für Lamberto Leoni, den späteren Gründer des Teams First Racing, und für Thierry Tassin einen Williams FW08C meldete. Schon früh zeichnete sich ab, dass die alten Formel-1-Autos den speziellen Formel-3000-Konstruktionen von March Engineering und Lola unterlegen waren. Die Teams, die alte Formel-1-Autos einsetzten, gaben schon vor Ende der ersten Formel-3000-Saison auf. So auch PMC Racing.

## Zahlen und Daten

### Statistik als Konstrukteur in der Formel 1
Stand: Großer Preis von Ungarn, 3. August 2025
| Saison | Teamname                        | Chassis             | Motor                                     | Reifen | Grand Prix | Siege | Zweiter | Dritter | Poles | schn. Runden | Punkte | WM-Rang |
| ------ | ------------------------------- | ------------------- | ----------------------------------------- | ------ | ---------- | ----- | ------- | ------- | ----- | ------------ | ------ | ------- |
| 1978   | Williams Grand Prix Engineering | Williams FW06       | Ford Cosworth DFV 3.0 V8                  | G      | 16         | –     | 1       | –       | –     | 2            | 11     | 9.      |
| 1979   | Albilad-Saudia Racing Team      | Williams FW06/FW07  | Ford Cosworth DFV 3.0 V8                  | G      | 15         | 5     | 2       | 3       | 3     | 3            | 75     | 2.      |
| 1980   | Albilad Williams Racing Team    | Williams FW07B      | Ford Cosworth DFV 3.0 V8                  | G      | 14         | 6     | 6       | 6       | 3     | 6            | 120    | 1.      |
| 1981   | TAG Williams Racing Team        | Williams FW07C      | Ford Cosworth DFV 3.0 V8                  | G      | 15         | 4     | 6       | 3       | 2     | 7            | 95     | 1.      |
| 1982   | TAG Williams Racing Team        | Williams FW07C/FW08 | Ford Cosworth DFV 3.0 V8                  | G      | 15         | 1     | 4       | 2       | 1     | –            | 58     | 4.      |
| 1983   | TAG Williams Racing Team        | Williams FW08C/FW09 | Ford Cosworth DFV 3.0 V8                  | G      | 15         | 1     | 1       | –       | 1     | –            | 38     | 4.      |
| 1984   | Williams Grand Prix Engineering | Williams FW09/FW09B | Honda RA163E 1.5 V6t Honda RA164E 1.5 V6t | G      | 16         | 1     | 1       | –       | –     | –            | 25,5   | 6.      |
| 1985   | Canon Williams Honda Team       | Williams FW10       | Honda RA164E 1.5 V6t                      | G      | 16         | 4     | 3       | 1       | 3     | 4            | 71     | 3.      |
| 1986   | Canon Williams Honda Team       | Williams FW11       | Honda 1.5 V6t                             | G      | 16         | 9     | 5       | 5       | 4     | 11           | 141    | 1.      |
| 1987   | Canon Williams Honda Team       | Williams FW11B      | Honda 1.5 V6t                             | G      | 16         | 9     | 7       | 2       | 12    | 7            | 137    | 1.      |
| 1988   | Canon Williams Team             | Williams FW12       | Judd 3.5 V8                               | G      | 16         | –     | 2       | –       | –     | 1            | 20     | 7.      |
| 1989   | Canon Williams Team             | Williams FW12C/FW13 | Renault 3.5 V10                           | G      | 16         | 2     | 4       | 5       | 1     | 1            | 77     | 2.      |
| 1990   | Canon Williams Team             | Williams FW13B      | Renault 3.5 V10                           | G      | 16         | 2     | 1       | 1       | 1     | 5            | 57     | 4.      |
| 1991   | Canon Williams Team             | Williams FW14       | Renault 3.5 V10                           | G      | 16         | 7     | 6       | 4       | 6     | 8            | 125    | 2.      |
| 1992   | Canon Williams Team             | Williams FW14B      | Renault 3.5 V10                           | G      | 16         | 10    | 9       | 2       | 15    | 11           | 164    | 1.      |
| 1993   | Canon Williams                  | Williams FW15C      | Renault 3.5 V10                           | G      | 16         | 10    | 7       | 5       | 15    | 10           | 168    | 1.      |
| 1994   | Rothmans Williams Renault       | Williams FW16       | Renault 3.5 V10                           | G      | 16         | 7     | 6       | –       | 6     | 8            | 118    | 1.      |
| 1995   | Rothmans Williams Renault       | Williams FW17       | Renault 3.0 V10                           | G      | 17         | 5     | 7       | 5       | 12    | 6            | 118    | 2.      |
| 1996   | Rothmans Williams Renault       | Williams FW18       | Renault 3.0 V10                           | G      | 16         | 12    | 7       | 2       | 12    | 11           | 175    | 1.      |
| 1997   | Rothmans Williams Renault       | Williams FW19       | Renault 3.0 V10                           | G      | 17         | 8     | 2       | 5       | 11    | 9            | 123    | 1.      |
| 1998   | Winfield Williams               | Williams FW20       | Mecachrome 3.0 V10                        | G      | 16         | –     | –       | 3       | –     | –            | 38     | 3.      |
| 1999   | Winfield Williams               | Williams FW21       | Supertec 3.0 V10                          | B      | 16         | –     | 1       | 2       | –     | 1            | 35     | 5.      |
| 2000   | BMW Williams F1 Team            | Williams FW22       | BMW 3.0 V10                               | B      | 17         | –     | –       | 3       | –     | –            | 36     | 3.      |
| 2001   | BMW Williams F1 Team            | Williams FW23       | BMW 3.0 V10                               | M      | 17         | 4     | 4       | 1       | 4     | 8            | 80     | 3.      |
| 2002   | BMW Williams F1 Team            | Williams FW24       | BMW 3.0 V10                               | M      | 17         | 1     | 5       | 7       | 7     | 3            | 92     | 2.      |
| 2003   | BMW Williams F1 Team            | Williams FW25       | BMW 3.0 V10                               | M      | 16         | 4     | 6       | 2       | 4     | 4            | 144    | 2.      |
| 2004   | BMW Williams F1 Team            | Williams FW26       | BMW 3.0 V10                               | M      | 18         | 1     | 2       | 1       | 1     | 2            | 88     | 4.      |
| 2005   | BMW Williams F1 Team            | Williams FW27       | BMW 3.0 V10                               | M      | 18         | –     | 2       | 2       | 1     | –            | 66     | 5.      |
| 2006   | Williams F1 Team                | Williams FW28       | Cosworth 2.4 V8                           | B      | 18         | –     | –       | –       | –     | 1            | 11     | 8.      |
| 2007   | AT&T Williams                   | Williams FW29       | Toyota 2.4 V8                             | B      | 17         | –     | –       | 1       | –     | –            | 33     | 4.      |
| 2008   | AT&T Williams                   | Williams FW30       | Toyota 2.4 V8                             | B      | 18         | –     | 1       | 1       | –     | –            | 26     | 8.      |
| 2009   | AT&T Williams                   | Williams FW31       | Toyota 2.4 V8                             | B      | 17         | –     | –       | –       | –     | 1            | 34,5   | 7.      |
| 2010   | AT&T Williams                   | Williams FW32       | Cosworth 2.4 V8                           | B      | 19         | –     | –       | –       | 1     | –            | 69     | 6.      |
| 2011   | AT&T Williams                   | Williams FW33       | Cosworth 2.4 V8                           | P      | 19         | –     | –       | –       | –     | –            | 5      | 9.      |
| 2012   | Williams F1 Team                | Williams FW34       | Renault 2.4 V8                            | P      | 20         | 1     | –       | –       | 1     | 1            | 76     | 8.      |
| 2013   | Williams F1 Team                | Williams FW35       | Renault 2.4 V8                            | P      | 19         | –     | –       | –       | –     | –            | 5      | 9.      |
| 2014   | Williams Martini Racing         | Williams FW36       | Mercedes-Benz 1.6 V6 Turbo                | P      | 19         | –     | 3       | 6       | 1     | 2            | 320    | 3.      |
| 2015   | Williams Martini Racing         | Williams FW37       | Mercedes-Benz 1.6 V6 Turbo                | P      | 19         | –     | –       | 4       | –     | –            | 257    | 3.      |
| 2016   | Williams Martini Racing         | Williams FW38       | Mercedes-Benz 1.6 V6 Turbo                | P      | 21         | –     | –       | 1       | –     | –            | 138    | 5.      |
| 2017   | Williams Martini Racing         | Williams FW40       | Mercedes-AMG F1 M08 EQ Power+             | P      | 20         | –     | –       | 1       | –     | –            | 83     | 5.      |
| 2018   | Williams Martini Racing         | Williams FW41       | Mercedes-AMG F1 M09 EQ Power+             | P      | 21         | –     | –       | –       | –     | –            | 7      | 10.     |
| 2019   | ROKiT Williams Racing           | Williams FW42       | Mercedes-AMG F1 M10 EQ Power+             | P      | 21         | –     | –       | –       | –     | –            | 1      | 10.     |
| 2020   | Williams Racing                 | Williams FW43       | Mercedes-AMG F1 M11 EQ Perf.              | P      | 17         | –     | –       | –       | –     | –            | 0      | 10.     |
| 2021   | Williams Racing                 | Williams FW43B      | Mercedes-AMG F1 M12 E Perf.               | P      | 22         | –     | 1       | –       | –     | –            | 23     | 8.      |
| 2022   | Williams Racing                 | Williams FW44       | Mercedes-AMG F1 M13 E Perf.               | P      | 22         | –     | –       | –       | –     | –            | 8      | 10.     |
| 2023   | Williams Racing                 | Williams FW45       | Mercedes-AMG F1 M14 E Perf.               | P      | 22         | –     | –       | –       | –     | –            | 28     | 7.      |
| 2024   | Williams Racing                 | Williams FW46       | Mercedes-AMG F1 M15 E Perf.               | P      | 24         | –     | –       | –       | –     | –            | 17     | 9.      |
| 2025   | Atlassian Williams Racing       | Williams FW47       | Mercedes-AMG F1 M16 E Perf.               | P      | 14         | –     | –       | –       | –     | –            | 70     | 5.      |
| Gesamt | Gesamt                          | Gesamt              | Gesamt                                    | Gesamt | 840        | 114   | 112     | 86      | 128   | 133          | 3707   |         |

### Alle Werksfahrer auf Williams in der Formel 1

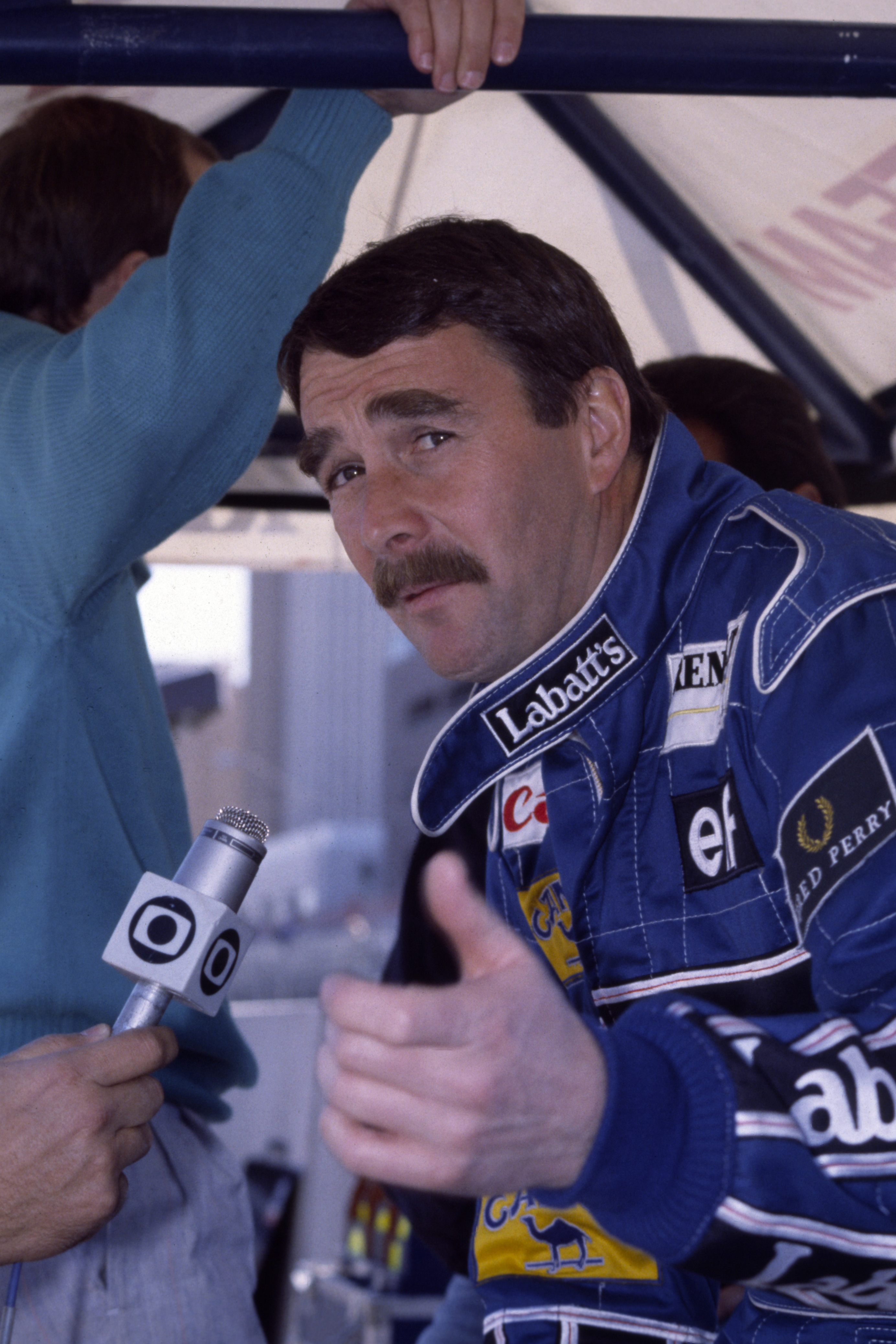
Erfolgreichster Williams-Pilot ist bisher Nigel Mansell

Stand: Großer Preis von Ungarn, 3. August 2025
| Name                  | Jahre                      | Grands Prix | Punkte | Siege | Zweiter | Dritter | Poles | Schnellste Runden | beste WM-Pos.    |
| --------------------- | -------------------------- | ----------- | ------ | ----- | ------- | ------- | ----- | ----------------- | ---------------- |
| Nigel Mansell         | 1985–1988, 1991–1992, 1994 | 95          | 369,0  | 28    | 12      | 3       | 28    | 23                | 01. (1992)       |
| Ralf Schumacher       | 1999–2004                  | 94          | 232,0  | 06    | 5       | 10      | 5     | 7                 | 04. (2001, 2002) |
| Riccardo Patrese      | 1987–1992                  | 81          | 180,0  | 04    | 12      | 8       | 6     | 10                | 02. (1992)       |
| Alexander Albon       | 2022–                      | 79          | 99     | 0–    | –       | –       | –     | –                 | 13. (2022)       |
| Felipe Massa          | 2014-2017                  | 78          | 351,0  | 0–    | 1       | 4       | 1     | 1                 | 06. (2015)       |
| Valtteri Bottas       | 2013–2016                  | 77          | 411,0  | 0–    | 2       | 7       | –     | 1                 | 04. (2014)       |
| Nico Rosberg          | 2006–2009                  | 70          | 75,50  | 0–    | 1       | 1       | –     | 2                 | 07. (2009)       |
| Juan Pablo Montoya    | 2001–2004                  | 68          | 221,0  | 04    | 13      | 6       | 11    | 11                | 03. (2002, 2003) |
| Damon Hill            | 1993–1996                  | 65          | 326,0  | 21    | 14      | 5       | 20    | 19                | 01. (1996)       |
| Keke Rosberg          | 1982–1985                  | 62          | 131,5  | 05    | 7       | 3       | 4     | 3                 | 01. (1982)       |
| Nicholas Latifi       | 2020–2022                  | 61          | 9      | 0–    | –       | –       | –     | –                 | 17. (2021)       |
| Alan Jones            | 1978–1981                  | 60          | 171,0  | 11    | 7       | 4       | 6     | 13                | 01. (1980)       |
| Pastor Maldonado      | 2011–2013                  | 58          | 047,0  | 01    | –       | –       | 1     | –                 | 15. (2012)       |
| George Russell        | 2019–2021                  | 57          | 16,0   | 0–    | 1       | –       | –     | –                 | 15. (2021)       |
| Jacques Villeneuve    | 1996–1998                  | 48          | 180,0  | 11    | 5       | 5       | 13    | 9                 | 01. (1997)       |
| Lance Stroll          | 2017–2018                  | 41          | 046,0  | 0–    | –       | 1       | –     | –                 | 12. (2017)       |
| Rubens Barrichello    | 2010–2011                  | 38          | 051,0  | 0–    | –       | –       | –     | –                 | 10. (2010)       |
| Logan Sargeant        | 2023–2024                  | 36          | 001,0  | 0–    | –       | –       | –     | –                 | 21. (2023)       |
| Kazuki Nakajima       | 2007–2009                  | 36          | 009,0  | 0–    | –       | –       | –     | –                 | 15. (2008)       |
| Mark Webber           | 2005–2006                  | 36          | 043,0  | 0–    | –       | 1       | –     | –                 | 10. (2005)       |
| Heinz-Harald Frentzen | 1997–1998                  | 33          | 059,0  | 01    | 2       | 5       | 1     | 6                 | 02. (1997)       |
| Thierry Boutsen       | 1989–1990                  | 32          | 071,0  | 03    | 1       | 4       | 1     | 1                 | 05. (1989)       |
| Nelson Piquet         | 1986–1987                  | 31          | 145,0  | 07    | 10      | 4       | 6     | 11                | 01. (1987)       |
| Carlos Reutemann      | 1980–1982                  | 31          | 104,0  | 03    | 7       | 6       | 2     | 3                 | 02. (1981)       |
| Jacques Laffite       | 1983–1984                  | 29          | 016,0  | 0–    | –       | –       | –     | –                 | 11. (1983)       |
| David Coulthard       | 1994–1995                  | 25          | 063,0  | 01    | 5       | 3       | 5     | 4                 | 03. (1995)       |
| Robert Kubica         | 2019                       | 21          | 001,0  | 0–    | –       | –       | –     | –                 | 19. (2019)       |
| Sergei Sirotkin       | 2018                       | 21          | 001,0  | 0–    | –       | –       | –     | –                 | 20. (2018)       |
| Bruno Senna           | 2012                       | 20          | 031,0  | 0–    | –       | –       | –     | 1                 | 16. (2012)       |
| Nico Hülkenberg       | 2010                       | 19          | 022,0  | 0–    | –       | –       | 1     | –                 | 14. (2010)       |
| Jenson Button         | 2000                       | 17          | 012,0  | 0–    | –       | –       | –     | –                 | 08. (2000)       |
| Alain Prost           | 1993                       | 16          | 099,0  | 07    | 3       | 2       | 13    | 6                 | 01. (1993)       |
| Alexander Wurz        | 2007                       | 16          | 013,0  | 0–    | –       | 1       | –     | –                 | 11. (2007)       |
| Alessandro Zanardi    | 1999                       | 16          | –      | 0–    | –       | –       | –     | –                 | 19. (1999)       |
| Clay Regazzoni        | 1979                       | 15          | 032,0  | 01    | 2       | 2       | –     | 2                 | 05. (1979)       |
| Carlos Sainz Jr.      | 2025–                      | 13          | 16     | 0–    | –       | –       | –     | –                 | –                |
| Nick Heidfeld         | 2005                       | 13          | 028,0  | 0–    | 2       | 1       | 1     | –                 | 11. (2005)       |
| Derek Daly            | 1982                       | 12          | 008,0  | 0–    | –       | –       | –     | –                 | 13. (1982)       |
| Antonio Pizzonia      | 2004–2005                  | 9           | 008,0  | 0–    | –       | –       | –     | –                 | 15. (2004)       |
| Franco Colapinto      | 2024                       | 9           | 5      | 0–    | –       | –       | –     | –                 | 19. (2024)       |
| Rupert Keegan         | 1980                       | 4           | 00–,0  | 0–    | –       | –       | –     | –                 | –                |
| Marc Gené             | 2003–2004                  | 3           | 004,0  | 0–    | –       | –       | –     | –                 | 17. (2003)       |
| Ayrton Senna          | 1994                       | 3           | 00–,0  | 0–    | –       | –       | 3     | –                 | –                |
| Jack Aitken           | 2020                       | 1           | 00–,0  | 0–    | –       | –       | –     | –                 | 22. (2020)       |
| Mario Andretti        | 1982                       | 1           | 00–,0  | 0–    | –       | –       | –     | –                 | –                |
| Martin Brundle        | 1988                       | 1           | 00–,0  | 0–    | –       | –       | –     | –                 | –                |
| Jonathan Palmer       | 1983                       | 1           | 00–,0  | 0–    | –       | –       | –     | –                 | –                |
| Paul di Resta         | 2017                       | 1           | 00–,0  | 0–    | –       | –       | –     | –                 | –                |
| Jean-Louis Schlesser  | 1988                       | 1           | 00–,0  | 0–    | –       | –       | –     | –                 | –                |
| Nyck de Vries         | 2022                       | 1           | 002,0  | 0–    | –       | –       | –     | –                 | 21. (2022)       |

Aktuelle Fahrer sind gelb dargestellt. 
1. ↑  Vergleichbarkeit aufgrund unterschiedlicher Punktesysteme eingeschränkt

### Ergebnisse als Kundenteam in der Formel 1
| Saison | Chassis   | Fahrer  | Nr. | 1 | 2 | 3 | 4 | 5  | 6 | 7  | 8  | 9   | 10 | 11  | 12 | 13  | 14 | 15 | 16  | 17 |
| ------ | --------- | ------- | --- | - | - | - | - | -- | - | -- | -- | --- | -- | --- | -- | --- | -- | -- | --- | -- |
| 1977   | March 761 |         |     |   |   |   |   |    |   |    |    |     |    |     |    |     |    |    |     |    |
| 1977   | March 761 | P. Nève | 27  |   |   |   |   | 12 |   | 10 | 15 | DNQ | 9  | DNQ | 9  | DNQ | 7  | 18 | DNF |    |

### Ergebnisse als Konstrukteur in der Formel 1

#### 1978 bis 1999
| Saison | Chassis     | Fahrer          | Nr. | 1   | 2   | 3   | 4   | 5   | 6   | 7   | 8   | 9   | 10  | 11  | 12  | 13  | 14  | 15  | 16  | 17  | Punkte | Rang |
| ------ | ----------- | --------------- | --- | --- | --- | --- | --- | --- | --- | --- | --- | --- | --- | --- | --- | --- | --- | --- | --- | --- | ------ | ---- |
| 1978   | FW06        |                 |     |     |     |     |     |     |     |     |     |     |     |     |     |     |     |     |     |     | 11     | 9.   |
| 1978   | FW06        | A. Jones        | 27  | DNF | 11  | 4   | 7   | DNF | 10  | 8   | DNF | 5   | DNF | DNF | DNF | DNF | 13  | 2   | 9   |     | 11     | 9.   |
| 1979   | FW06, FW07  |                 |     |     |     |     |     |     |     |     |     |     |     |     |     |     |     |     |     |     | 75     | 2.   |
| 1979   | FW06, FW07  | A. Jones        | 27  | 9   | DNF | DNF | 3   | DNF | DNF | DNF | 4   | DNF | 1   | 1   | 1   | 9   | 1   | DNF |     |     | 75     | 2.   |
| 1979   | FW06, FW07  | C. Regazzoni    | 28  | 10  | 15  | 9   | DNF | DNF | DNF | 2   | 6   | 1   | 2   | 5   | DNF | 3   | 3   | DNF |     |     | 75     | 2.   |
| 1980   | FW07B       |                 |     |     |     |     |     |     |     |     |     |     |     |     |     |     |     |     |     |     | 120    | 1.   |
| 1980   | FW07B       | A. Jones        | 27  | 1   | 3   | DNF | DNF | 2   | DNF | 1   | 1   | 3   | 2   | 11  | 2   | 1   | 1   |     |     |     | 120    | 1.   |
| 1980   | FW07B       | C. Reutemann    | 28  | DNF | DNF | 5   | DNF | 3   | 1   | 6   | 3   | 2   | 3   | 4   | 3   | 2   | 2   |     |     |     | 120    | 1.   |
| 1981   | FW07C       |                 |     |     |     |     |     |     |     |     |     |     |     |     |     |     |     |     |     |     | 95     | 1.   |
| 1981   | FW07C       | A. Jones        | 1   | 1   | 2   | 4   | 12  | DNF | 2   | 7   | 17  | DNF | 11  | 4   | 3   | 2   | DNF | 1   |     |     | 95     | 1.   |
| 1981   | FW07C       | C. Reutemann    | 2   | 2   | 1   | 2   | 3   | 1   | DNF | 4   | 10  | 2   | DNF | 5   | DNF | 3   | 10  | 8   |     |     | 95     | 1.   |
| 1982   | FW07C, FW08 |                 |     |     |     |     |     |     |     |     |     |     |     |     |     |     |     |     |     |     | 58     | 4.   |
| 1982   | FW07C, FW08 | C. Reutemann    | 5   | 2   | DNF |     |     |     |     |     |     |     |     |     |     |     |     |     |     |     | 58     | 4.   |
| 1982   | FW07C, FW08 | M. Andretti     | 5   |     |     | DNF |     |     |     |     |     |     |     |     |     |     |     |     |     |     | 58     | 4.   |
| 1982   | FW07C, FW08 | D. Daly         | 5   |     |     |     |     | DNF | 6   | 5   | 7   | 5   | 5   | 7   | DNF | DNF | 9   | DNF | 6   |     | 58     | 4.   |
| 1982   | FW07C, FW08 | K. Rosberg      | 6   | 5   | DSQ | 2   |     | 2   | DNF | 4   | DNF | 3   | DNF | 5   | 3   | 2   | 1   | 8   | 5   |     | 58     | 4.   |
| 1983   | FW08C, FW09 |                 |     |     |     |     |     |     |     |     |     |     |     |     |     |     |     |     |     |     | 36     | 4.   |
| 1983   | FW08C, FW09 | K. Rosberg      | 1   | DSQ | DNF | 5   | 4   | 1   | 5   | 2   | 4   | 11  | 10  | 8   | DNF | 11  | DNF | 5   |     |     | 36     | 4.   |
| 1983   | FW08C, FW09 | J. Laffite      | 2   | 4   | 4   | 6   | 7   | DNF | 6   | 5   | DNF | 12  | 6   | DNF | DNF | DNQ | DNQ | DNF |     |     | 36     | 4.   |
| 1983   | FW08C, FW09 | J. Palmer       | 42  |     |     |     |     |     |     |     |     |     |     |     |     |     | 13  |     |     |     | 36     | 4.   |
| 1984   | FW09, FW09B |                 |     |     |     |     |     |     |     |     |     |     |     |     |     |     |     |     |     |     | 25,5   | 6.   |
| 1984   | FW09, FW09B | J. Laffite      | 5   | DNF | DNF | DNF | DNF | 8   | 8   | DNF | 5   | 4   | DNF | DNF | DNF | DNF | DNF | DNF | 14  |     | 25,5   | 6.   |
| 1984   | FW09, FW09B | K. Rosberg      | 6   | 2   | DNF | 4   | DNF | 6   | 4   | DNF | DNF | 1   | DNF | DNF | DNF | 8   | DNF | DNF | DNF |     | 25,5   | 6.   |
| 1985   | FW10        |                 |     |     |     |     |     |     |     |     |     |     |     |     |     |     |     |     |     |     | 71     | 3.   |
| 1985   | FW10        | N. Mansell      | 5   | DNF | 5   | 5   | 7   | 6   | DNF | DNS | DNF | 6   | DNF | 6   | 11  | 2   | 1   | 1   | DNF |     | 71     | 3.   |
| 1985   | FW10        | K. Rosberg      | 6   | DNF | DNF | DNF | 8   | 4   | 1   | 2   | DNF | 12  | DNF | DNF | DNF | 4   | 3   | 2   | 1   |     | 71     | 3.   |
| 1986   | FW11        |                 |     |     |     |     |     |     |     |     |     |     |     |     |     |     |     |     |     |     | 141    | 1.   |
| 1986   | FW11        | N. Mansell      | 5   | DNF | 2   | DNF | 4   | 1   | 1   | 5   | 1   | 1   | 3   | 3   | DNF | 2   | 1   | (5) | DNF |     | 141    | 1.   |
| 1986   | FW11        | N. Piquet       | 6   | 1   | DNF | 2   | 7   | DNF | 3   | DNF | 3   | 2   | 1   | 1   | DNF | 1   | 3   | 4   | 2   |     | 141    | 1.   |
| 1987   | FW11B       |                 |     |     |     |     |     |     |     |     |     |     |     |     |     |     |     |     |     |     | 137    | 1.   |
| 1987   | FW11B       | N. Mansell      | 5   | 6   | 1   | DNF | DNF | 5   | 1   | 1   | DNF | 14* | 1   | 3   | DNF | 1   | 1   | DNF | INJ |     | 137    | 1.   |
| 1987   | FW11B       | R. Patrese      | 5   |     |     |     |     |     |     |     |     |     |     |     |     |     |     |     | 9   |     | 137    | 1.   |
| 1987   | FW11B       | N. Piquet       | 6   | 2   | DNS | DNF | 2   | 2   | 2   | 2   | 1   | 1   | 2   | 1   | 3   | (4) | 2   | 15* | DNF |     | 137    | 1.   |
| 1988   | FW12        |                 |     |     |     |     |     |     |     |     |     |     |     |     |     |     |     |     |     |     | 20     | 7.   |
| 1988   | FW12        | N. Mansell      | 5   | DNF | DNF | DNF | DNF | DNF | DNF | DNF | 2   | DNF | DNF | INJ | INJ | DNF | 2   | DNF | DNF |     | 20     | 7.   |
| 1988   | FW12        | M. Brundle      | 5   |     |     |     |     |     |     |     |     |     |     | 7   |     |     |     |     |     |     | 20     | 7.   |
| 1988   | FW12        | J.-L. Schlesser | 5   |     |     |     |     |     |     |     |     |     |     |     | 11  |     |     |     |     |     | 20     | 7.   |
| 1988   | FW12        | R. Patrese      | 6   | DNF | 13  | 6   | DNF | DNF | DNF | DNF | 8   | DNF | 6   | DNF | 7   | DNF | 5   | 6   | 4   |     | 20     | 7.   |
| 1989   | FW12C, FW13 |                 |     |     |     |     |     |     |     |     |     |     |     |     |     |     |     |     |     |     | 77     | 2.   |
| 1989   | FW12C, FW13 | T. Boutsen      | 5   | DNF | 4   | 10  | DNF | 6   | 1   | DNF | 10  | DNF | 3   | 4   | 3   | DNF | DNF | 3   | 1   |     | 77     | 2.   |
| 1989   | FW12C, FW13 | R. Patrese      | 6   | DNF | DNF | 15  | 2   | 2   | 2   | 3   | DNF | 4   | DNF | DNF | 4   | DNF | 5   | 2   | 3   |     | 77     | 2.   |
| 1990   | FW13B       |                 |     |     |     |     |     |     |     |     |     |     |     |     |     |     |     |     |     |     | 57     | 4.   |
| 1990   | FW13B       | T. Boutsen      | 5   | 3   | 5   | DNF | 4   | DNF | 5   | DNF | 2   | 6   | 1   | DNF | DNF | DNF | 4   | 5   | 5   |     | 57     | 4.   |
| 1990   | FW13B       | R. Patrese      | 6   | 9   | 13* | 1   | DNF | DNF | 9   | 6   | DNF | 5   | 4   | DNF | 5   | 7   | 5   | 4   | 6   |     | 57     | 4.   |
| 1991   | FW14        |                 |     |     |     |     |     |     |     |     |     |     |     |     |     |     |     |     |     |     | 125    | 2.   |
| 1991   | FW14        | N. Mansell      | 5   | DNF | DNF | DNF | 2   | 6*  | 2   | 1   | 1   | 1   | 2   | DNF | 1   | DSQ | 1   | DNF | 2   |     | 125    | 2.   |
| 1991   | FW14        | R. Patrese      | 6   | DNF | 2   | DNF | DNF | 3   | 1   | 5   | DNF | 2   | 3   | 5   | DNF | 1   | 3   | 3   | 5   |     | 125    | 2.   |
| 1992   | FW14B       |                 |     |     |     |     |     |     |     |     |     |     |     |     |     |     |     |     |     |     | 164    | 1.   |
| 1992   | FW14B       | N. Mansell      | 5   | 1   | 1   | 1   | 1   | 1   | 2   | DNF | 1   | 1   | 1   | 2   | 2   | DNF | 1   | DNF | DNF |     | 164    | 1.   |
| 1992   | FW14B       | R. Patrese      | 6   | 2   | 2   | 2   | DNF | 2   | 3   | DNF | 2   | 2   | 8*  | DNF | 3   | 5   | DNF | 1   | DNF |     | 164    | 1.   |
| 1993   | FW15C       |                 |     |     |     |     |     |     |     |     |     |     |     |     |     |     |     |     |     |     | 168    | 1.   |
| 1993   | FW15C       | D. Hill         | 0   | DNF | 2   | 2   | DNF | DNF | 2   | 3   | 2   | DNF | 15  | 1   | 1   | 1   | 3   | 4   | 3   |     | 168    | 1.   |
| 1993   | FW15C       | A. Prost        | 2   | 1   | DNF | 3   | 1   | 1   | 4   | 1   | 1   | 1   | 1   | 12  | 3   | 12* | 2   | 2   | 2   |     | 168    | 1.   |
| 1994   | FW16, 16B   |                 |     |     |     |     |     |     |     |     |     |     |     |     |     |     |     |     |     |     | 118    | 1.   |
| 1994   | FW16, 16B   | D. Hill         | 0   | 2   | DNF | 6   | DNF | 1   | 2   | 2   | 1   | 8   | 2   | 1   | 1   | 1   | 2   | 1   | DNF |     | 118    | 1.   |
| 1994   | FW16, 16B   | A. Senna        | 2   | DNF | DNF | DNF |     |     |     |     |     |     |     |     |     |     |     |     |     |     | 118    | 1.   |
| 1994   | FW16, 16B   | D. Coulthard    | 2   |     |     |     |     | DNF | 5   |     | 5   | DNF | DNF | 4   | 6*  | 2   |     |     |     |     | 118    | 1.   |
| 1994   | FW16, 16B   | N. Mansell      | 2   |     |     |     |     |     |     | DNF |     |     |     |     |     |     | DNF | 4   | 1   |     | 118    | 1.   |
| 1995   | FW17, 17B   |                 |     |     |     |     |     |     |     |     |     |     |     |     |     |     |     |     |     |     | 118    | 2.   |
| 1995   | FW17, 17B   | D. Hill         | 5   | DNF | 1   | 1   | 4   | 2   | DNF | 2   | DNF | DNF | 1   | 2   | DNF | 3   | DNF | 3   | DNF | 1   | 118    | 2.   |
| 1995   | FW17, 17B   | D. Coulthard    | 6   | 2   | DNF | 4   | DNF | DNF | DNF | 3   | 3   | 2   | 2   | DNF | DNF | 1   | 3   | 2   | DNF | DNF | 118    | 2.   |
| 1996   | FW18        |                 |     |     |     |     |     |     |     |     |     |     |     |     |     |     |     |     |     |     | 175    | 1.   |
| 1996   | FW18        | D. Hill         | 5   | 1   | 1   | 1   | 4   | 1   | DNF | DNF | 1   | 1   | DNF | 1   | 2   | 5   | DNF | 2   | 1   |     | 175    | 1.   |
| 1996   | FW18        | J. Villeneuve   | 6   | 2   | DNF | 2   | 1   | 11  | DNF | 3   | 2   | 2   | 1   | 3   | 1   | 2   | 7   | 1   | DNF |     | 175    | 1.   |
| 1997   | FW19        |                 |     |     |     |     |     |     |     |     |     |     |     |     |     |     |     |     |     |     | 123    | 1.   |
| 1997   | FW19        | J. Villeneuve   | 3   | DNF | 1   | 1   | DNF | DNF | 1   | DNF | 4   | 1   | DNF | 1   | 5   | 5   | 1   | 1   | DSQ | 3   | 123    | 1.   |
| 1997   | FW19        | H. Frentzen     | 4   | 8   | 9   | DNF | 1   | DNF | 8   | 4   | 2   | DNF | DNF | DNF | 3   | 3   | 3   | 3   | 2   | 6   | 123    | 1.   |
| 1998   | FW20        |                 |     |     |     |     |     |     |     |     |     |     |     |     |     |     |     |     |     |     | 38     | 3.   |
| 1998   | FW20        | J. Villeneuve   | 1   | 5   | 7   | DNF | 4   | 6   | 5   | 10  | 4   | 7   | 6   | 3   | 3   | DNF | DNF | 8   | 6   |     | 38     | 3.   |
| 1998   | FW20        | H. Frentzen     | 2   | 3   | 5   | 9   | 5   | 8   | DNF | DNF | 15  | DNF | DNF | 9   | 5   | 4   | 7   | 5   | 5   |     | 38     | 3.   |
| 1999   | FW21        |                 |     |     |     |     |     |     |     |     |     |     |     |     |     |     |     |     |     |     | 35     | 5.   |
| 1999   | FW21        | A. Zanardi      | 5   | DNF | DNF | 11  | 8   | DNF | DNF | DNF | 11  | DNF | DNF | DNF | 8   | 7   | DNF | 10  | DNF |     | 35     | 5.   |
| 1999   | FW21        | R. Schumacher   | 6   | 3   | 4   | DNF | DNF | 5   | 4   | 4   | 3   | DNF | 4   | 9   | 5   | 2   | 4   | DNF | 5   |     | 35     | 5.   |

#### Seit 2000
| Saison | Chassis | Fahrer         | Nr. | 1   | 2   | 3   | 4   | 5   | 6    | 7   | 8   | 9   | 10  | 11  | 12  | 13   | 14  | 15   | 16  | 17  | 18  | 19  | 20  | 21  | 22  | 23  | 24  | Punkte | Rang |
| ------ | ------- | -------------- | --- | --- | --- | --- | --- | --- | ---- | --- | --- | --- | --- | --- | --- | ---- | --- | ---- | --- | --- | --- | --- | --- | --- | --- | --- | --- | ------ | ---- |
| 2000   | FW22    |                |     |     |     |     |     |     |      |     |     |     |     |     |     |      |     |      |     |     |     |     |     |     |     |     |     | 36     | 3.   |
| 2000   | FW22    | R. Schumacher  | 9   | 3   | 5   | DNF | 4   | 4   | DNF  | DNF | 14* | 5   | DNF | 7   | 5   | 3    | 3   | DNF  | DNF | DNF |     |     |     |     |     |     |     | 36     | 3.   |
| 2000   | FW22    | J. Button      | 10  | DNF | 6   | DNF | 5   | 17* | 10*  | DNF | 11  | 8   | 5   | 4   | 9   | 5    | DNF | DNF  | 5   | DNF |     |     |     |     |     |     |     | 36     | 3.   |
| 2001   | FW23    |                |     |     |     |     |     |     |      |     |     |     |     |     |     |      |     |      |     |     |     |     |     |     |     |     |     | 80     | 3.   |
| 2001   | FW23    | R. Schumacher  | 5   | DNF | 5   | DNF | 1   | DNF | DNF  | DNF | 1   | 4   | 2   | DNF | 1   | 4    | 7   | 3    | DNF | 6   |     |     |     |     |     |     |     | 80     | 3.   |
| 2001   | FW23    | J. Montoya     | 6   | DNF | DNF | DNF | DNF | 2   | DNF  | DNF | DNF | 2   | DNF | 4   | DNF | 8    | DNF | 1    | DNF | 2   |     |     |     |     |     |     |     | 80     | 3.   |
| 2002   | FW24    |                |     |     |     |     |     |     |      |     |     |     |     |     |     |      |     |      |     |     |     |     |     |     |     |     |     | 92     | 2.   |
| 2002   | FW24    | R. Schumacher  | 5   | DNF | 1   | 2   | 3   | 11* | 4    | 3   | 7   | 4   | 8   | 5   | 3   | 3    | 5   | DNF  | 16  | 11* |     |     |     |     |     |     |     | 92     | 2.   |
| 2002   | FW24    | J. Montoya     | 6   | 2   | 2   | 5   | 4   | 2   | 3    | DNF | DNF | DNF | 3   | 4   | 2   | 11   | 3   | DNF  | 4   | 4   |     |     |     |     |     |     |     | 92     | 2.   |
| 2003   | FW25    |                |     |     |     |     |     |     |      |     |     |     |     |     |     |      |     |      |     |     |     |     |     |     |     |     |     | 144    | 2.   |
| 2003   | FW25    | J. Montoya     | 3   | 2   | 12  | DNF | 7   | 4   | DNF  | 1   | 3   | 2   | 2   | 2   | 1   | 3    | 2   | 6    | DNF |     |     |     |     |     |     |     |     | 144    | 2.   |
| 2003   | FW25    | R. Schumacher  | 4   | 8   | 4   | 7   | 4   | 5   | 6    | 4   | 2   | 1   | 1   | 9   | DNF | 4    | INJ | DNF  | 12  |     |     |     |     |     |     |     |     | 144    | 2.   |
| 2003   | FW25    | M. Gené        | 4   |     |     |     |     |     |      |     |     |     |     |     |     |      | 5   |      |     |     |     |     |     |     |     |     |     | 144    | 2.   |
| 2004   | FW26    |                |     |     |     |     |     |     |      |     |     |     |     |     |     |      |     |      |     |     |     |     |     |     |     |     |     | 88     | 4.   |
| 2004   | FW26    | J. Montoya     | 3   | 5   | 2   | 13  | 3   | DNF | 4    | 8   | DSQ | DSQ | 8   | 5   | 5   | 4    | DNF | 5    | 5   | 7   | 1   |     |     |     |     |     |     | 88     | 4.   |
| 2004   | FW26    | R. Schumacher  | 4   | 4   | DNF | 7   | 7   | 6   | 10*  | DNF | DSQ | DNF | INJ | INJ | INJ | INJ  | INJ | INJ  | DNF | 2   | 5   |     |     |     |     |     |     | 88     | 4.   |
| 2004   | FW26    | M. Gené        | 4   |     |     |     |     |     |      |     |     |     | 10  | 12  |     |      |     |      |     |     |     |     |     |     |     |     |     | 88     | 4.   |
| 2004   | FW26    | A. Pizzonia    | 4   |     |     |     |     |     |      |     |     |     |     |     | 7   | 7    | DNF | 7    |     |     |     |     |     |     |     |     |     | 88     | 4.   |
| 2005   | FW27    |                |     |     |     |     |     |     |      |     |     |     |     |     |     |      |     |      |     |     |     |     |     |     |     |     |     | 66     | 5.   |
| 2005   | FW27    | M. Webber      | 7   | 5   | DNF | 6   | 7   | 6   | 3    | DNF | 5   | DNS | 12  | 11  | NC  | 7    | DNF | 14   | 4   | NC  | 4   | 7   |     |     |     |     |     | 66     | 5.   |
| 2005   | FW27    | N. Heidfeld    | 8   | DNF | 3   | DNF | 6   | 10  | 2    | 2   | DNF | DNS | 14  | 12  | 11  | 6    | DNF | INJ  | INJ | INJ | INJ | INJ |     |     |     |     |     | 66     | 5.   |
| 2005   | FW27    | A. Pizzonia    | 8   |     |     |     |     |     |      |     |     |     |     |     |     |      |     | 7    | 15  | DNF | DNF | 13  |     |     |     |     |     | 66     | 5.   |
| 2006   | FW28    |                |     |     |     |     |     |     |      |     |     |     |     |     |     |      |     |      |     |     |     |     |     |     |     |     |     | 11     | 8.   |
| 2006   | FW28    | M. Webber      | 9   | 6   | DNF | DNF | 6   | DNF | 9    | DNF | DNF | 12  | DNF | DNF | DNF | DNF  | 10  | 10   | 8   | DNF | DNF |     |     |     |     |     |     | 11     | 8.   |
| 2006   | FW28    | N. Rosberg     | 10  | 7   | DNF | DNF | 11  | 7   | 11   | DNF | 9   | DNF | 9   | 14  | DNF | DNF  | DNF | DNF  | 11  | 10  | DNF |     |     |     |     |     |     | 11     | 8.   |
| 2007   | FW29    |                |     |     |     |     |     |     |      |     |     |     |     |     |     |      |     |      |     |     |     |     |     |     |     |     |     | 33     | 4.   |
| 2007   | FW29    | N. Rosberg     | 16  | 7   | DNF | 10  | 6   | 12  | 10   | 16  | 9   | 12  | DNF | 7   | 7   | 6    | 6   | DNF  | 16  | 4   |     |     |     |     |     |     |     | 33     | 4.   |
| 2007   | FW29    | A. Wurz        | 17  | DNF | 9   | 11  | DNF | 7   | 3    | 10  | 14  | 13  | 4   | 14  | 11  | 13   | DNF | DNF  | 12  |     |     |     |     |     |     |     |     | 33     | 4.   |
| 2007   | FW29    | K. Nakajima    | 17  |     |     |     |     |     |      |     |     |     |     |     |     |      |     |      |     | 10  |     |     |     |     |     |     |     | 33     | 4.   |
| 2008   | FW30    |                |     |     |     |     |     |     |      |     |     |     |     |     |     |      |     |      |     |     |     |     |     |     |     |     |     | 26     | 8.   |
| 2008   | FW30    | N. Rosberg     | 7   | 3   | 14  | 8   | DNF | 8   | DNF  | 10  | 16  | 9   | 10  | 14  | 8   | 12   | 14  | 2    | 11  | 15  | 12  |     |     |     |     |     |     | 26     | 8.   |
| 2008   | FW30    | K. Nakajima    | 8   | 6   | 17  | 14  | 7   | DNF | 7    | DNF | 15  | 8   | 14  | 13  | 15  | 14   | 12  | 8    | 15  | 12  | 17  |     |     |     |     |     |     | 26     | 8.   |
| 2009   | FW31    |                |     |     |     |     |     |     |      |     |     |     |     |     |     |      |     |      |     |     |     |     |     |     |     |     |     | 34,5   | 7.   |
| 2009   | FW31    | N. Rosberg     | 16  | 6   | 8   | 15  | 9   | 8   | 6    | 5   | 5   | 4   | 4   | 5   | 8   | 16   | 11  | 5    | DNF | 9   |     |     |     |     |     |     |     | 34,5   | 7.   |
| 2009   | FW31    | K. Nakajima    | 17  | DNF | 12  | DNF | DNF | 13  | 15   | 12  | 11  | 12  | 9   | 18  | 13  | 10   | 9   | 15   | DNF | 13  |     |     |     |     |     |     |     | 34,5   | 7.   |
| 2010   | FW32    |                |     |     |     |     |     |     |      |     |     |     |     |     |     |      |     |      |     |     |     |     |     |     |     |     |     | 69     | 6.   |
| 2010   | FW32    | R. Barrichello | 9   | 10  | 8   | 12  | 12  | 9   | DNF  | 14  | 14  | 4   | 5   | 12  | 10  | DNF  | 10  | 6    | 9   | 7   | 14  | 12  |     |     |     |     |     | 69     | 6.   |
| 2010   | FW32    | N. Hülkenberg  | 10  | 14  | DNF | 10  | 15  | 16  | DNF  | 17  | 13  | DNF | 10  | 13  | 6   | 14   | 7   | 10   | DNF | 10  | 8   | 16  |     |     |     |     |     | 69     | 6.   |
| 2011   | FW33    |                |     |     |     |     |     |     |      |     |     |     |     |     |     |      |     |      |     |     |     |     |     |     |     |     |     | 5      | 9.   |
| 2011   | FW33    | R. Barrichello | 11  | DNF | DNF | 13  | 15  | 17  | 9    | 9   | 12  | 13  | DNF | 13  | 16  | 12   | 13  | 17   | 12  | 15  | 12  | 14  |     |     |     |     |     | 5      | 9.   |
| 2011   | FW33    | P. Maldonado   | 12  | DNF | DNF | 18  | 17  | 15  | 18   | DNF | 18  | 14  | 14  | 16  | 10  | 11   | 11  | 14   | DNF | DNF | 14  | DNF |     |     |     |     |     | 5      | 9.   |
| 2012   | FW34    |                |     |     |     |     |     |     |      |     |     |     |     |     |     |      |     |      |     |     |     |     |     |     |     |     |     | 76     | 8.   |
| 2012   | FW34    | P. Maldonado   | 18  | 13  | 19  | 8   | DNF | 1   | DNF  | 13  | 12  | 16  | 15  | 13  | DNF | 11   | DNF | 8    | 14  | 16  | 5   | 9   | DNF |     |     |     |     | 76     | 8.   |
| 2012   | FW34    | B. Senna       | 19  | 16  | 6   | 7   | DNF | DNF | 10   | 17  | 10  | 9   | 17  | 7   | 12  | 10   | 18* | 14   | 15  | 10  | 8   | 10  | DNF |     |     |     |     | 76     | 8.   |
| 2013   | FW35    |                |     |     |     |     |     |     |      |     |     |     |     |     |     |      |     |      |     |     |     |     |     |     |     |     |     | 5      | 9.   |
| 2013   | FW35    | P. Maldonado   | 16  | DNF | DNF | 14  | 11  | 14  | DNF  | 16  | 11  | 15  | 10  | 17  | 14  | 11   | 13  | 16   | 12  | 11  | 17  | 16  |     |     |     |     |     | 5      | 9.   |
| 2013   | FW35    | V. Bottas      | 17  | 14  | 11  | 13  | 14  | 16  | 12   | 14  | 12  | 16  | DNF | 15  | 15  | 13   | 12  | 17   | 16  | 15  | 8   | DNF |     |     |     |     |     | 5      | 9.   |
| 2014   | FW36    |                |     |     |     |     |     |     |      |     |     |     |     |     |     |      |     |      |     |     |     |     |     |     |     |     |     | 320    | 3.   |
| 2014   | FW36    | F. Massa       | 19  | DNF | 7   | 7   | 15  | 13  | 7    | 12* | 4   | DNF | DNF | 5   | 13  | 3    | 5   | 7    | 11  | 4   | 3   | 2   |     |     |     |     |     | 320    | 3.   |
| 2014   | FW36    | V. Bottas      | 77  | 5   | 8   | 8   | 7   | 5   | DNF  | 7   | 3   | 2   | 2   | 8   | 3   | 4    | 11  | 6    | 3   | 5   | 10  | 3   |     |     |     |     |     | 320    | 3.   |
| 2015   | FW37    |                |     |     |     |     |     |     |      |     |     |     |     |     |     |      |     |      |     |     |     |     |     |     |     |     |     | 257    | 3.   |
| 2015   | FW37    | F. Massa       | 19  | 4   | 6   | 5   | 10  | 6   | 15   | 6   | 3   | 4   | 12  | 6   | 3   | DNF  | 17  | 4    | DNF | 6   | DSQ | 8   |     |     |     |     |     | 257    | 3.   |
| 2015   | FW37    | V. Bottas      | 77  | WD  | 5   | 6   | 4   | 4   | 14   | 3   | 5   | 5   | 13  | 9   | 4   | 5    | 5   | 12*  | DNF | 3   | 5   | 13  |     |     |     |     |     | 257    | 3.   |
| 2016   | FW38    |                |     |     |     |     |     |     |      |     |     |     |     |     |     |      |     |      |     |     |     |     |     |     |     |     |     | 138    | 5.   |
| 2016   | FW38    | F. Massa       | 19  | 5   | 8   | 6   | 5   | 8   | 10   | DNF | 10  | 20* | 11  | 18  | DNF | 10   | 9   | 12   | 13  | 9   | 7   | 9   | DNF | 9   |     |     |     | 138    | 5.   |
| 2016   | FW38    | V. Bottas      | 77  | 8   | 9   | 10  | 4   | 5   | 12   | 3   | 6   | 9   | 14  | 9   | 9   | 8    | 6   | DNF  | 5   | 10  | 16  | 8   | 11  | DNF |     |     |     | 138    | 5.   |
| 2017   | FW40    |                |     |     |     |     |     |     |      |     |     |     |     |     |     |      |     |      |     |     |     |     |     |     |     |     |     | 83     | 5.   |
| 2017   | FW40    | L. Stroll      | 18  | DNF | DNF | DNF | 11  | 16  | 14*  | 9   | 3   | 10  | 16  | 14  | 11  | 7    | 8   | 8    | DNF | 11  | 6   | 16  | 18  |     |     |     |     | 83     | 5.   |
| 2017   | FW40    | F. Massa       | 19  | 6   | 14  | 6   | 9   | 13  | 9    | DNF | DNF | 9   | 10  | PO  | 8   | 8    | 11  | 9    | 10  | 9   | 11  | 7   | 10  |     |     |     |     | 83     | 5.   |
| 2017   | FW40    | P. di Resta    | 40  |     |     |     |     |     |      |     |     |     |     | DNF |     |      |     |      |     |     |     |     |     |     |     |     |     | 83     | 5.   |
| 2018   | FW41    |                |     |     |     |     |     |     |      |     |     |     |     |     |     |      |     |      |     |     |     |     |     |     |     |     |     | 7      | 10.  |
| 2018   | FW41    | L. Stroll      | 18  | 14  | 14  | 14  | 8   | 11  | 17   | DNF | 17* | 13  | 12  | DNF | 17  | 13   | 9   | 14   | 15  | 17  | 14  | 12  | 18  | 13  |     |     |     | 7      | 10.  |
| 2018   | FW41    | S. Sirotkin    | 35  | DNF | 15  | 15  | DNF | 14  | 16   | 17  | 15  | 14  | 14  | DNF | 16  | 12   | 10  | 19   | 18  | 16  | 13  | 13  | 17  | 15  |     |     |     | 7      | 10.  |
| 2019   | FW42    |                |     |     |     |     |     |     |      |     |     |     |     |     |     |      |     |      |     |     |     |     |     |     |     |     |     | 1      | 10.  |
| 2019   | FW42    | G. Russell     | 63  | 16  | 15  | 16  | 15  | 17  | 15   | 16  | 19  | 18  | 14  | 11  | 16  | 15   | 14  | DNF  | DNF | 16  | 16  | 17  | 12  | 17  |     |     |     | 1      | 10.  |
| 2019   | FW42    | R. Kubica      | 88  | 17  | 16  | 17  | 16  | 18  | 18   | 18  | 18  | 20  | 16  | 10  | 19  | 17   | 17  | 16   | DNF | 17  | 18  | DNF | 16  | 19  |     |     |     | 1      | 10.  |
| 2020   | FW43    |                |     |     |     |     |     |     |      |     |     |     |     |     |     |      |     |      |     |     |     |     |     |     |     |     |     | 0      | 10.  |
| 2020   | FW43    | N. Latifi      | 6   | 11  | 17  | 19  | 15  | 19  | 18   | 16  | 11  | DNF | 16  | 14  | 18  | 11   | DNF | 14   | DNF | 17  |     |     |     |     |     |     |     | 0      | 10.  |
| 2020   | FW43    | G. Russell     | 63  | DNF | 16  | 18  | 12  | 18  | 17   | DNF | 14  | 11  | 18  | DNF | 14  | DNF  | 16  | 12   |     | 15  |     |     |     |     |     |     |     | 0      | 10.  |
| 2020   | FW43    | J. Aitken      | 89  |     |     |     |     |     |      |     |     |     |     |     |     |      |     |      | 16  |     |     |     |     |     |     |     |     | 0      | 10.  |
| 2021   | FW43B   |                |     |     |     |     |     |     |      |     |     |     |     |     |     |      |     |      |     |     |     |     |     |     |     |     |     | 23     | 8.   |
| 2021   | FW43B   | N. Latifi      | 6   | 18  | DNF | 18  | 16  | 15  | 16   | 18  | 17  | 16  | 14  | 7   | 9   | 16   | 11  | *19* | 17  | 15  | 17  | 16  | DNF | 12  | DNF |     |     | 23     | 8.   |
| 2021   | FW43B   | G. Russell     | 63  | 14  | DNF | 16  | 14  | 14  | *17* | 12  | DNF | 11  | 12  | 8   | 2   | *17* | 9   | 10   | 15  | 14  | 16  | 13  | 17  | DNF | DNF |     |     | 23     | 8.   |
| 2022   | FW44    |                |     |     |     |     |     |     |      |     |     |     |     |     |     |      |     |      |     |     |     |     |     |     |     |     |     | 8      | 10.  |
| 2022   | FW44    | N. Latifi      | 6   | 16  | DNF | 16  | 16  | 14  | 16   | 15  | 16  | 16  | 12  | DNF | DNF | 18   | 18  | 18   | 15  | DNF | 9   | 17  | 18  | 16  | 19* |     |     | 8      | 10.  |
| 2022   | FW44    | A. Albon       | 23  | 13  | 14* | 10  | 11  | 9   | 18   | DNF | 12  | 13  | DNF | 12  | 13  | 17   | 10  | 12   | INJ | DNF | DNF | 13  | 12  | 15  | 13  |     |     | 8      | 10.  |
| 2022   | FW44    | N. de Vries    | 45  |     |     |     |     |     |      |     |     |     |     |     |     |      |     |      | 9   |     |     |     |     |     |     |     |     | 8      | 10.  |
| 2023   | FW45    |                |     |     |     |     |     |     |      |     |     |     |     |     |     |      |     |      |     |     |     |     |     |     |     |     |     | 28     | 7.   |
| 2023   | FW45    | L. Sargeant    | 2   | 12  | 16  | 16  | 16  | 20  | C    | 18  | 20  | DNF | 13  | 11  | 18* | 17   | DNF | 13   | 14  | DNF | DNF | 10  | 16* | 11  | 16  | 16  |     | 28     | 7.   |
| 2023   | FW45    | A. Albon       | 23  | 10  | DNF | DNF | 12  | 14  | C    | 14  | 16  | 7   | 11  | 8   | 11  | 14   | 8   | 7    | 11  | DNF | 137 | 9   | 9   | DNF | 12  | 14  |     | 28     | 7.   |
| 2024   | FW46    |                |     |     |     |     |     |     |      |     |     |     |     |     |     |      |     |      |     |     |     |     |     |     |     |     |     | 17     | 9.   |
| 2024   | FW46    | L. Sargeant    | 2   | 20  | 15  | WD  | 17  | 17  | DNF  | 17  | 15  | DNF | 20  | 19  | 11  | 17   | 17  | 16   |     |     |     |     |     |     |     |     |     | 17     | 9.   |
| 2024   | FW46    | A. Albon       | 23  | 15  | 11  | 11  | DNF | 12  | 18   | DNF | 9   | DNF | 18  | 15  | 9   | 14   | 12  | 14   | 9   | 7   | DNF | 16  | DNF | DNS | DNF | 15  | 11  | 17     | 9.   |
| 2024   | FW46    | F. Colapinto   | 43  |     |     |     |     |     |      |     |     |     |     |     |     |      |     |      | 12  | 8   | 11  | 10  | 12  | DNF | 14  | DNF | DNF | 17     | 9.   |
| 2025   | FW47    |                |     |     |     |     |     |     |      |     |     |     |     |     |     |      |     |      |     |     |     |     |     |     |     |     |     | 70     | 5.   |
| 2025   | FW47    | A. Albon       | 23  | 4   | 7   | 9   | 12  | 9   | 5    | 5   | 9   | DNF | DNF | DNF | 8   | 6    | 15  |      |     |     |     |     |     |     |     |     |     | 70     | 5.   |
| 2025   | FW47    | C. Sainz Jr.   | 55  | DNF | 10  | 14  | DNF | 8   | 9    | 8   | 10  | 14  | 10  | DNS | 12  | 186  | 14  |      |     |     |     |     |     |     |     |     |     | 70     | 5.   |

| Legende  | Legende            | Legende                                                          |
| Farbe    | Abkürzung          | Bedeutung                                                        |
| -------- | ------------------ | ---------------------------------------------------------------- |
| Gold     | –                  | Sieg                                                             |
| Silber   | –                  | 2. Platz                                                         |
| Bronze   | –                  | 3. Platz                                                         |
| Grün     | –                  | Platzierung in den Punkten                                       |
| Blau     | –                  | Klassifiziert außerhalb der Punkteränge                          |
| Violett  | DNF                | Rennen nicht beendet (did not finish)                            |
| Violett  | NC                 | nicht klassifiziert (not classified)                             |
| Rot      | DNQ                | nicht qualifiziert (did not qualify)                             |
| Rot      | DNPQ               | in Vorqualifikation gescheitert (did not pre-qualify)            |
| Schwarz  | DSQ                | disqualifiziert (disqualified)                                   |
| Weiß     | DNS                | nicht am Start (did not start)                                   |
| Weiß     | WD                 | zurückgezogen (withdrawn)                                        |
| Hellblau | PO                 | nur am Training teilgenommen (practiced only)                    |
| Hellblau | TD                 | Freitags-Testfahrer (test driver)                                |
| ohne     | DNP                | nicht am Training teilgenommen (did not practice)                |
| ohne     | INJ                | verletzt oder krank (injured)                                    |
| ohne     | EX                 | ausgeschlossen (excluded)                                        |
| ohne     | DNA                | nicht erschienen (did not arrive)                                |
| ohne     | C                  | Rennen abgesagt (cancelled)                                      |
| ohne     | keine WM-Teilnahme |                                                                  |
| sonstige | P/fett             | Pole-Position                                                    |
| sonstige | 1/2/3/4/5/6/7/8    | Punktplatzierung im Sprint-/Qualifikationsrennen                 |
| sonstige | SR/kursiv          | Schnellste Rennrunde                                             |
| sonstige | *                  | nicht im Ziel, aufgrund der zurückgelegten Distanz aber gewertet |
| sonstige | ()                 | Streichresultate                                                 |
| sonstige | unterstrichen      | Führender in der Gesamtwertung                                   |

## Auszeichnungen
Die italienische Sportzeitung Gazzetta dello Sport wählte den Rennstall 1997 zur „Weltmannschaft des Jahres“.

## Übersicht des aktuellen Personals
| Aufgabenbereich          | Name                |
| ------------------------ | ------------------- |
| Stammfahrer              | Carlos Sainz junior |
| Stammfahrer              | Alexander Albon     |
| Testfahrer               |                     |
| Teamchef                 | James Vowles        |
| Teammanager              | Dave Redding        |
| Technischer Direktor     | Pat Fry             |
| Design-Direktor          | Doug McKiernan      |
| Chefdesigner             | Dave Worner         |
| stellvertr. Chefdesigner | Jonathan Carter     |
| Chefingenieur            |                     |
| Chefmechaniker           | Mark Pattinson      |
| Chefrenningenieur        | Paul Williams       |
| Renningenieur Albon      | James Urwin         |
| Renningenieur Sainz      | Gaetan Jego         |
| Geschäftsführer          |                     |
| Botschafter              | Jenson Button       |
| Botschafter              | Jacques Villeneuve  |

## Sonstiges
Der Spielwarenhersteller Lego brachte im Jahr 2002 ein 1484-Teile-Set mit dem Titel Williams F1 Team Racer im Rahmen der Racers-Serie heraus. Im Jahr darauf erschien ein Modell, ebenfalls aus der Racers-Serie, mit 98 Teilen und ebenfalls dem Namen Williams F1 Team Racer.
Im Jahr 2020 ging Williams F1 eine Kooperation in den Bereichen Marketing und Produktentwicklung mit dem Radsportteam Israel Start-Up Nation ein.